# 日本の島の一覧
日本の島の一覧（にほんのしまのいちらん）は、日本にある島の一覧である。
日本の行政機関の一つである国土地理院の2023年（令和5年）2月28日の発表によれば、日本全国の島の数は14,125島である。これは、法令等に基づく島に加えて、2022年1月時点の電子国土基本図に描画された120,729の陸地から、コンピュータを用いて以下の条件を満たすものを島として数えたものである。
- 周囲長0.1 km以上の海岸線で囲われている。
- 自然に形成されたと判断できる（人工島は除外する）。
- 内水面にある陸地（湖沼の島、河川の中州）は除外する[2][3][4][5]。

この島数の発表以前には、海上保安庁が1987年（昭和62年）に公表した6,852島が広く用いられていた（詳細は#日本の島の数の変遷参照）。また、国土地理院は、面積が1 km2以上の島のリストを毎年公表している。本項では、この国土地理院のリストに掲載された島の名称及び面積を網羅するとともに、海上保安庁による島数を都道府県別に付す。また、それ以外の島名も列挙する。

## 日本の島の数

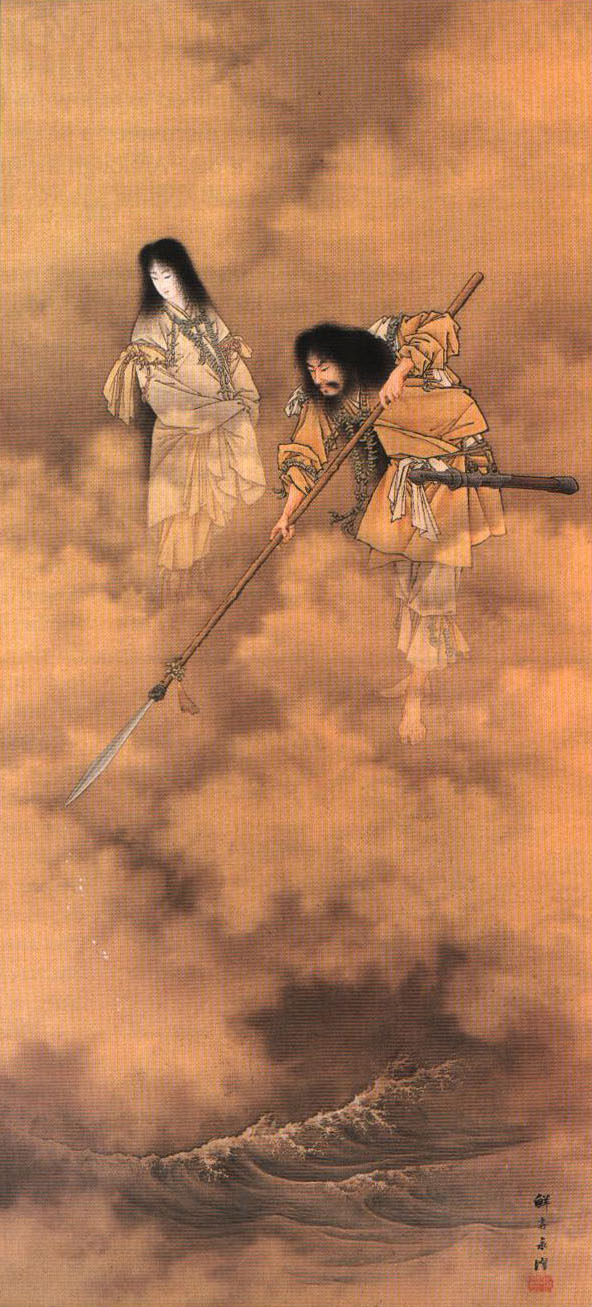
『古事記』の島産み

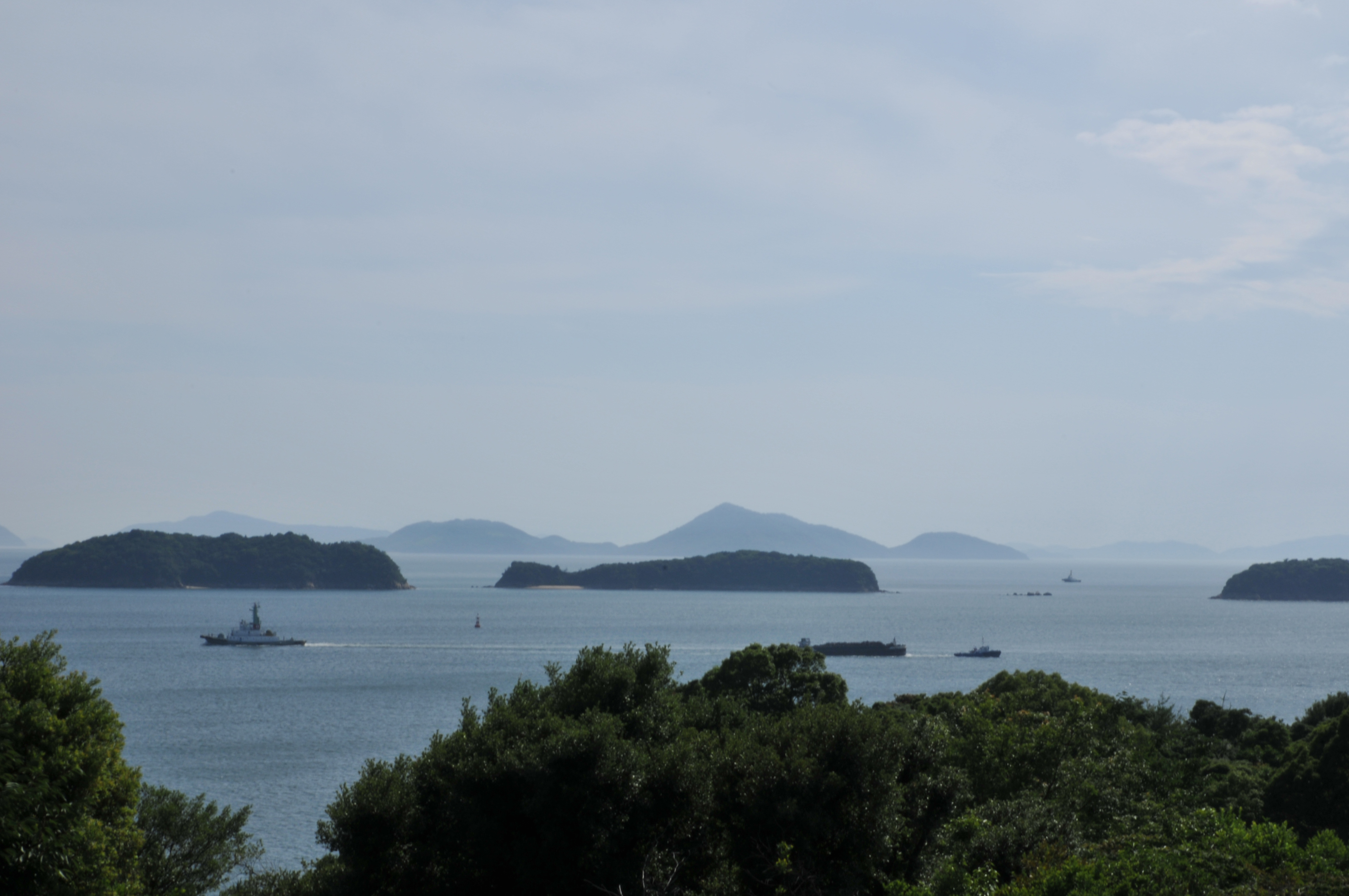
瀬戸内海の島々

島の計数方法に国際的な取り決めはないが、国際的にはオーストラリア大陸より小さな陸地を「島」とするのが一般的であり、日本の領土はすべて「島」から構成されていることになる。しかし、「水域に囲まれた陸地」という観点では「大陸」と「島」とのあいだには相対的な大小の関係しかない。日本国内ではこれと同様に、北海道、本州、四国、九州、場合によってこれに沖縄本島を加えた4島ないし5島を「本土」と扱い、一般的には「島」をつけては呼ばない。このため日本の島の数を数える際に、この「本土」を数に入れない場合もある。
日本語では「水域に囲まれた小さな陸地」を意味する表現として「島」のほか、「岩」「瀬」「嶼」「山」「鼻」「礁」「丸」「根」「碆」「石」などの語がある。海洋法に関する国際連合条約では、「自然に形成された陸地」で「高潮時も水面上にある」ものを「島」と定義しており、面積の大小は問われない。このため日本では「島」の総数の把握は困難である。

### 日本の島の数の変遷
1946年（昭和21年）に初めて「日本の島の総数」が公的機関から発表された。これはGHQの指揮のもとで海上保安庁が調査したもので、外海で1,025、内海と港湾内の島を含めると「2,394余り」とされた。その後、トカラ列島、奄美群島、小笠原諸島や沖縄の返還に伴って数は増え、1969年（昭和44年）までに「3,922」となり、この数値は1989年（平成元年）まで政府の公式見解として用いられてきた。ただし、具体的にどのような基準で数えられ、どの島が含まれているのかは不詳であった。
1987年（昭和62年）に、海上保安庁が発表した昭和62年版『海上保安の現況』では、新たに日本の島嶼の総数が「6,852」とされた。これは、最大縮尺海図や、2.5万分1の地形図を使用し、以下の条件を満たすものを島として数えたものである。
- 周囲が0.1 km以上である。
- 何らかの形で本土と繋がっているものについては、橋や防波堤のような細い構造物で繋がっている場合は島として扱い、それより幅が広く繋がって本土と一体化しているものは除外する。
- 埋立地は除外する[16]。

この島嶼数は、1989年（平成元年）に『第三十九回日本統計年鑑』（総務省統計局）に「国土構成島数」として記載され、日本政府の公式な「日本の島嶼の総数」として用いられるようになった。『日本統計年鑑』では、「都道府県別の総数」及び「瀬戸内海の島嶼数」だけが発表され、個々の島の位置、名称、大きさなどは非公表である。
国土地理院が毎年（2019年10月以降は年4回）発表する『全国都道府県市区町村別面積調』には、面積が1 km2以上の島が掲載されており、その数は334である（2025年1月1日時点）。これには湖沼中の島も含まれている。その面積は埋め立てや掘削などで毎年変動しているが、特に2013年度（平成25年度）と2014年度（平成26年度）の間ではその差が大きい。これは、2013年度（平成25年度）までは1988年（昭和63年）に地形図上で測定されたものに毎年の埋め立て分を加算して算出していたが、2014年度（平成26年度）からは面積の算出方法が変更され、電子国土基本図による測定値になったためである。
これらとは別に、1982年（昭和57年）に財団法人日本離島センターが独自に島を数え直し、「4,917」島と発表した。この際の基準は、国土地理院が発行する5万分1地形図及び20万分1地勢図において、「島」「岩」「瀬」「根」「礁」などの固有名詞が示されているものを、島の規模に関わりなく数えたものである。これは実際の島と島数を対照させて把握できる日本で初めての総合資料である。さらにこの資料では面積1 km2に満たない島も、面積などの諸元が掲載されている。ただし、この調査方法では、名称が記載されていれば小さな島でも島に数えられる一方、大きな島でも名称が記載されていなければ数に加えられないため、実際に存在する島の数とは一致しない。
2023年（令和5年）には、国土地理院より日本の島の数は「14,125」島であると発表された。従来の島の数を大きく上回ったのは、測量・調査技術が進歩したためである。これにより、2024年（令和6年）の『第七十三回日本統計年鑑』から「国土構成島数」は「都道府県別島の数」として一新された。
このように、「日本の島の総数」としては「3,922」「4,917」「6,852」「14,125」が用いられてきたが、場合によってはこれらから「本土」の4ないし5を差し引いた数字が用いられる場合もある。

### 有人島と無人島
島が有人島であるか無人島であるかについては複数の異なる判断基準がある。瀬戸内海では耕作のために毎日のように人が渡ってくる島があり、日本海や北日本の漁場では漁期に漁師が一時的に立ち寄る島もある（七ツ島、松前小島、渡島大島など）。このように通年の定住がないとしても、農耕や漁業のために一時的に定住がある季節有人島や、公務員が職務で交代しながら逗留する島などは有人島とするか無人島とするかは難しい。
日本離島センターでは、国勢調査と住民基本台帳をもとに有人無人の判定をしている。ただし、国勢調査は5年ごとに実施される一方、住民基本台帳は住民票の登録・抹消により更新されるため、両者には時期的なズレがある。また、国勢調査は小さな離島等では調査区域が本土と島にまたがって区別が困難なこともあり、住民票は登録・抹消が実際の居住の時期と異なることもある。さらに、離島振興法の指定を受けていない島も多くあるため、有人・無人を正確に確認することは困難である。
国土交通省が2023年に公表した資料では、14,125島のうち有人島は421島としている。

## 面積順
下表は国土地理院が発表する「島面積20傑」による値（2025年（令和7年）1月1日時点）。「海岸線長」は総務省統計局の『第六十三回 日本統計年鑑 平成26年』より - 1986年（昭和61年）調査、ただし、択捉島と国後島は1969年（昭和44年）に計測。）。
| 順位 | 島名     | 面積 (km2) | 海岸線長 (km) | 都道府県   | 市町村                               | 備考                                            |
| ---- | -------- | ---------- | ------------- | ---------- | ------------------------------------ | ----------------------------------------------- |
| 1    | 本州     | 227,938.36 | 10,084        | 1都2府31県 |                                      | 世界第7位。本土。                               |
| 2    | 北海道   | 77,982.36  | 2,676         | 北海道     |                                      | 世界第21位。本土。                              |
| 3    | 九州     | 36,782.36  | 3,888         | 7県        |                                      | 世界第37位。本土。                              |
| 4    | 四国     | 18,296.23  | 2,091         | 4県        |                                      | 世界第50位。本土。                              |
| 5    | 択捉島   | 3,166.64   | 662           | 北海道     | 留別村 紗那村 蘂取村                 | ロシア連邦との北方領土問題がある。 日本最北端。 |
| 6    | 国後島   | 1,489.27   | 356           | 北海道     | 泊村 留夜別村                        | ロシア連邦との北方領土問題がある。              |
| 7    | 沖縄島   | 1,208.44   | 476           | 沖縄県     |                                      | 本土とみなす場合あり。                          |
| 8    | 佐渡島   | 854.81     | 253           | 新潟県     | 佐渡市                               | 日本海最大。                                    |
| 9    | 奄美大島 | 712.41     | 426           | 鹿児島県   | 奄美市 瀬戸内町 宇検村 大和村 龍郷町 |                                                 |
| 10   | 対馬     | 695.74     | 716           | 長崎県     | 対馬市                               |                                                 |
| 11   | 淡路島   | 592.44     | 168           | 兵庫県     | 南あわじ市 淡路市 洲本市             | 瀬戸内海最大。                                  |
| 12   | 天草下島 | 574.95     | 301           | 熊本県     | 天草市 苓北町                        |                                                 |
| 13   | 屋久島   | 504.25     | 132           | 鹿児島県   | 屋久島町                             |                                                 |
| 14   | 種子島   | 443.67     | 165           | 鹿児島県   | 西之表市 中種子町 南種子町           |                                                 |
| 15   | 福江島   | 326.36     | 257           | 長崎県     | 五島市                               |                                                 |
| 16   | 西表島   | 289.62     | 129           | 沖縄県     | 竹富町                               |                                                 |
| 17   | 徳之島   | 247.85     | 94            | 鹿児島県   | 徳之島町 天城町 伊仙町               |                                                 |
| 18   | 色丹島   | 247.65     | 153           | 北海道     | 色丹村                               | ロシア連邦との北方領土問題がある。              |
| 19   | 島後     | 241.53     | 151           | 島根県     | 隠岐の島町                           |                                                 |
| 20   | 天草上島 | 225.85     | 142           | 熊本県     | 天草市 上天草市                      |                                                 |

## 人口順
下表は2020年（令和2年）10月1日の国勢調査による日本国内の人口1万人以上の有人島。人口1万人未満の有人島を含む有人離島の人口統計の詳細については、有人離島の人口統計を参照。
| 順位 | 島名           | 2020年 国調人口 | 面積 (km2) | 人口密度 (人/km2) | 都道府県   | 市町村                               | 備考 |
| ---- | -------------- | --------------- | ---------- | ----------------- | ---------- | ------------------------------------ | --- |
| 1    | 本州           | 102,579,606     | 227,938.36 | 450               | 1都2府31県 |                                      | 世界第2位。 人口は本州1都2府31県総人口より139の有人離島人口合計を減じて算出。 ただし琵琶湖の沖島と中海の大根島・江島は本州に含む。 |
| 2    | 九州           | 12,346,465      | 36,782.36  | 336               | 7県        |                                      | 世界第15位。 人口は九州7県総人口より154の有人離島人口合計を減じて算出。 ただし西海市の竹島と臼杵市の黒島は2020年住基人口を用いた。 |
| 3    | 北海道         | 5,214,795       | 77,982.36  | 67                | 北海道     |                                      | 世界第21位。 人口は北海道総人口より6の有人離島人口合計を減じて算出。                                                               |
| 4    | 四国           | 3,627,334       | 18,296.23  | 198               | 4県        |                                      | 世界第29位。 人口は四国4県総人口より71の有人離島人口合計を減じて算出。 ただし須崎市の中ノ島と戸島は2010年国調人口を用いた。        |
| 5    | 沖縄島         | 1,335,733       | 1,208.44   | 1,105             | 沖縄県     |                                      | 世界第48位。 人口は沖縄県総人口より47の有人離島人口合計を減じて算出。                                                              |
| 6    | 淡路島         | 126,980         | 592.44     | 214               | 兵庫県     | 南あわじ市 淡路市 洲本市             | |
| 7    | 天草下島       | 65,937          | 574.95     | 115               | 熊本市     | 天草市 苓北町                        | |
| 8    | 奄美大島       | 57,511          | 712.41     | 712               | 鹿児島県   | 奄美市 瀬戸内町 宇検村 大和村 龍郷町 | |
| 9    | 佐渡島         | 51,492          | 854.81     | 60                | 新潟県     | 佐渡市                               | |
| 10   | 宮古島         | 47,676          | 158.54     | 301               | 沖縄県     | 宮古島市                             | |
| 11   | 石垣島         | 47,637          | 222.24     | 214               | 沖縄県     | 石垣市                               | |
| 12   | 福江島         | 31,945          | 326.36     | 98                | 長崎県     | 五島市                               | 人口は前小島(2015年住基人口8)を含む。                                                                                              |
| 13   | 対馬           | 28,374          | 695.74     | 41                | 長崎県     | 対馬市                               | |
| 14   | 種子島         | 27,690          | 443.67     | 62                | 鹿児島県   | 西之表市 中種子町 南種子町           | |
| 15   | 小豆島         | 25,881          | 153.22     | 169               | 香川県     | 小豆島町 土庄町                      | |
| 16   | 壱岐島         | 24,678          | 134.63     | 183               | 長崎県     | 壱岐市                               | |
| 17   | 天草上島       | 23,769          | 225.85     | 105               | 熊本県     | 天草市 上天草市                      | |
| 18   | 彦島           | 23,606          | 10.61      | 2,225             | 山口県     | 下関市                               | |
| 19   | 江田島・能美島 | 21,924          | 91.38      | 240               | 広島県     | 江田島市                             | |
| 20   | 徳之島         | 21,803          | 247.85     | 88                | 鹿児島県   | 徳之島町 伊仙町 天城町               | |
| 21   | 向島           | 20,994          | 22.15      | 948               | 広島県     | 尾道市                               | |
| 22   | 因島           | 20,435          | 35.03      | 583               | 広島県     | 尾道市                               | |
| 23   | 平戸島         | 16,240          | 163.44     | 99                | 長崎県     | 平戸市                               | |
| 24   | 中通島         | 16,113          | 168.39     | 96                | 長崎県     | 新上五島町                           | |
| 25   | 倉橋島         | 15,106          | 69.01      | 219               | 広島県     | 呉市                                 | |
| 26   | 屋代島         | 14,477          | 128.49     | 113               | 山口県     | 周防大島町                           | |
| 27   | 島後           | 13,433          | 241.53     | 56                | 島根県     | 隠岐の島町                           | |
| 28   | 沖永良部島     | 11,996          | 93.65      | 128               | 鹿児島県   | 和泊町 知名町                        | |
| 29   | 屋久島         | 11,765          | 504.25     | 23                | 鹿児島県   | 屋久島町                             | |
| 30   | 大矢野島       | 11,090          | 30.12      | 368               | 熊本県     | 上天草市                             | 人口は野牛島を含む。 |

## 日本の島一覧
国土地理院は2023年（令和5年）に日本全国の島の数を14,125島としている。国土地理院はそのすべての名称等は公表していないが、「面積1平方キロメートル以上」の島の名称と面積を公表しており、本節ではそれを網羅している（2025年（令和7年）1月1日時点）。これには湖沼中の島も含まれている一方、人工島は含まれていない。なお、島の面積は埋立などで変動することがある。
また、従来、海上保安庁は「周囲100メートル以上」の島の総数を6,852島とし、その都道府県別内訳も公表していた。本節の表中の「海上保安庁による島数」がそれにあたる。
下記のリストの☆印は海底光ファイバーケーブルや海上架空光ファイバーケーブルでインターネットが到達している島（光回線が一般提供されているとは限らない）、★は敷設予定、○印はマイクロ無線や光無線通信や長距離ブリッジ無線などでインターネットが到達している島、無印は不明の島である。

### 北海道地方
| 地域   | 地域             | 国土地理院による 面積1 km2以上の島数 | 海上保安庁による島数 | 海上保安庁による島数    | 海上保安庁による島数 | 備考               | 出典          |
| 北海道 | 全体             | 20 北海道本島を含まず                | 509                  | 周囲1 km以上            | 041                  | 北海道本島を含む。 | [ 19 ] [ 16 ] |
| 北海道 | 全体             | 20 北海道本島を含まず                | 509                  | 周囲1 km未満 0.1 km以上 | 468                  |                    | [ 19 ] [ 16 ] |
| 北海道 | （うち北方領土） | 10                                   | 178                  | 周囲1 km以上            | 017                  |                    | [ 19 ] [ 16 ] |
| 北海道 | （うち北方領土） | 10                                   | 178                  | 周囲1 km未満 0.1 km以上 | 161                  |                    | [ 19 ] [ 16 ] |

面積1 km2以上の島

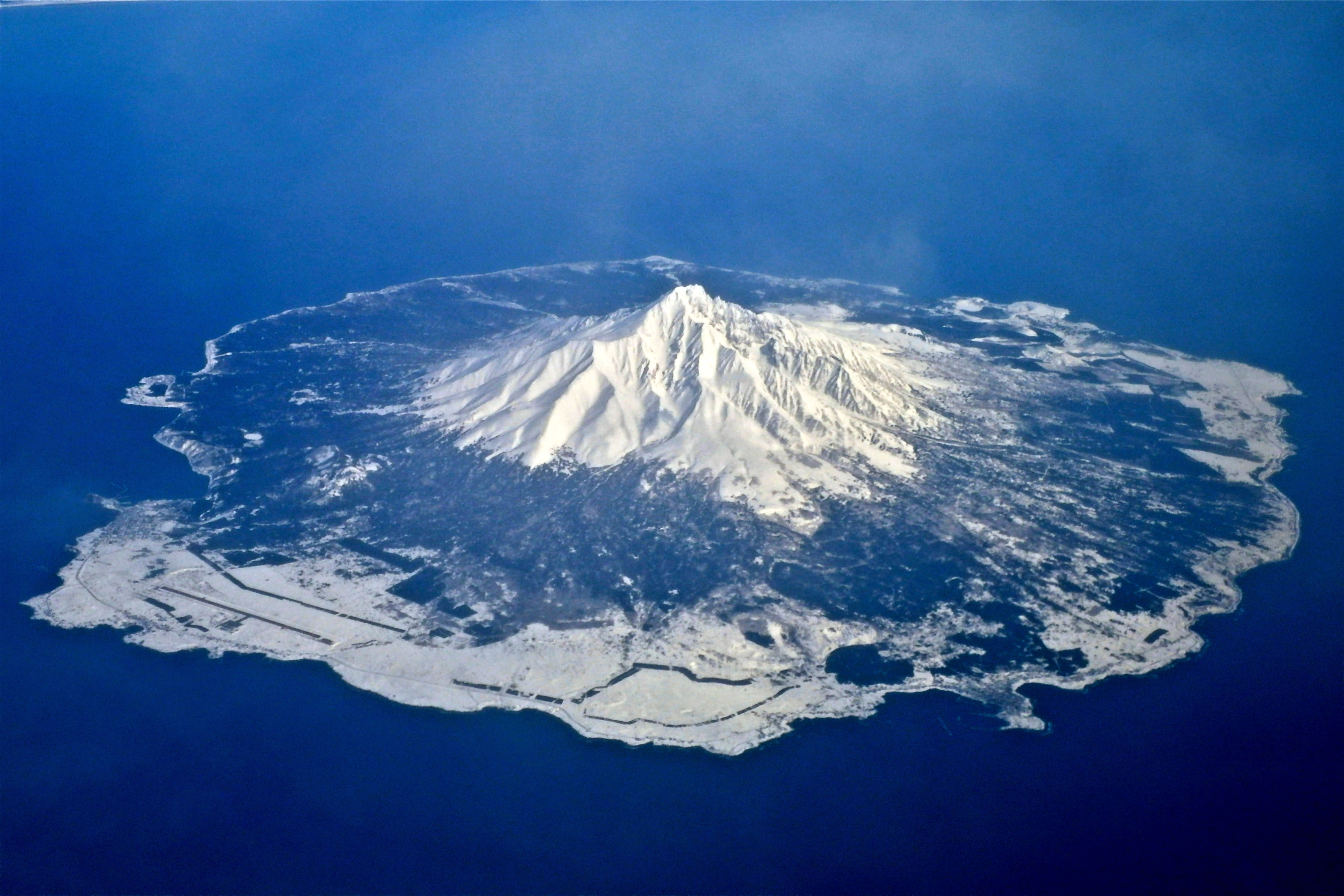
利尻島

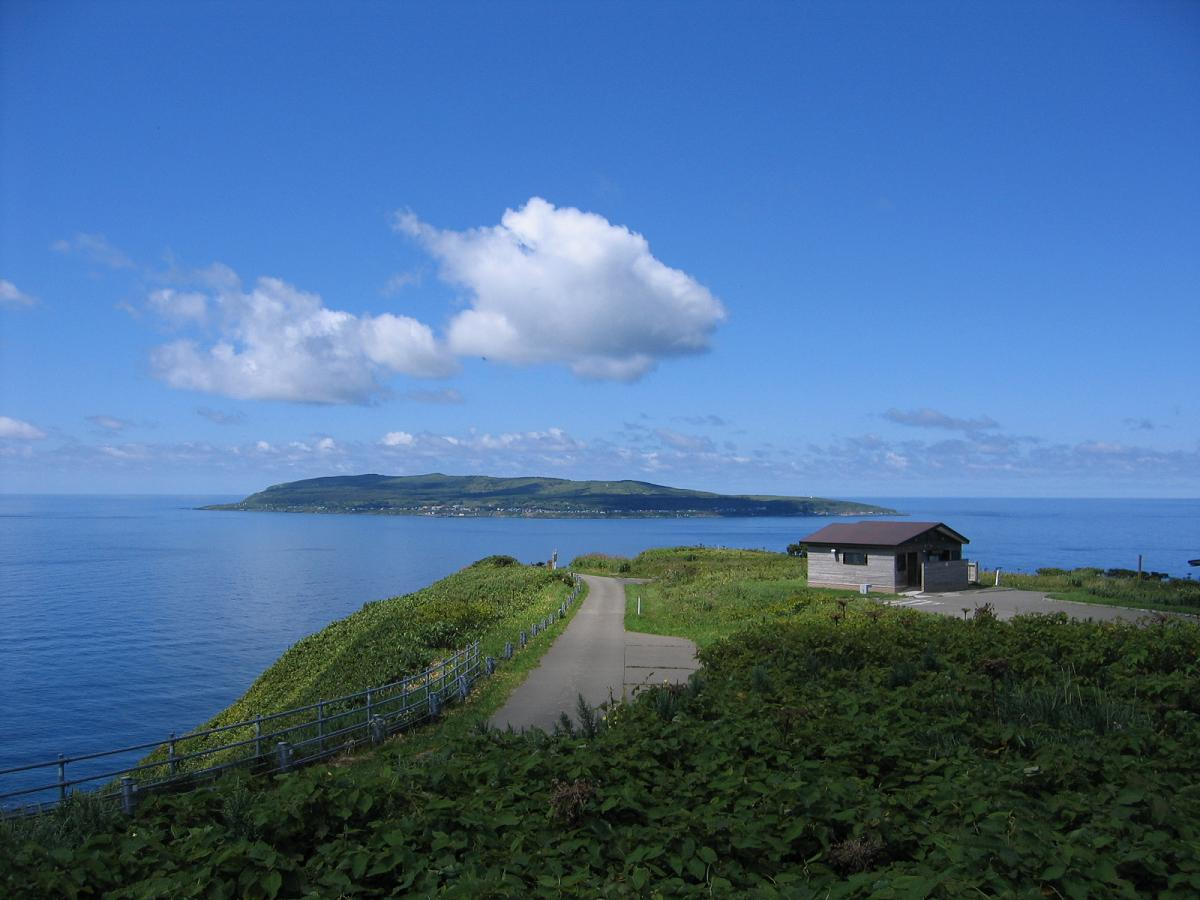
焼尻島から望む天売島

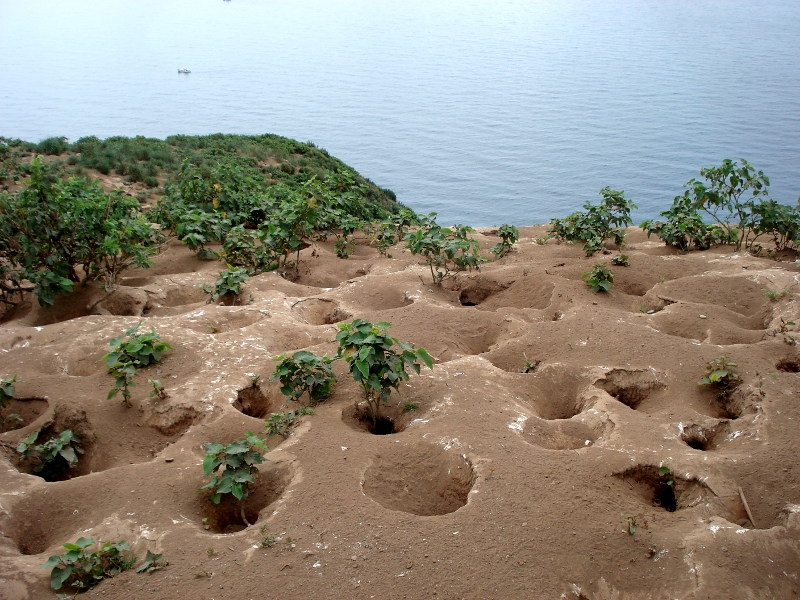
天売島のウミガラスの巣

- 択捉島 - 3,166.64 km2。北方領土
- 国後島 - 1,489.27 km2。北方領土。
- 色丹島 - 247.65 km2。北方領土。
- 利尻島☆ - 182.08 km2。
- 奥尻島☆ - 142.70 km2。
- 礼文島☆ - 81.25 km2。
- 志発島 - 58.33 km2。北方領土。
- 水晶島 - 12.13 km2。北方領土。
- 多楽島 - 10.91 km2。北方領土。
- 勇留島 - 9.90 km2。北方領土。
- 大島 - 9.74 km2。渡島大島。日本最大の無人島。
- 中島 - 5.81 km2。屈斜路湖にあり、日本の湖中島としては最大。無人島。
- 天売島☆ - 5.47 km2。
- 焼尻島☆ - 5.19 km2。
- 中島 - 4.84 km2。洞爺湖の湖中島。無人島。
- 秋勇留島 - 2.11 km2。北方領土。
- ユルリ島 - 1.98 km2。無人島。
- 小島 - 1.54 km2。渡島小島。無人島。
- 大島 - 1.28 km2。北方領土。色丹島に付随する島。
- 大黒島 - 1.07 km2。 無人島。

※2013年度（平成25年度）の資料では、このほか色丹村の「小島」が面積1.01 km2として掲載されていたが、面積の算出方法が変更になった2014年度（平成26年度）資料からは掲載されていない。
その他の島
- 海馬島 (猿払村) - 無人島。
- （エサンベ鼻北小島） - 消失。
- 海驢島 - 無人島。
- 鴎島☆ - 陸繋島。
- 嶮暮帰島 - 無人島。
- 弁天島 (北海道松前町) - 無人島。
- 弁天島 (根室市) - 無人島。
- 弁天島 (稚内市) - 日本が実効支配する最北端の地。無人島。
- Category:北海道の島も参照。

### 東北地方

#### 青森県
| 地域   | 国土地理院による 面積1 km2以上の島数 | 海上保安庁による島数 | 海上保安庁による島数    | 海上保安庁による島数 | 備考 | 出典          |
| 青森県 | 0                                    | 114                  | 周囲1 km以上            | 004                  | 0    | [ 19 ] [ 16 ] |
| 青森県 | 0                                    | 114                  | 周囲1 km未満 0.1 km以上 | 110                  |      | [ 19 ] [ 16 ] |

面積1 km2以上の島
- 該当なし

その他の島
- 久六島 - 無人島。
- （蕪島） - かつての島。

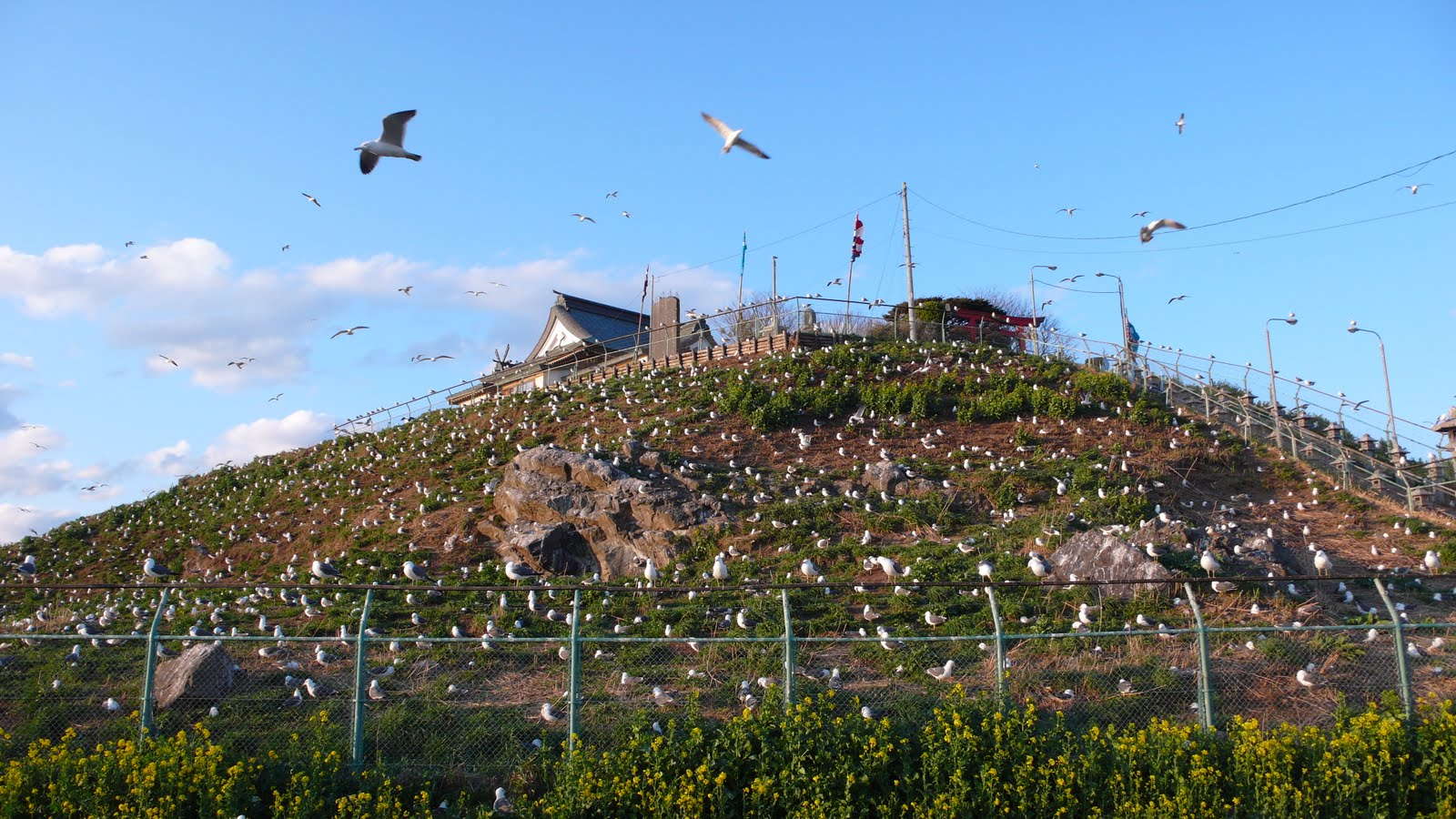
ウミネコの繁殖地として知られる蕪島

- 弁天島 (大間町) - 本州の最北端大間崎の北に位置する島。無人島。
- 弁天島 (東通村) - 尻屋崎の南西に位置する無人島。
- 鯛島 - 無人島。
- Category:青森県の島も参照。

#### 岩手県

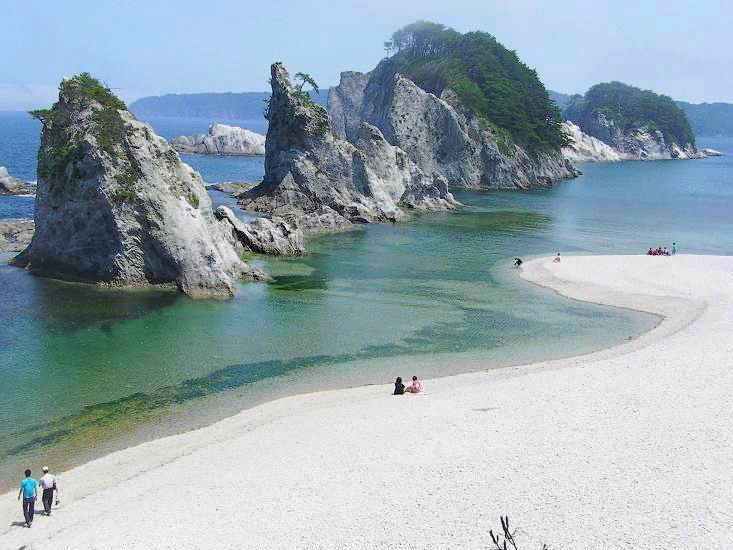
三陸海岸には無数の小島が並ぶ。（浄土ヶ浜）

| 地域   | 国土地理院による 面積1 km2以上の島数 | 海上保安庁による島数 | 海上保安庁による島数    | 海上保安庁による島数 | 備考 | 出典          |
| 岩手県 | 0                                    | 286                  | 周囲1 km以上            | 005                  | 0    | [ 19 ] [ 16 ] |
| 岩手県 | 0                                    | 286                  | 周囲1 km未満 0.1 km以上 | 281                  |      | [ 19 ] [ 16 ] |

面積1 km2以上の島
- 該当なし

その他の島
- 三貫島 - 無人島。
- 日出島 - 無人島。
- 椿島 (陸前高田市) - 無人島。
- Category:岩手県の島も参照。

#### 宮城県

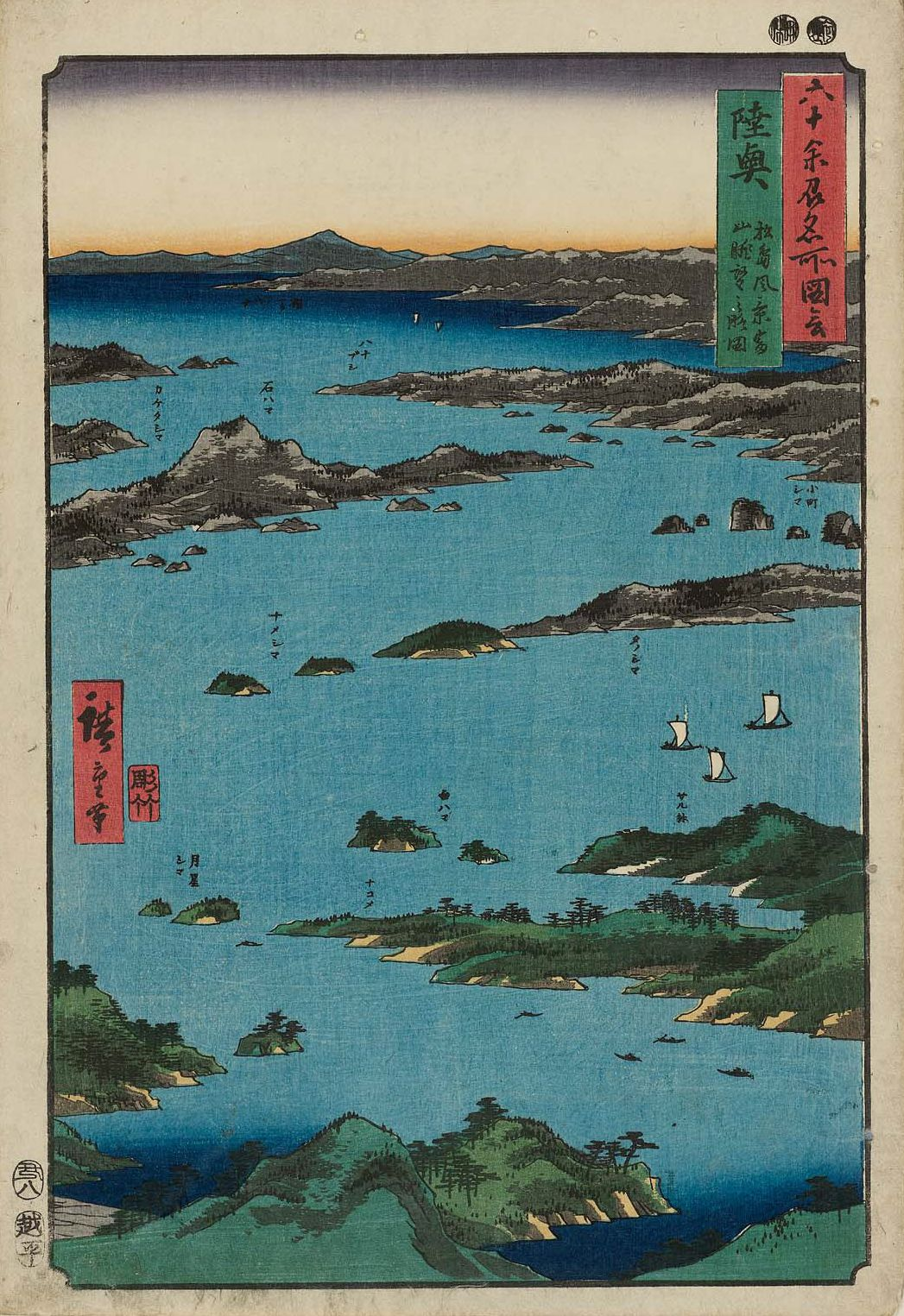
歌川広重が描いた名勝松島

| 地域   | 国土地理院による 面積1 km2以上の島数 | 海上保安庁による島数 | 海上保安庁による島数    | 海上保安庁による島数 | 備考 | 出典          |
| 宮城県 | 7                                    | 311                  | 周囲1 km以上            | 032                  | 0    | [ 19 ] [ 16 ] |
| 宮城県 | 7                                    | 311                  | 周囲1 km未満 0.1 km以上 | 279                  |      | [ 19 ] [ 16 ] |

面積1 km2以上の島
- 金華山 - 9.92 km2。
- 大島☆ - 8.52 km2。気仙沼大島。気仙沼大島大橋で本土と繋がっている。
- 宮戸島☆ - 7.10 km2。松ヶ島橋で本土と繋がっている。
- 網地島 - 6.49 km2。
- 田代島 - 2.92 km2。
- 出島 - 2.62 km2。出島大橋で本土と繋がっている。
- 寒風沢島☆ - 1.37 km2。浦戸諸島の主島。

その他の島
- 江島 (宮城県)
- 浦戸諸島
  - 野々島☆
  - 朴島☆
  - 桂島☆

- 椿島 (南三陸町) - 無人島。
- Category:宮城県の島も参照。

#### 秋田県
| 地域   | 国土地理院による 面積1 km2以上の島数 | 海上保安庁による島数 | 海上保安庁による島数    | 海上保安庁による島数 | 備考 | 出典          |
| 秋田県 | 0                                    | 47                   | 周囲1 km以上            | 01                   | 0    | [ 19 ] [ 16 ] |
| 秋田県 | 0                                    | 47                   | 周囲1 km未満 0.1 km以上 | 46                   |      | [ 19 ] [ 16 ] |

面積1 km2以上の島
- 該当なし

その他の島
- 水島、根太島、宮島 - いずれも男鹿半島近海の離島の無人島。
- 八郎潟干拓地☆ - 干拓による人工の湖中島。多数の橋で外と繋がっている。
- Category:秋田県の島も参照。

#### 山形県
| 地域   | 国土地理院による 面積1 km2以上の島数 | 海上保安庁による島数 | 海上保安庁による島数    | 海上保安庁による島数 | 備考 | 出典          |
| 山形県 | 1                                    | 29                   | 周囲1 km以上            | 02                   | 0    | [ 19 ] [ 16 ] |
| 山形県 | 1                                    | 29                   | 周囲1 km未満 0.1 km以上 | 27                   |      | [ 19 ] [ 16 ] |

面積1 km2以上の島
- 飛島☆ - 2.73 km2。

その他の島
- （弁天島） - かつての島。
- 白山島 - 無人島。
- Category:山形県の島も参照。

#### 福島県
| 地域   | 国土地理院による 面積1 km2以上の島数 | 海上保安庁による島数 | 海上保安庁による島数    | 海上保安庁による島数 | 備考 | 出典          |
| 福島県 | 0                                    | 13                   | 周囲1 km以上            | 0                    | 0    | [ 19 ] [ 16 ] |
| 福島県 | 0                                    | 13                   | 周囲1 km未満 0.1 km以上 | 13                   |      | [ 19 ] [ 16 ] |

面積1 km2以上の島
- 該当なし

その他の島
- 中州 - 潟湖である松川浦の湖中島。無人島。
- 機械島 - 同上。無人島。
- 翁島 - 猪苗代湖の湖中島。無人島。
- 糠塚島 - 桧原湖の湖中島。無人島。
- Category:福島県の島も参照。

### 関東地方

#### 群馬県
| 地域   | 国土地理院による 面積1 km2以上の島数 | 海上保安庁による島数 | 海上保安庁による島数    | 海上保安庁による島数 | 備考 | 出典          |
| 群馬県 | 0                                    | 0                    | 周囲1 km以上            | 0                    | 0    | [ 19 ] [ 16 ] |
| 群馬県 | 0                                    | 0                    | 周囲1 km未満 0.1 km以上 | 0                    |      | [ 19 ] [ 16 ] |

面積1 km2以上の島
- 該当なし

その他の島
- 浮島 - 利根川水系片品川の中洲にある無人島。浮島橋と吹割橋で外と繋がっている。
- Category:群馬県の島も参照。

#### 栃木県
| 地域   | 国土地理院による 面積1 km2以上の島数 | 海上保安庁による島数 | 海上保安庁による島数    | 海上保安庁による島数 | 備考 | 出典          |
| 栃木県 | 0                                    | 0                    | 周囲1 km以上            | 0                    | 0    | [ 19 ] [ 16 ] |
| 栃木県 | 0                                    | 0                    | 周囲1 km未満 0.1 km以上 | 0                    |      | [ 19 ] [ 16 ] |

面積1 km2以上の島
- 該当なし

その他の島
- 上野島 - 中禅寺湖の湖中島。無人島。
- Category:栃木県の島も参照。

#### 茨城県
| 地域   | 国土地理院による 面積1 km2以上の島数 | 海上保安庁による島数 | 海上保安庁による島数    | 海上保安庁による島数 | 備考 | 出典          |
| 茨城県 | 0                                    | 7                    | 周囲1 km以上            | 0                    | 0    | [ 19 ] [ 16 ] |
| 茨城県 | 0                                    | 7                    | 周囲1 km未満 0.1 km以上 | 7                    |      | [ 19 ] [ 16 ] |

面積1 km2以上の島
- 該当なし

その他の島
- 二ツ島 - 無人島。
- Category:茨城県の島も参照。

#### 埼玉県
| 地域   | 国土地理院による 面積1 km2以上の島数 | 海上保安庁による島数 | 海上保安庁による島数    | 海上保安庁による島数 | 備考 | 出典          |
| 埼玉県 | 0                                    | 0                    | 周囲1 km以上            | 0                    | 0    | [ 19 ] [ 16 ] |
| 埼玉県 | 0                                    | 0                    | 周囲1 km未満 0.1 km以上 | 0                    |      | [ 19 ] [ 16 ] |

面積1 km2以上の島
- 該当なし

その他の島
- Category:埼玉県の島も参照。

#### 千葉県
| 地域   | 国土地理院による 面積1 km2以上の島数 | 海上保安庁による島数 | 海上保安庁による島数    | 海上保安庁による島数 | 備考 | 出典          |
| 千葉県 | 0                                    | 95                   | 周囲1 km以上            | 04                   | 0    | [ 19 ] [ 16 ] |
| 千葉県 | 0                                    | 95                   | 周囲1 km未満 0.1 km以上 | 91                   |      | [ 19 ] [ 16 ] |

面積1 km2以上の島
- 該当なし

その他の島
- 仁右衛門島☆
- 沖ノ島 - 陸繋島。無人。
- 浮島 - 無人島。

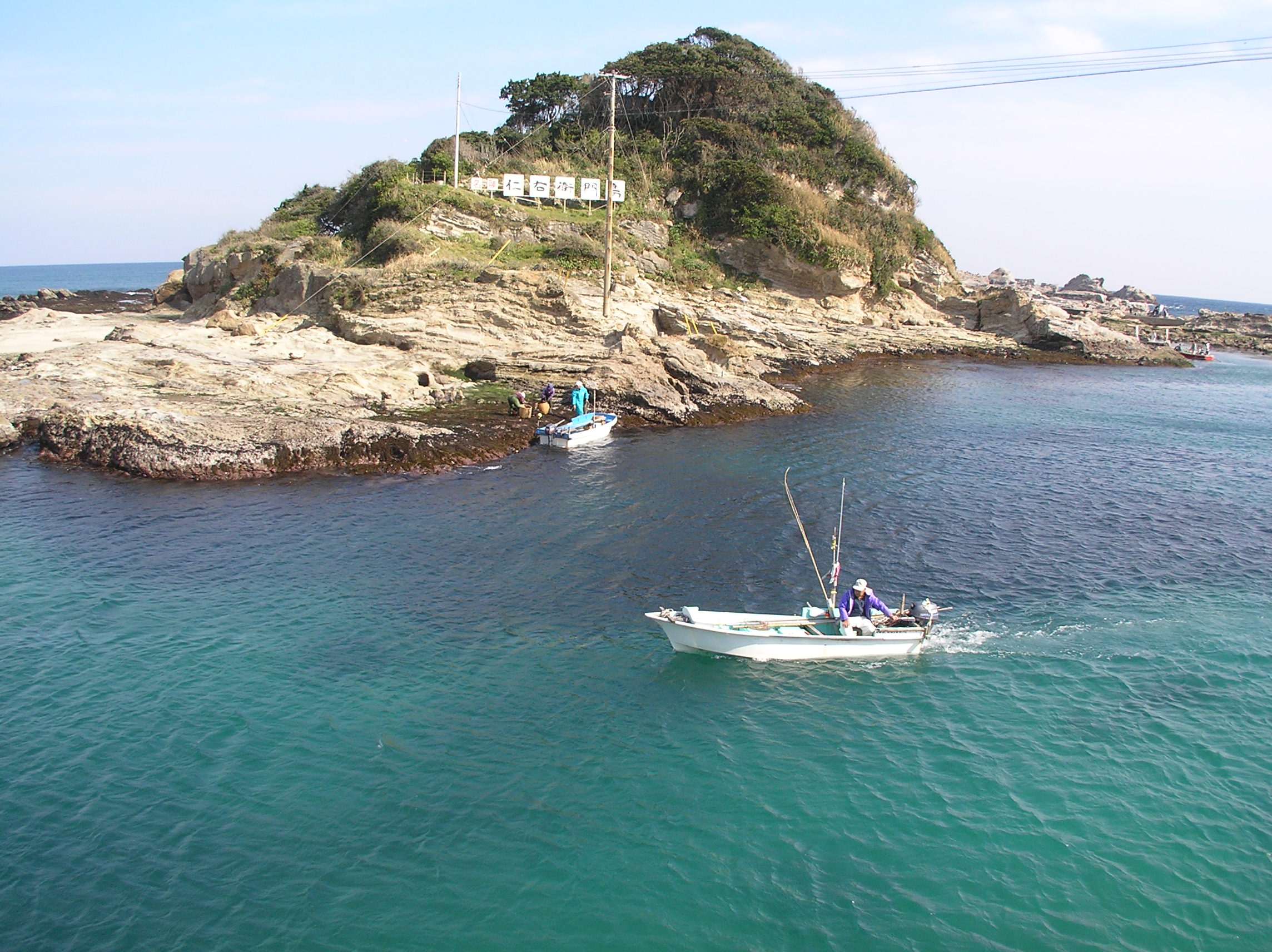
源頼朝が潜んだと伝わる仁右衛門島

- 第一海堡、第二海堡 - 富津市にある人工の洋上要塞跡。無人。
- 中の島 - 中の島大橋で本土と繋がっている無人島。中の島公園がある。
- Category:千葉県の島も参照

#### 東京都
| 地域   | 国土地理院による 面積1 km2以上の島数 | 海上保安庁による島数 | 海上保安庁による島数    | 海上保安庁による島数 | 備考 | 出典          |
| 東京都 | 24                                   | 330                  | 周囲1 km以上            | 047                  | 0    | [ 19 ] [ 16 ] |
| 東京都 | 24                                   | 330                  | 周囲1 km未満 0.1 km以上 | 283                  |      | [ 19 ] [ 16 ] |

面積1 km2以上の島

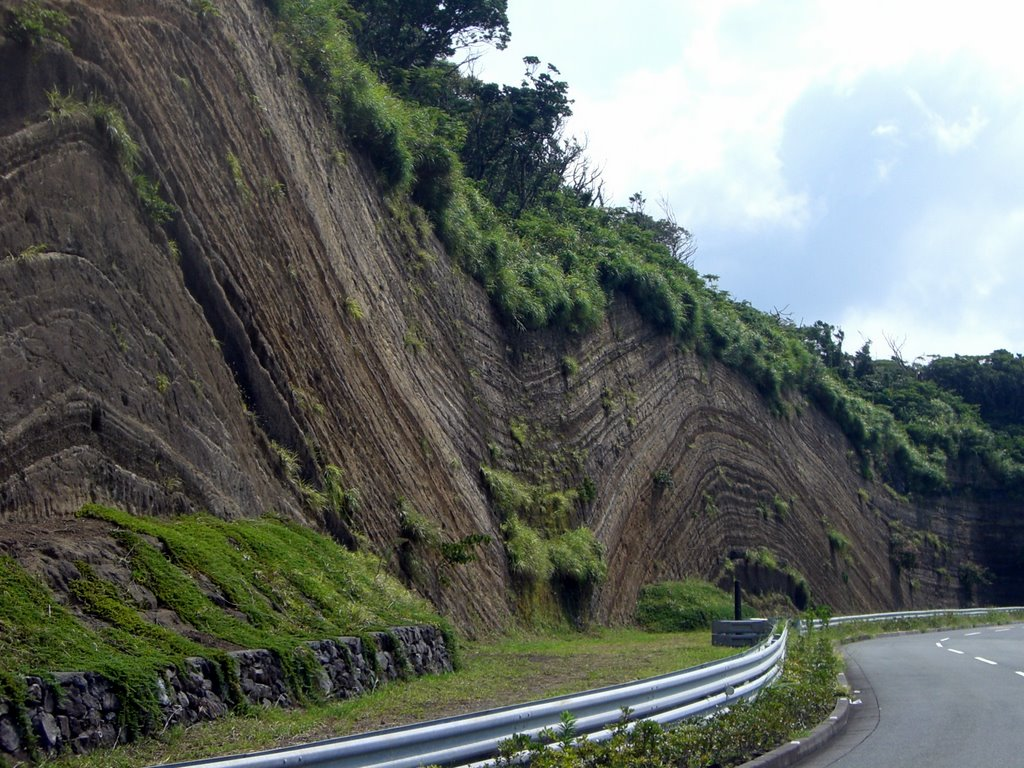
伊豆大島の火山灰地層の露頭

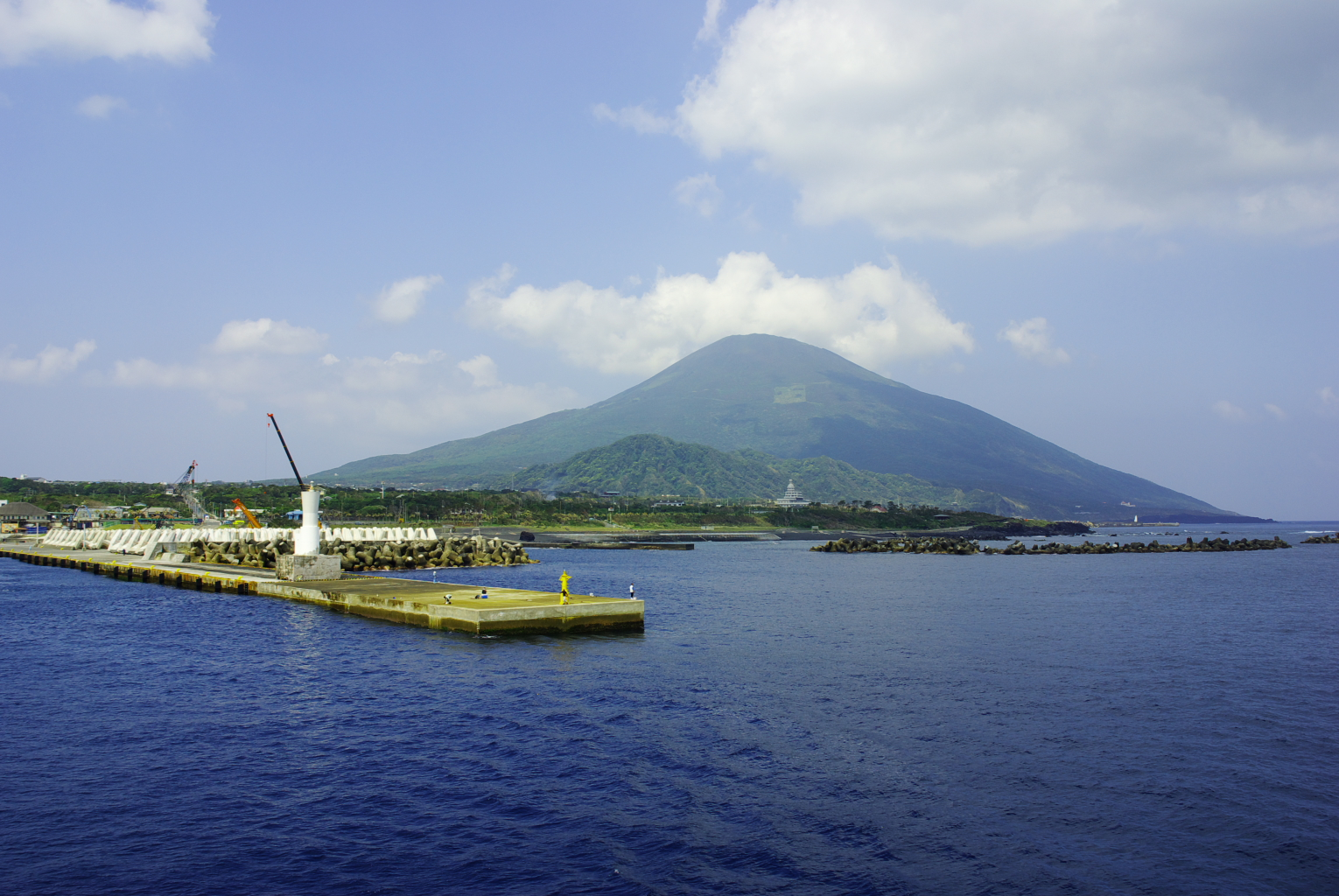
八丈島と八丈富士

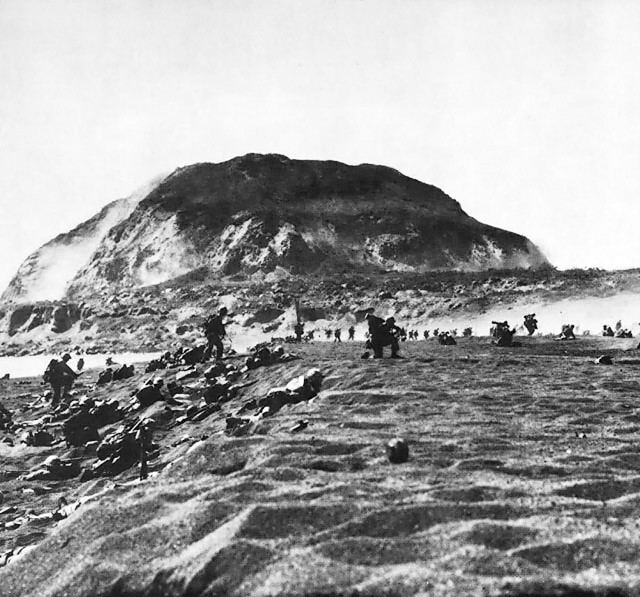
激戦地となった硫黄島

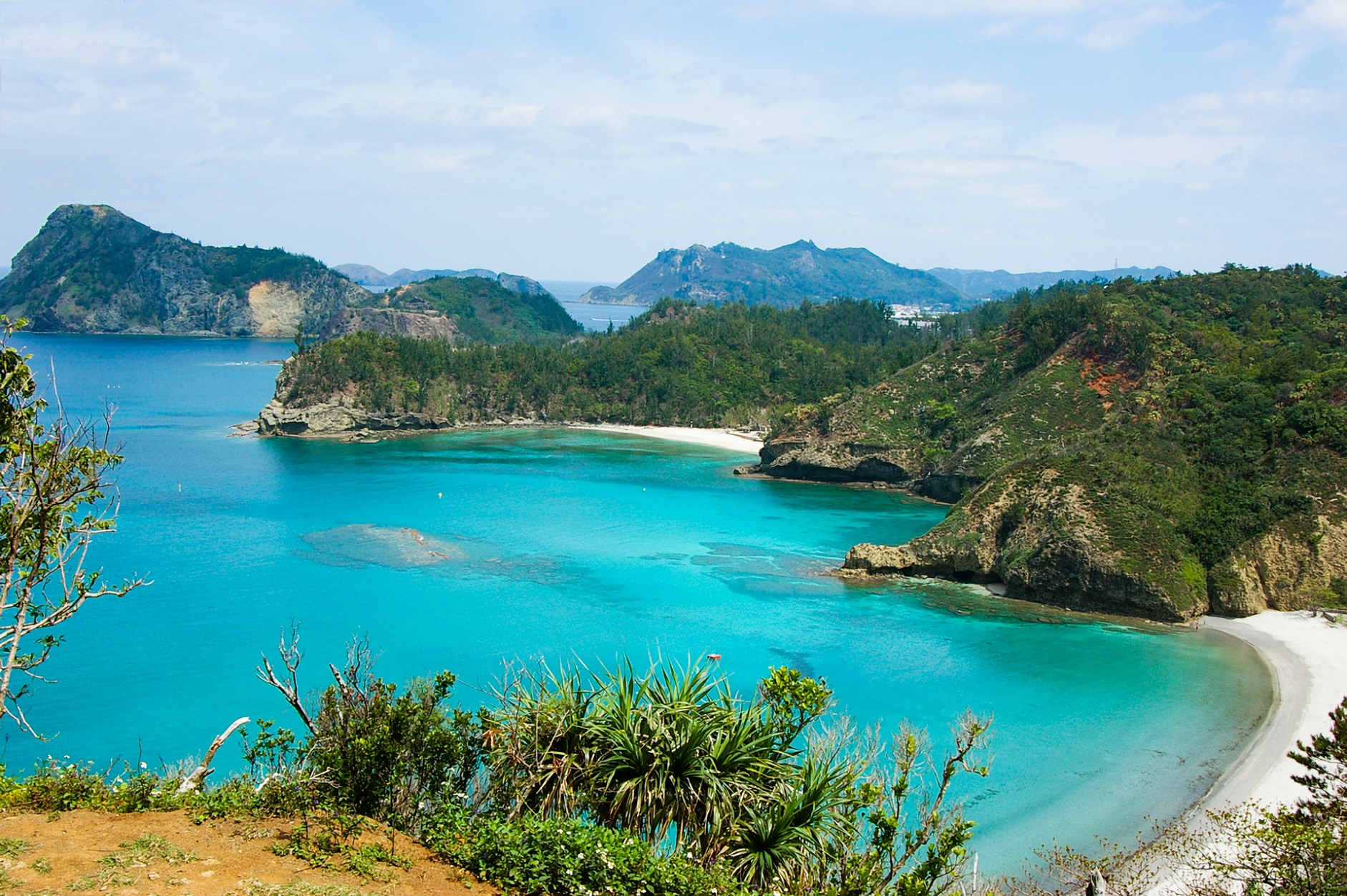
父島の砂浜

- 大島☆ - 90.73 km2。伊豆大島。
- 八丈島☆ - 69.11 km2。
- 三宅島☆ - 55.20 km2。
- 硫黄島 - 29.86 km2。有人島だが民間人の立ち入りは禁止されている。
- 父島☆ - 23.45 km2。
- 新島☆ - 22.97 km2。
- 御蔵島☆ - 20.36 km2。
- 母島☆ - 19.88 km2。
- 神津島☆ - 18.24 km2。
- 兄島 - 7.88 km2。無人島。
- 青ヶ島☆ - 5.95 km2。
- 北硫黄島 - 5.56 km2。無人島。
- 弟島 - 5.20 km2。無人島。
- 鳥島 - 4.78 km2。八丈鳥島。無人島。
- 利島☆ - 4.03 km2。
- 式根島☆ - 3.67 km2。
- 南硫黄島 - 3.54 km2。無人島。
- 小島 - 3.07 km2。八丈小島。無人島。かつては有人島だった。
- 西之島 - 2.89 km2。無人島。平成27年10月1日時点での国土地理院資料には掲載されていなかった。
- 聟島 - 2.56 km2。ケーター島。無人島。
- 南鳥島 - 1.47 km2。日本の最東端。有人島だが民間人の来島は禁止されている。
- 姉島 - 1.43 km2。無人島。
- 向島 - 1.38 km2。無人島。
- 媒島 - 1.37 km2。無人島。
- 妹島 - 1.23 km2。無人島。

その他の島
- 伊豆諸島
  - 鵜渡根島 - 無人島。かつては有人島だった。
  - 地内島 - 無人島
  - 早島 (東京都) - 無人島
  - 祇苗島 - 無人島
  - 恩馳島 - 無人島
  - 銭洲 - 無人島
  - 大野原島 - 無人島
  - 藺灘波島 - 無人島

- 須美寿島 - 無人島
- 小笠原諸島
  - 聟島列島 - 無人島群
    - 嫁島- 無人島。かつては有人島だった。

  - 父島列島 - 父島以外は無人島
  - 母島列島 - 母島以外は無人島
  - 火山列島
    - 西之島 - 無人島

  - 沖ノ鳥島 - 日本の最南端。無人島。

- 妙見島☆ - 東京23区唯一の自然島。浦安橋で外と繋がっている。
- Category:東京都の島及びCategory:東京都島嶼部も参照。

#### 神奈川県
| 地域     | 国土地理院による 面積1 km2以上の島数 | 海上保安庁による島数 | 海上保安庁による島数    | 海上保安庁による島数 | 備考 | 出典          |
| 神奈川県 | 0                                    | 27                   | 周囲1 km以上            | 04                   | 0    | [ 19 ] [ 16 ] |
| 神奈川県 | 0                                    | 27                   | 周囲1 km未満 0.1 km以上 | 23                   |      | [ 19 ] [ 16 ] |

面積1 km2以上の島
- 該当なし

その他の島

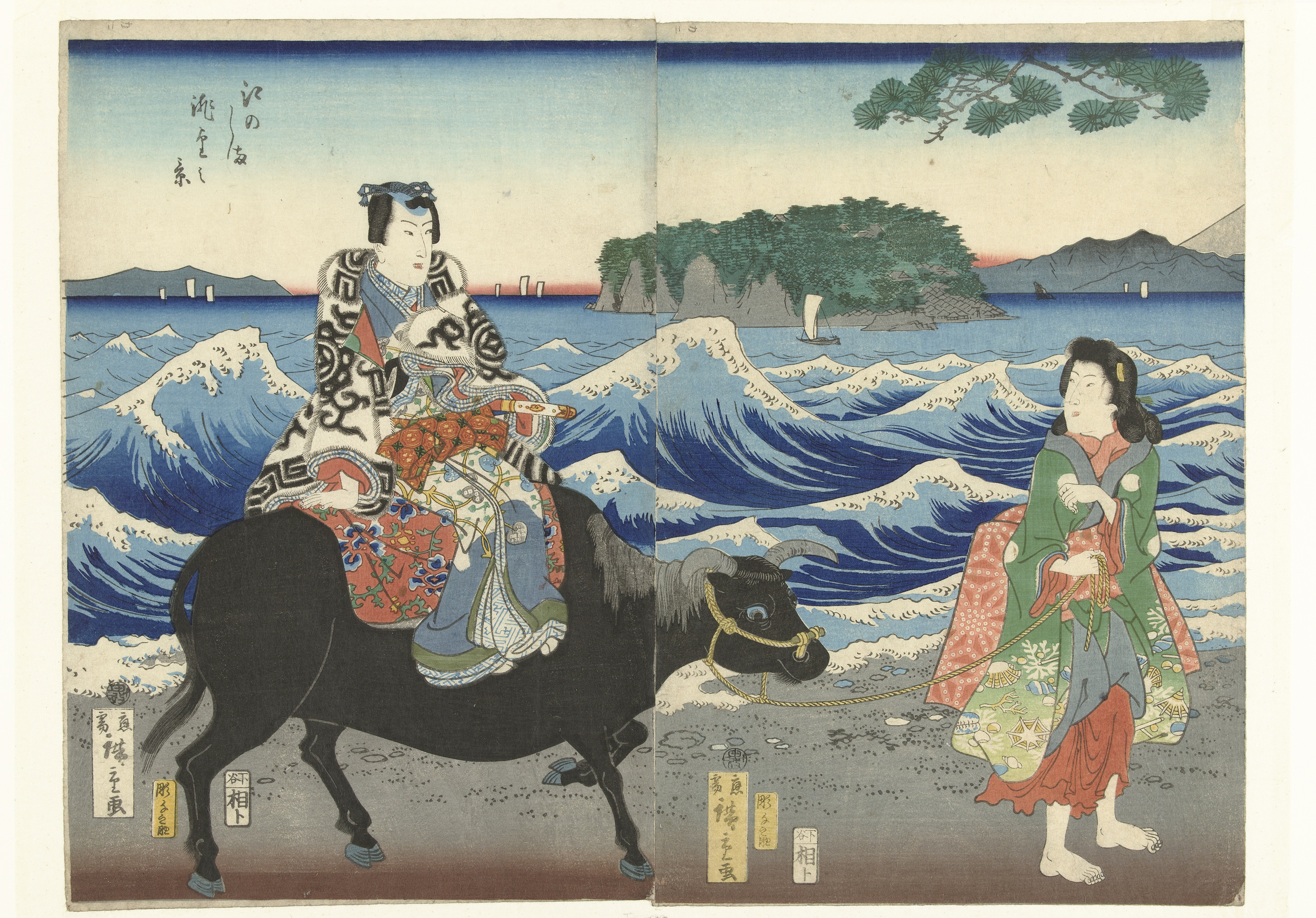
歌川広重による江ノ島

- 野島 (神奈川県)☆ - 野島橋、帰帆橋、夕照橋で本土と繋がっている。
- 猿島 - 無人島。
- 天神島☆ - 天神橋で本土と繋がっている。
- 城ヶ島☆ - 城ヶ島大橋で本土と繋がっている。
- 江の島☆ - 陸繋島。
- 姥島 - 無人島群
- 大島中州 - 相模原市にある相模川の中州。水田等がある。諏訪森下橋で外と繋がっている。
- ヤギ島 - 平塚市にある相模川の中洲。以前、ヤギを飼育していたと言われている。無人島。

### 中部地方

#### 新潟県
| 地域   | 国土地理院による 面積1 km2以上の島数 | 海上保安庁による島数 | 海上保安庁による島数    | 海上保安庁による島数 | 備考 | 出典          |
| 新潟県 | 2                                    | 92                   | 周囲1 km以上            | 04                   | 0    | [ 19 ] [ 16 ] |
| 新潟県 | 2                                    | 92                   | 周囲1 km未満 0.1 km以上 | 88                   |      | [ 19 ] [ 16 ] |

面積1 km2以上の島

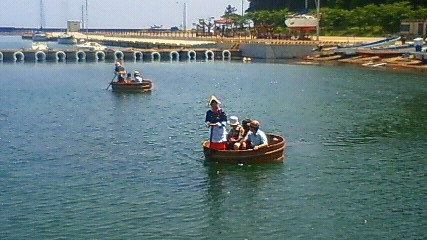
佐渡島のたらい舟

- 佐渡島☆ - 854.81 km2。
- 粟島☆ - 9.69 km2。

その他の島
- Category:新潟県の島も参照。

#### 富山県
海上保安庁による富山県の島数3は、海に面する都道府県としては大阪府の0に次いで少ない。海岸沿いに浅い海底がほとんどなく、急に深海に向かって落ち込む富山湾の地形による。
| 地域   | 国土地理院による 面積1 km2以上の島数 | 海上保安庁による島数 | 海上保安庁による島数    | 海上保安庁による島数 | 備考 | 出典          |
| 富山県 | 0                                    | 3                    | 周囲1 km以上            | 0                    | 0    | [ 19 ] [ 16 ] |
| 富山県 | 0                                    | 3                    | 周囲1 km未満 0.1 km以上 | 3                    |      | [ 19 ] [ 16 ] |

面積1 km2以上の島
- 該当なし

その他の島
- 虻ガ島 - 無人島。
- 唐島 - 無人島。
- 男岩 - 無人島。
- 女岩 - 無人島。
- 仏島 - 無人島。
- 辺ノ島 - 無人島。
- 中ノ島 - 無人島。
- 沖ノ島 - 無人島。
- Category:富山県の島も参照。

#### 石川県
| 地域   | 国土地理院による 面積1 km2以上の島数 | 海上保安庁による島数 | 海上保安庁による島数    | 海上保安庁による島数 | 備考 | 出典          |
| 石川県 | 1                                    | 110                  | 周囲1 km以上            | 006                  | 0    | [ 19 ] [ 16 ] |
| 石川県 | 1                                    | 110                  | 周囲1 km未満 0.1 km以上 | 104                  |      | [ 19 ] [ 16 ] |

面積1 km2以上の島

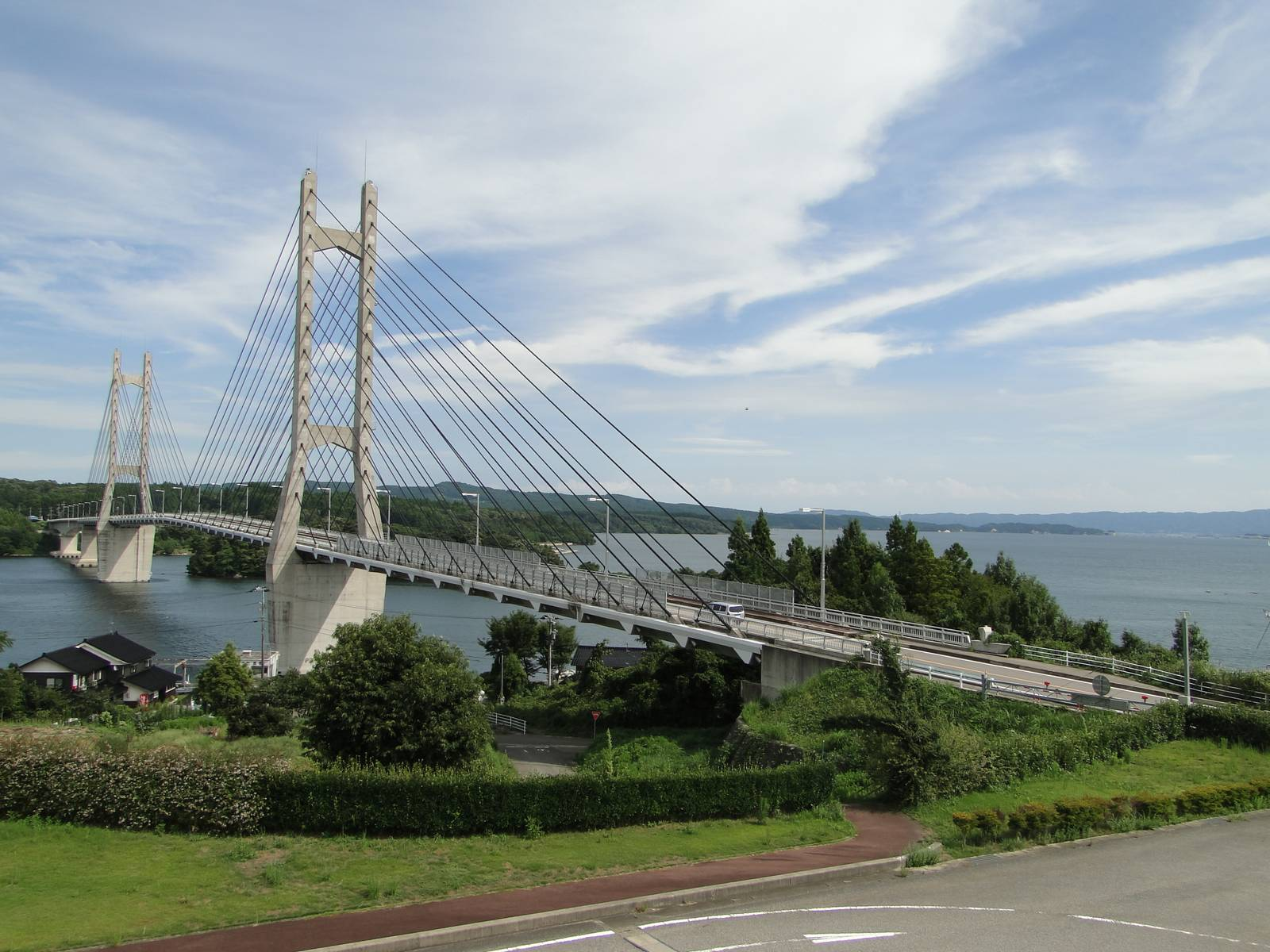
本土と能登島を繋ぐツインブリッジのと

- 能登島☆ - 46.59 km2。能登島大橋および中能登農道橋で本土と繋がっている。

その他の島
- 舳倉島
- 七ツ島 - 無人島群
- Category:石川県の島も参照。

#### 福井県
| 地域   | 国土地理院による 面積1 km2以上の島数 | 海上保安庁による島数 | 海上保安庁による島数    | 海上保安庁による島数 | 備考 | 出典          |
| 福井県 | 0                                    | 58                   | 周囲1 km以上            | 03                   | 0    | [ 19 ] [ 16 ] |
| 福井県 | 0                                    | 58                   | 周囲1 km未満 0.1 km以上 | 55                   |      | [ 19 ] [ 16 ] |

面積1 km2以上の島
- 該当なし

その他の島

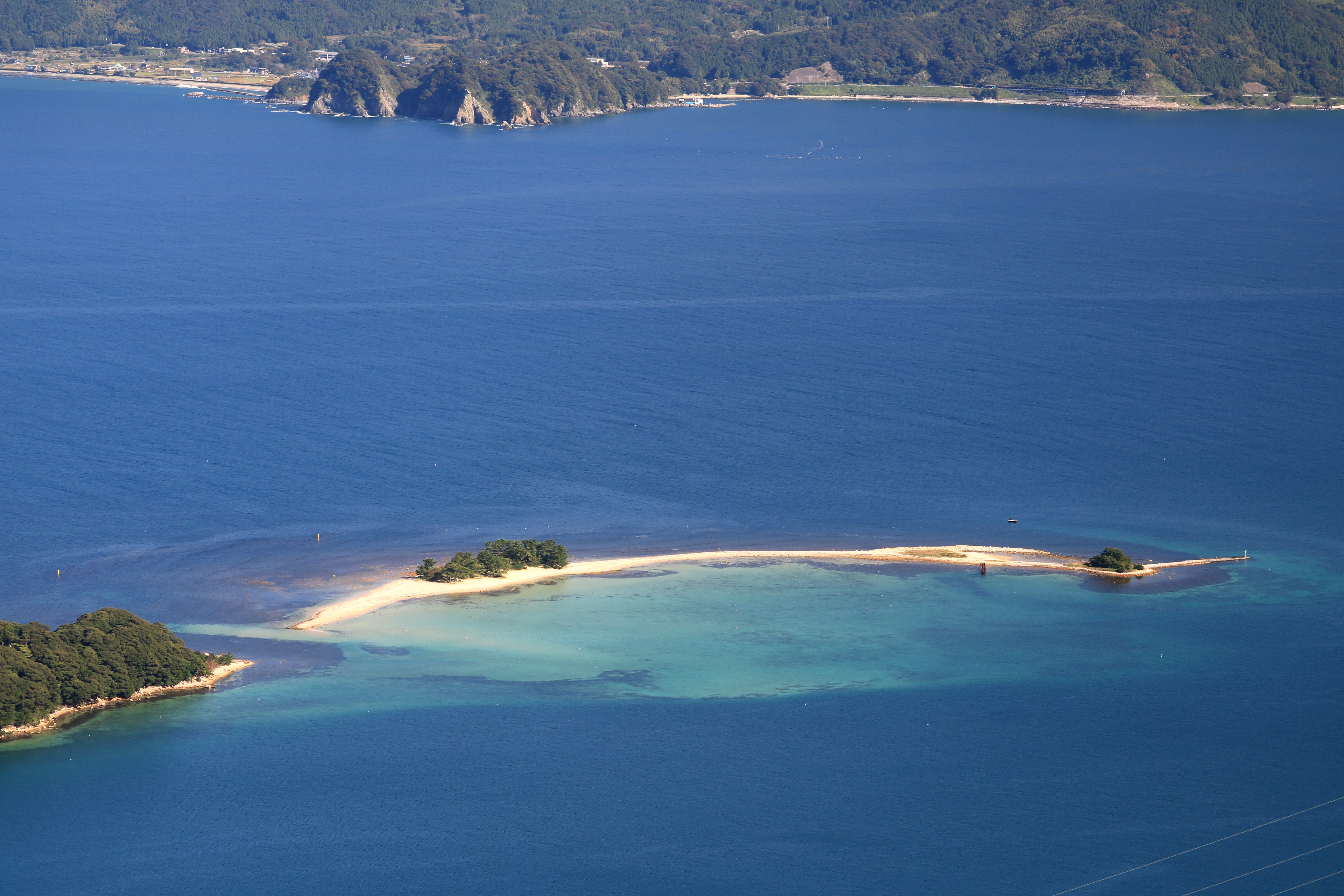
敦賀湾に浮かぶ水島

- 雄島 - 雄島橋で本土と繋がっている。無人島。
- 御神島 - 無人島。
- 水島 - 無人島。
- Category:福井県の島も参照。

#### 長野県
| 地域   | 国土地理院による 面積1 km2以上の島数 | 海上保安庁による島数 | 海上保安庁による島数    | 海上保安庁による島数 | 備考 | 出典          |
| 長野県 | 0                                    | 0                    | 周囲1 km以上            | 0                    | 0    | [ 19 ] [ 16 ] |
| 長野県 | 0                                    | 0                    | 周囲1 km未満 0.1 km以上 | 0                    |      | [ 19 ] [ 16 ] |

面積1 km2以上の島
- 該当なし

その他の島
- 琵琶島 - 野尻湖の湖中島。周囲0.6 km、面積0.015 km2あまり。宇賀神社、琵琶島（野尻）城跡、宇佐美定光墓等が存在する。無人島。
- 初島 - 諏訪湖の湖中島。花火大会の打ち上げ場として作られた人工島。無人島。
- Category:長野県の島も参照。

#### 山梨県
| 地域   | 国土地理院による 面積1 km2以上の島数 | 海上保安庁による島数 | 海上保安庁による島数    | 海上保安庁による島数 | 備考 | 出典          |
| 山梨県 | 0                                    | 0                    | 周囲1 km以上            | 0                    | 0    | [ 19 ] [ 16 ] |
| 山梨県 | 0                                    | 0                    | 周囲1 km未満 0.1 km以上 | 0                    |      | [ 19 ] [ 16 ] |

面積1 km2以上の島
- 該当なし

その他の島

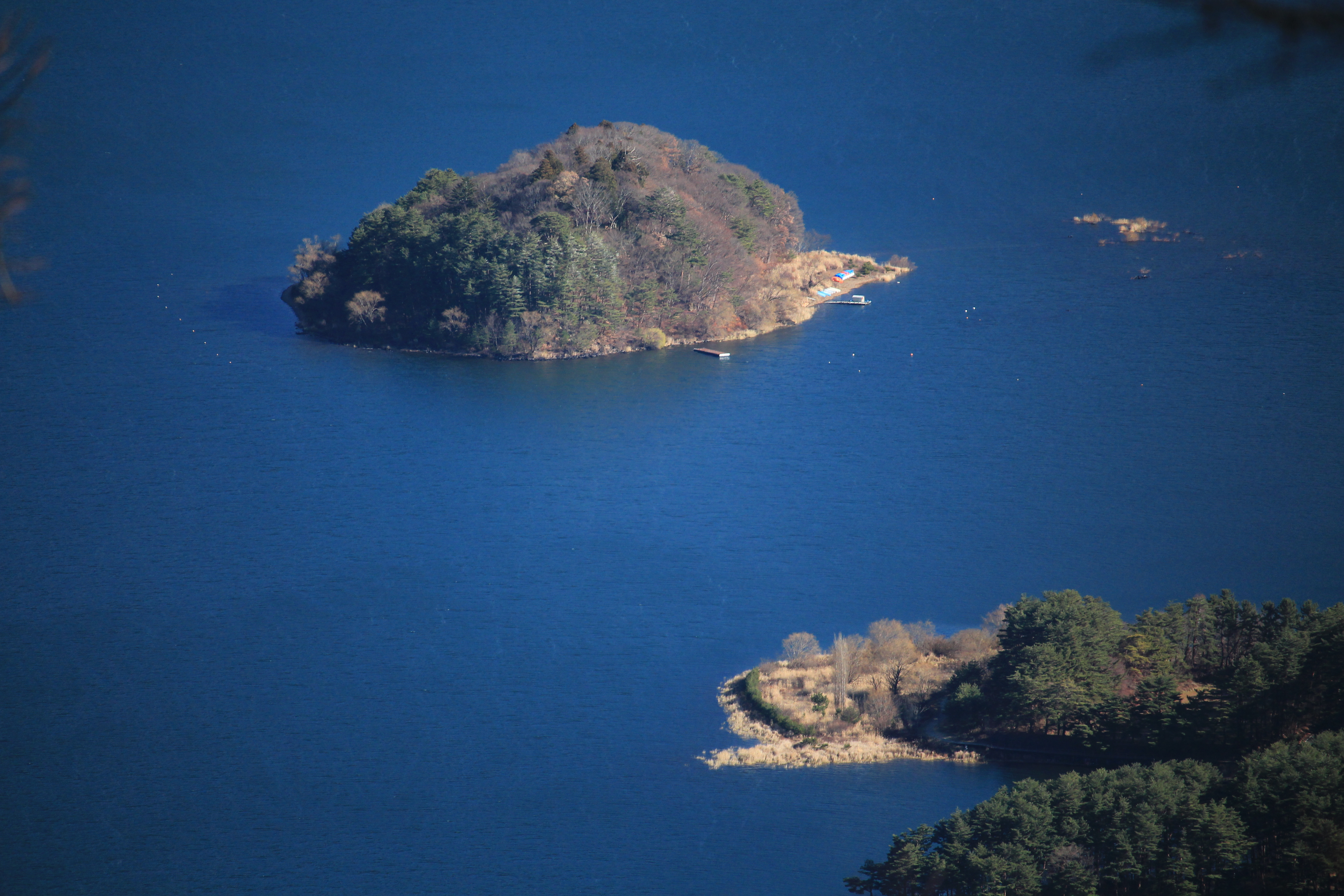
河口湖中のうの島

- うの島 - 河口湖の湖中島。周囲0.7 km、面積0.028 km2。無人島。
- Category:山梨県の島も参照。

#### 静岡県
| 地域   | 国土地理院による 面積1 km2以上の島数 | 海上保安庁による島数 | 海上保安庁による島数    | 海上保安庁による島数 | 備考 | 出典          |
| 静岡県 | 0                                    | 106                  | 周囲1 km以上            | 005                  | 0    | [ 19 ] [ 16 ] |
| 静岡県 | 0                                    | 106                  | 周囲1 km未満 0.1 km以上 | 101                  |      | [ 19 ] [ 16 ] |

面積1 km2以上の島
- 該当なし

その他の島
- 初島☆
- 手石島 - 無人島。

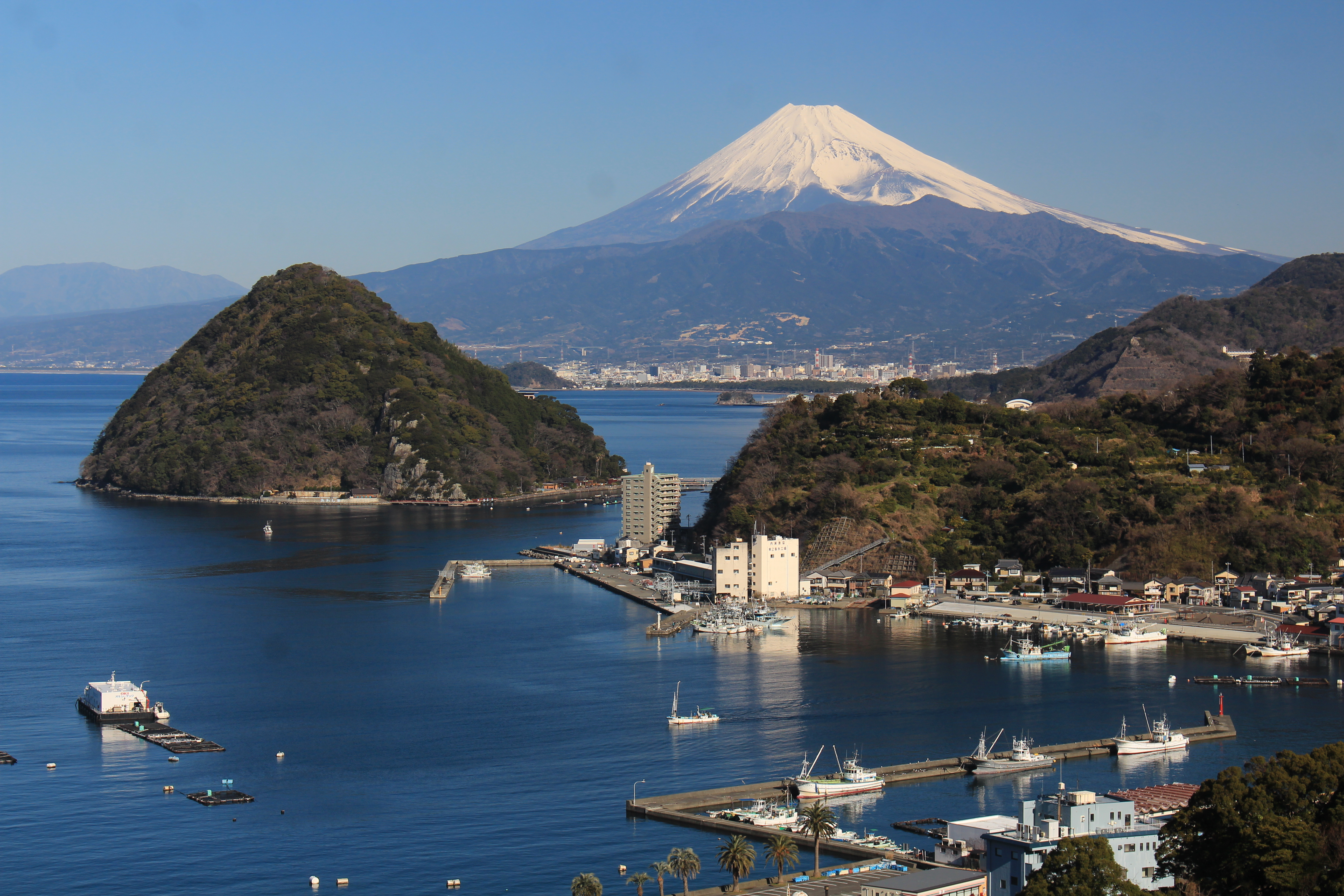
駿河湾に浮かぶ淡島と富士山

- 弁天島 (浜松市)☆ - 多数の橋で本土と繋がっている。
- 神子元島 - 無人島。
- 大根 - 無人島。
- 淡島 - 無人島。リゾート地。
- Category:静岡県の島も参照。

#### 岐阜県
| 地域   | 国土地理院による 面積1 km2以上の島数 | 海上保安庁による島数 | 海上保安庁による島数    | 海上保安庁による島数 | 備考 | 出典          |
| 岐阜県 | 0                                    | 0                    | 周囲1 km以上            | 0                    | 0    | [ 19 ] [ 16 ] |
| 岐阜県 | 0                                    | 0                    | 周囲1 km未満 0.1 km以上 | 0                    |      | [ 19 ] [ 16 ] |

面積1 km2以上の島
- 該当なし

その他の島
- 川島☆ - 木曽川の中州の島。多数の橋で外と繋がっている。
- 保戸島☆ - 長良川、今川、津保川に囲まれた中州の島。今川橋と岐関大橋と保戸島橋で外と繋がっている。
- 灘見島 - 神通川水系高原川の中洲の島。無人島。
- Category:岐阜県の島も参照。

#### 愛知県
| 地域   | 国土地理院による 面積1 km2以上の島数 | 海上保安庁による島数 | 海上保安庁による島数    | 海上保安庁による島数 | 備考 | 出典          |
| 愛知県 | 1                                    | 41                   | 周囲1 km以上            | 06                   | 0    | [ 19 ] [ 16 ] |
| 愛知県 | 1                                    | 41                   | 周囲1 km未満 0.1 km以上 | 35                   |      | [ 19 ] [ 16 ] |

面積1 km2以上の島

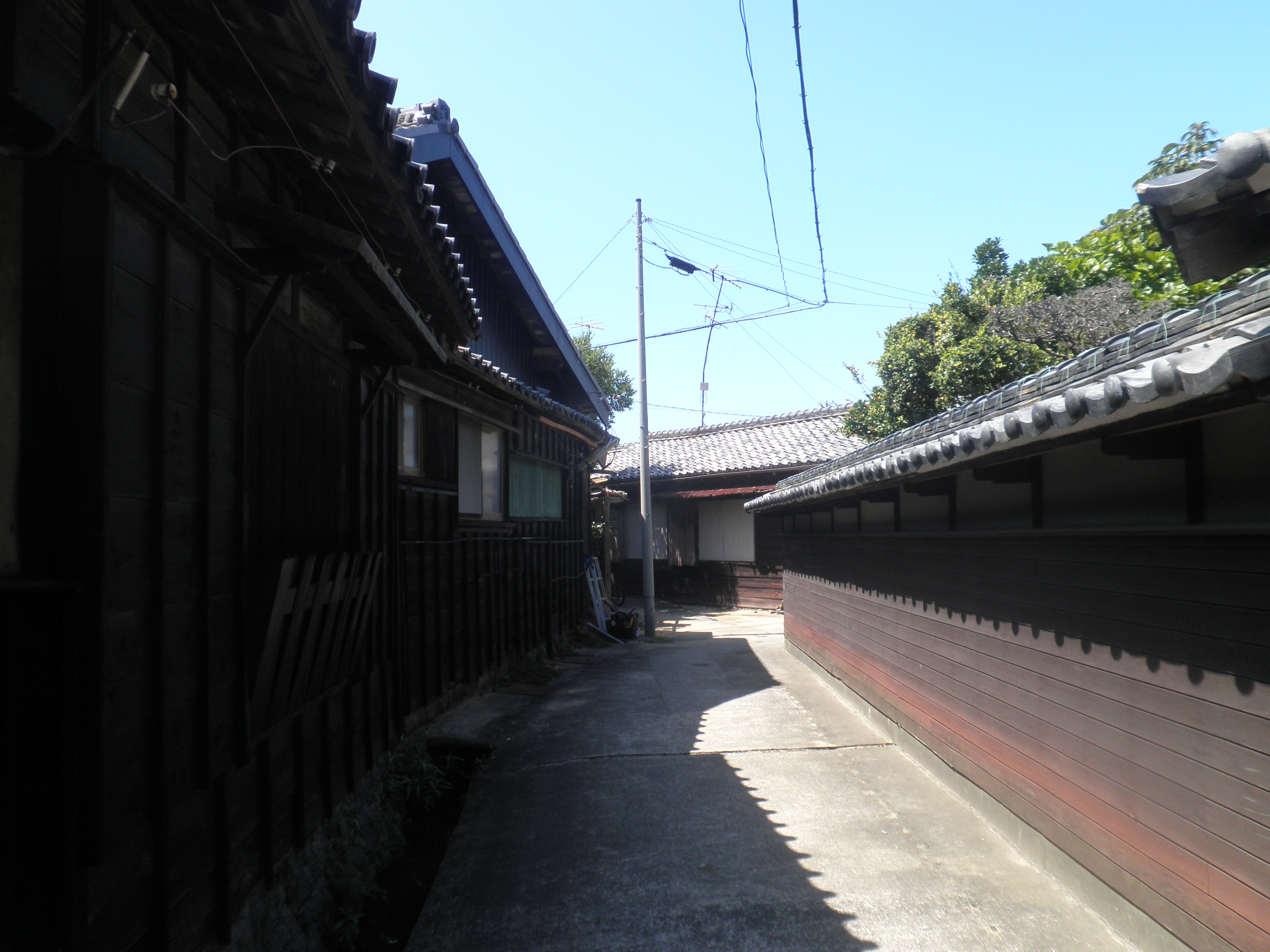
コールタールを外壁に塗布した佐久島の町並みは「三河湾の黒真珠」と称される

- 佐久島☆ - 1.73 km2。愛知三島の一つ。

その他の島
- 竹島 (愛知県)☆ - 竹島橋で本土と繋がっている。
- 三河大島 - 無人島。
- 篠島☆ - 愛知三島の一つ。
- 日間賀島☆ - 愛知三島の一つ。
- Category:愛知県の島も参照。

### 近畿地方

#### 三重県
| 地域   | 国土地理院による 面積1 km2以上の島数 | 海上保安庁による島数 | 海上保安庁による島数    | 海上保安庁による島数 | 備考 | 出典          |
| 三重県 | 2                                    | 233                  | 周囲1 km以上            | 029                  | 0    | [ 19 ] [ 16 ] |
| 三重県 | 2                                    | 233                  | 周囲1 km未満 0.1 km以上 | 204                  |      | [ 19 ] [ 16 ] |

面積1 km2以上の島
- 答志島 - 6.96 km2。
- 菅島☆ - 4.41 km2。

その他の島
- 神島 (三重県)☆
- 坂手島
- 渡鹿野島

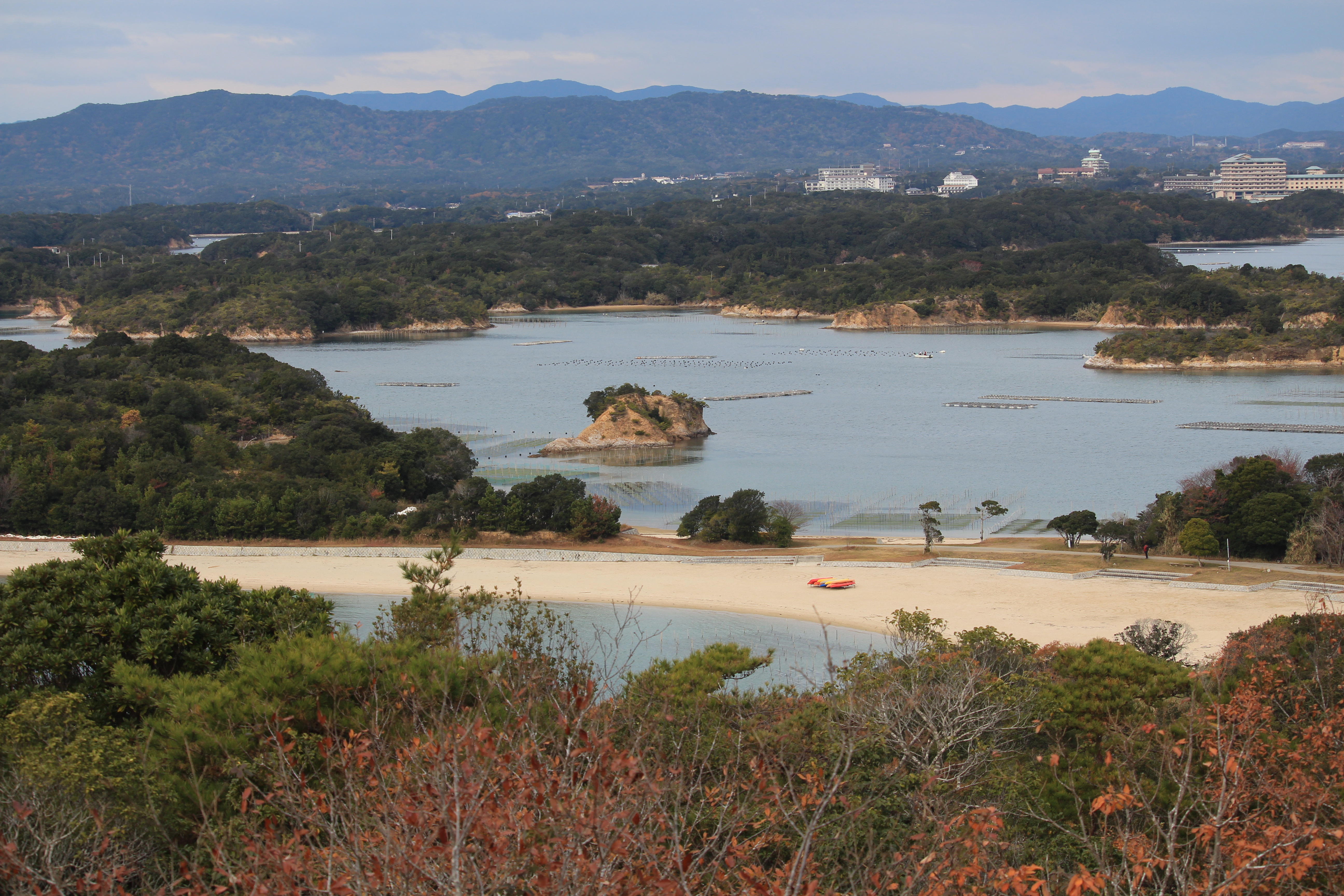
英虞湾と賢島の遠望

- 賢島☆ - 賢島橋および賢島大橋で本土と繋がっている。
- 間崎島
- 横山島
- Category:三重県の島も参照。

#### 滋賀県

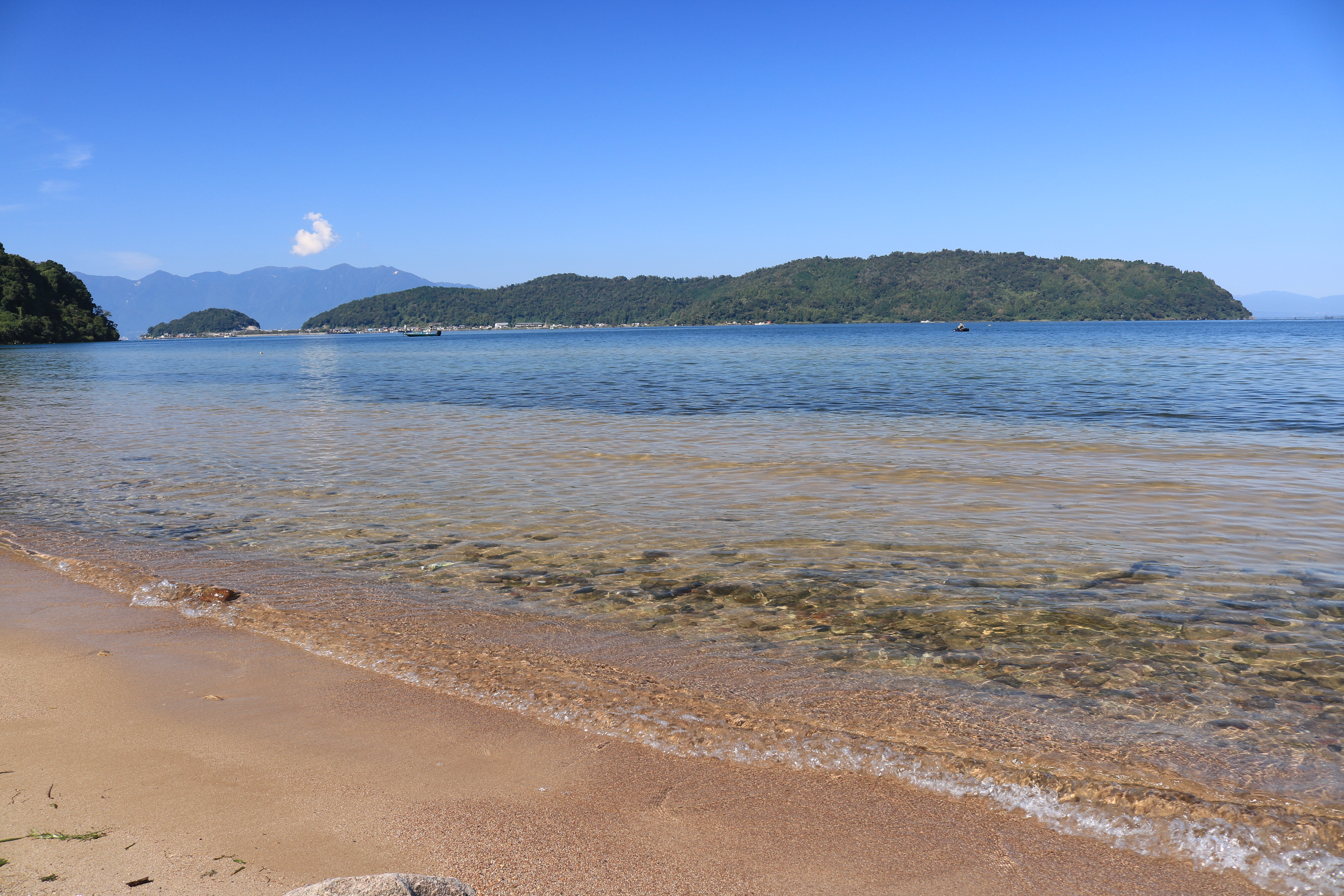
琵琶湖の沖島

| 地域   | 国土地理院による 面積1 km2以上の島数 | 海上保安庁による島数 | 海上保安庁による島数    | 海上保安庁による島数 | 備考 | 出典          |
| 滋賀県 | 1                                    | 0                    | 周囲1 km以上            | 0                    | 0    | [ 19 ] [ 16 ] |
| 滋賀県 | 1                                    | 0                    | 周囲1 km未満 0.1 km以上 | 0                    |      | [ 19 ] [ 16 ] |

面積1 km2以上の島
- 沖島☆ - 1.51 km2。琵琶湖にある湖中島。

その他の島
- 竹生島 - 琵琶湖にある湖中島。観光名所。
- 多景島 - 琵琶湖にある湖中島。無人島。
- Category:滋賀県の島も参照。

#### 京都府
| 地域   | 国土地理院による 面積1 km2以上の島数 | 海上保安庁による島数 | 海上保安庁による島数    | 海上保安庁による島数 | 備考 | 出典          |
| 京都府 | 0                                    | 49                   | 周囲1 km以上            | 09                   | 0    | [ 19 ] [ 16 ] |
| 京都府 | 0                                    | 49                   | 周囲1 km未満 0.1 km以上 | 40                   |      | [ 19 ] [ 16 ] |

面積1 km2以上の島
- 該当なし

その他の島
- 毛島 - 無人島。かつては有人島だった。
- 冠島（大島） - 無人島。
- 沓島（小島） - 無人島。
- 戸島 (京都府) - 無人島。
- 青島 (京都府) - 無人島。
- Category:京都府の島も参照。

#### 大阪府
大阪府は海に面する都道府県としては唯一、自然島がない（人工島はある）。
| 地域   | 国土地理院による 面積1 km2以上の島数 | 海上保安庁による島数 | 海上保安庁による島数    | 海上保安庁による島数 | 備考 | 出典          |
| 大阪府 | 0                                    | 0                    | 周囲1 km以上            | 0                    | 0    | [ 19 ] [ 16 ] |
| 大阪府 | 0                                    | 0                    | 周囲1 km未満 0.1 km以上 | 0                    |      | [ 19 ] [ 16 ] |

面積1 km2以上の島
- 該当なし

その他の島
- Category:大阪府の島も参照。

#### 兵庫県
| 地域   | 国土地理院による 面積1 km2以上の島数 | 海上保安庁による島数 | 海上保安庁による島数    | 海上保安庁による島数 | 備考 | 出典          |
| 兵庫県 | 6                                    | 110                  | 周囲1 km以上            | 21                   | 0    | [ 19 ] [ 16 ] |
| 兵庫県 | 6                                    | 110                  | 周囲1 km未満 0.1 km以上 | 89                   |      | [ 19 ] [ 16 ] |

面積1 km2以上の島

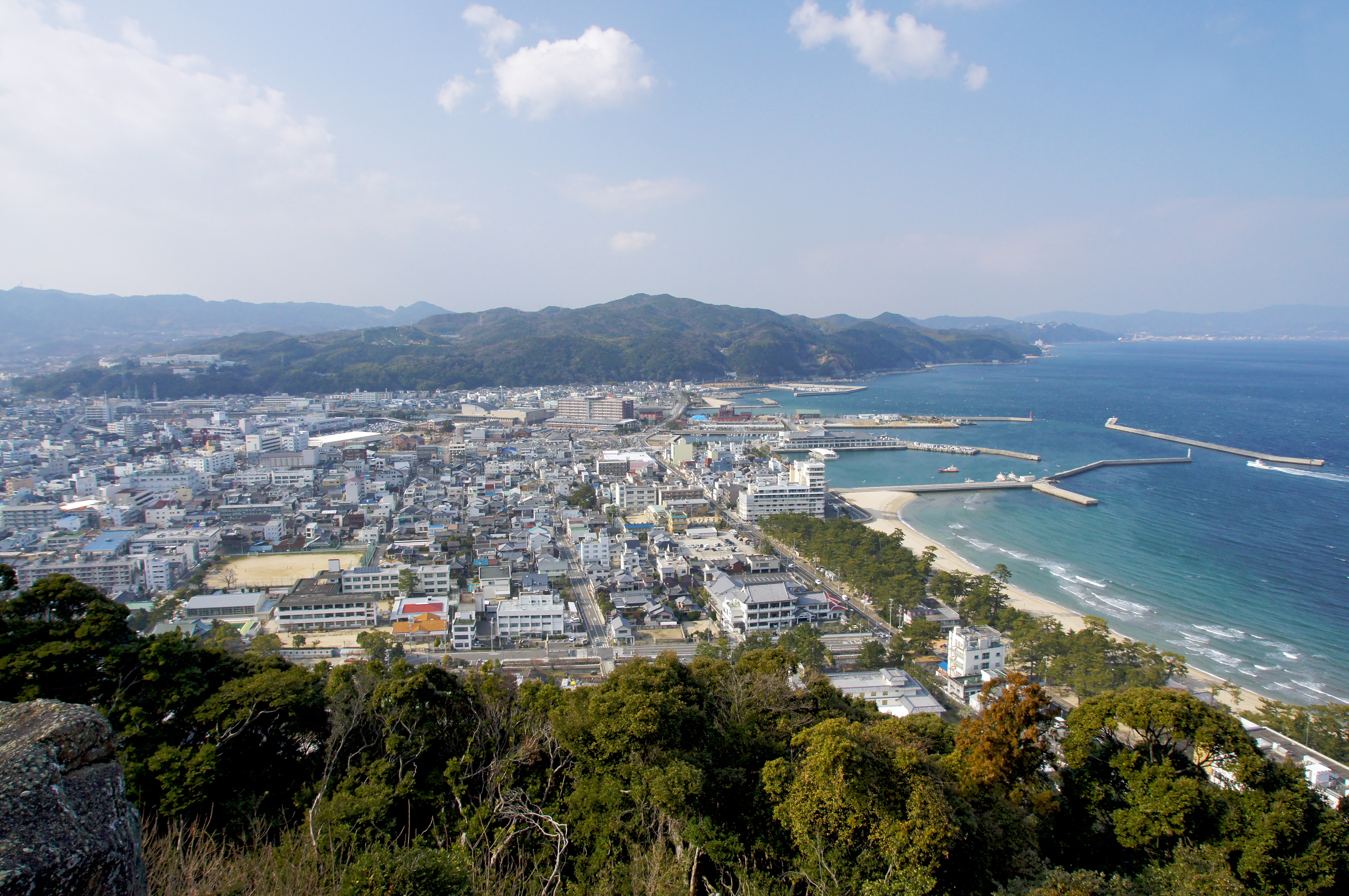
淡路島の洲本市

- 淡路島☆ - 592.44 km2。明石海峡大橋で本土に、大鳴門橋で四国に繋がっている。
- 西島 - 6.52 km2。家島諸島にある。
- 家島☆ - 5.41 km2。
- 男鹿島 - 4.53 km2。
- 沼島☆ - 2.67 km2。
- 坊勢島 - 1.92 km2。

その他の島
- 家島諸島
- 日生諸島
  - 取揚島 - 無人島。島内に岡山県との境界線が引かれている。

- Category:兵庫県の島も参照。

#### 奈良県
| 地域   | 国土地理院による 面積1 km2以上の島数 | 海上保安庁による島数 | 海上保安庁による島数    | 海上保安庁による島数 | 備考 | 出典          |
| 奈良県 | 0                                    | 0                    | 周囲1 km以上            | 0                    | 0    | [ 19 ] [ 16 ] |
| 奈良県 | 0                                    | 0                    | 周囲1 km未満 0.1 km以上 | 0                    |      | [ 19 ] [ 16 ] |

面積1 km2以上の島
- 該当なし

その他の島
- ツバキ島 - 池原貯水池の中の無人島。貯水量が減ると陸繋島となる。
- Category:奈良県の島も参照。

#### 和歌山県
| 地域     | 国土地理院による 面積1 km2以上の島数 | 海上保安庁による島数 | 海上保安庁による島数    | 海上保安庁による島数 | 備考 | 出典          |
| 和歌山県 | 3                                    | 253                  | 周囲1 km以上            | 018                  | 0    | [ 19 ] [ 16 ] |
| 和歌山県 | 3                                    | 253                  | 周囲1 km未満 0.1 km以上 | 235                  |      | [ 19 ] [ 16 ] |

面積1 km2以上の島
- 紀伊大島 - 9.47 km2。くしもと大橋で本土と繋がっている。
- 沖ノ島 - 1.33 km2。友ヶ島のうち最大の島。無人島。
- 地ノ島 - 1.08 km2。無人島。

その他の島
- 友ヶ島 -沖ノ島、地ノ島などの総称。無人島群。
- Category:和歌山県の島も参照。

### 中国地方

#### 鳥取県
| 地域   | 国土地理院による 面積1 km2以上の島数 | 海上保安庁による島数 | 海上保安庁による島数    | 海上保安庁による島数 | 備考 | 出典          |
| 鳥取県 | 0                                    | 35                   | 周囲1 km以上            | 0                    | 0    | [ 19 ] [ 16 ] |
| 鳥取県 | 0                                    | 35                   | 周囲1 km未満 0.1 km以上 | 35                   |      | [ 19 ] [ 16 ] |

面積1 km2以上の島
- 該当なし

その他の島
- 青島 - 0.147 km2。湖山池に浮かぶ湖中の無人島。青島大橋で外と繋がれている。
- 鳥取県の島の一覧およびCategory:鳥取県の島も参照。

#### 島根県
| 地域   | 国土地理院による 面積1 km2以上の島数 | 海上保安庁による島数 | 海上保安庁による島数    | 海上保安庁による島数 | 備考         | 出典          |
| 島根県 | 5                                    | 369                  | 周囲1 km以上            | 022                  | 竹島を含む。 | [ 19 ] [ 16 ] |
| 島根県 | 5                                    | 369                  | 周囲1 km未満 0.1 km以上 | 347                  | 竹島を含む。 | [ 19 ] [ 16 ] |

面積1 km2以上の島

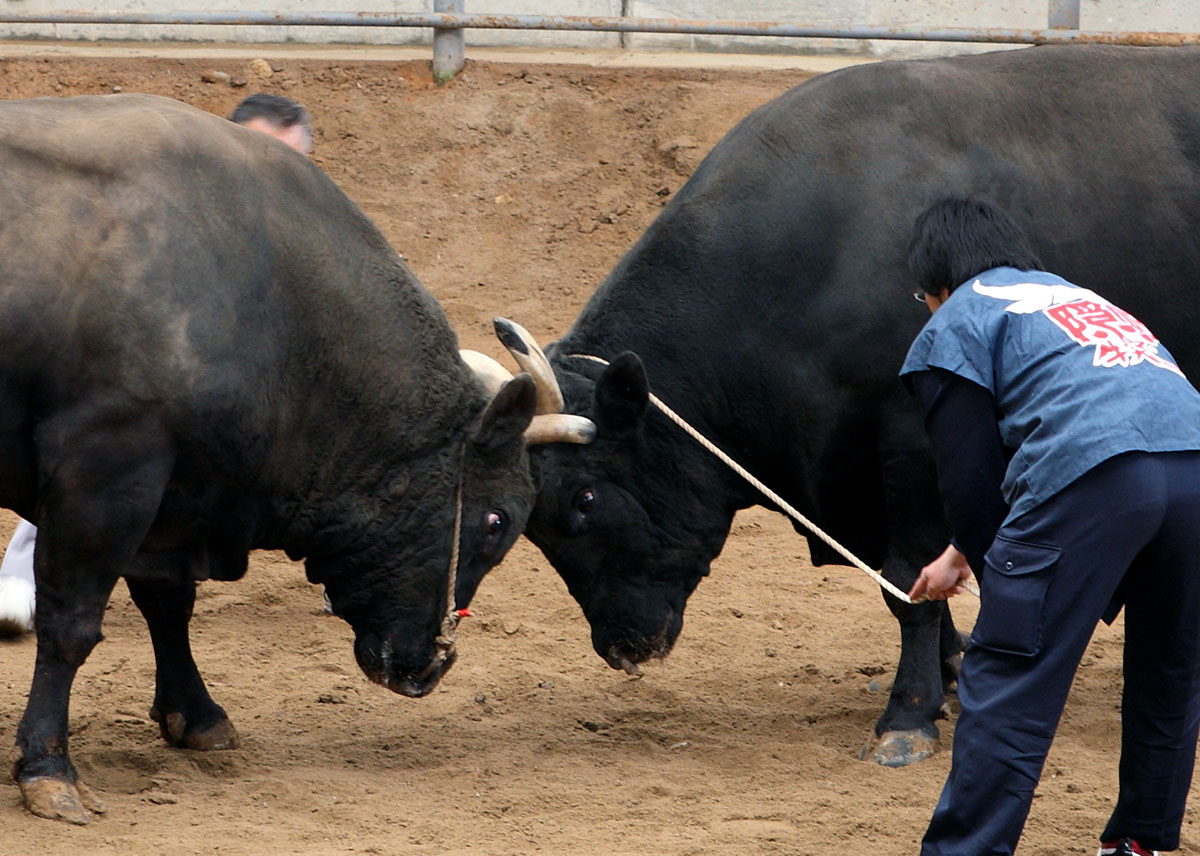
隠岐島の闘牛

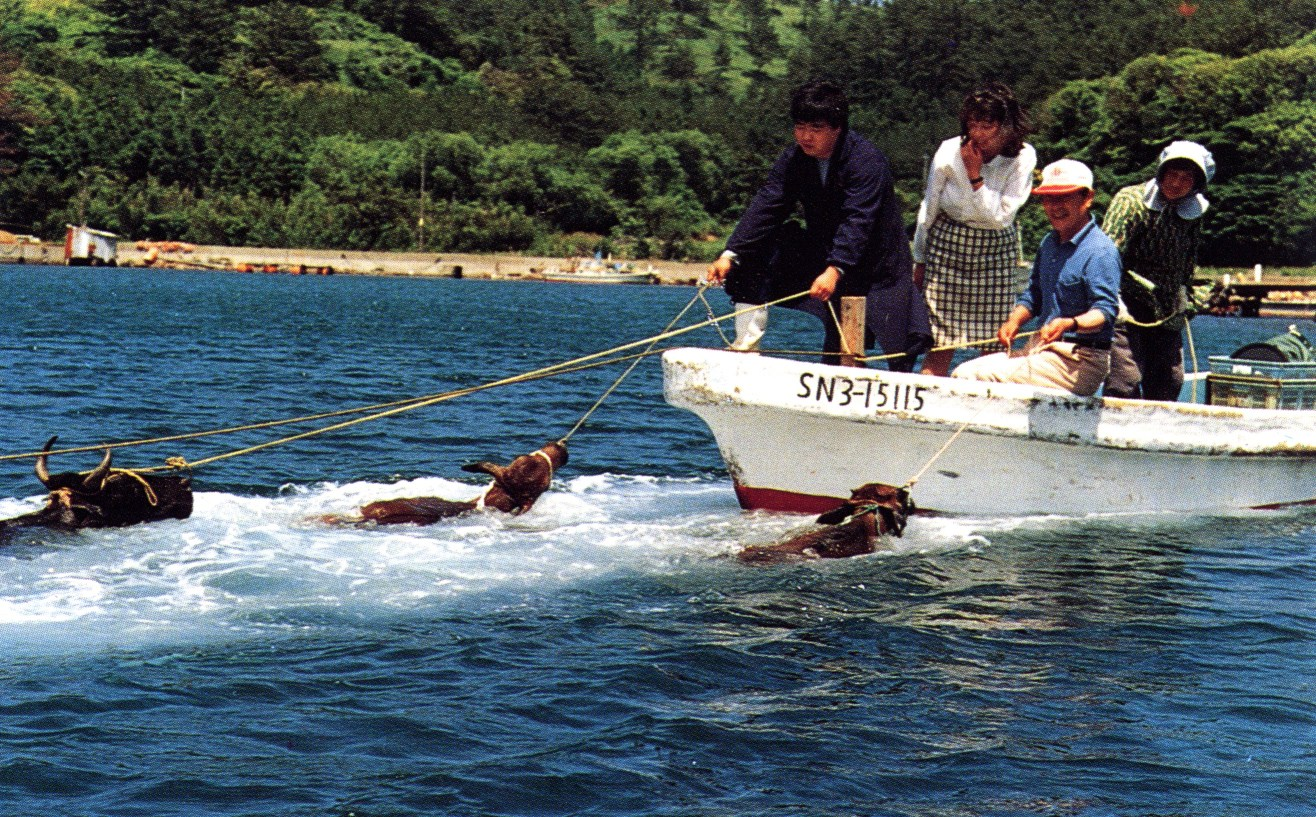
知夫里島で海を泳ぐ牛

- 島後☆ - 241.53 km2。
- 西ノ島☆ - 55.77 km2。
- 中ノ島☆ - 32.29 km2。
- 知夫里島☆ - 13.03 km2。
- 大根島・江島☆ - 6.71 km2。堤防道路および江島大橋で本土と繋がっている。

その他の島
- 隠岐諸島
- 高島 (島根県) - 無人島。
- 竹島 (島根県)
- Category:島根県の島も参照。

#### 岡山県
| 地域   | 国土地理院による 面積1 km2以上の島数 | 海上保安庁による島数 | 海上保安庁による島数    | 海上保安庁による島数 | 備考 | 出典          |
| 岡山県 | 10                                   | 87                   | 周囲1 km以上            | 38                   | 0    | [ 19 ] [ 16 ] |
| 岡山県 | 10                                   | 87                   | 周囲1 km未満 0.1 km以上 | 49                   |      | [ 19 ] [ 16 ] |

面積1 km2以上の島

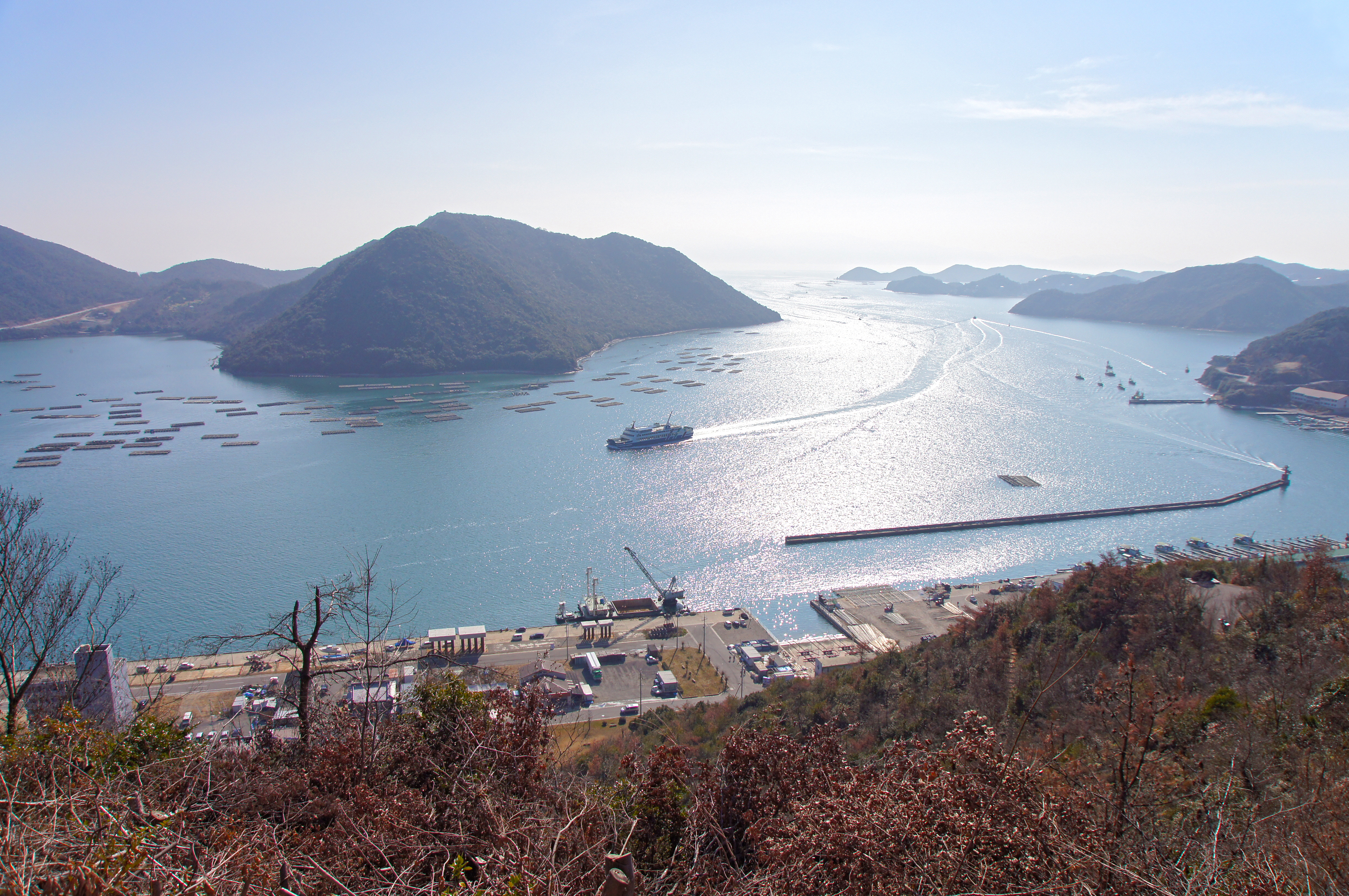
日生諸島の鹿久居島

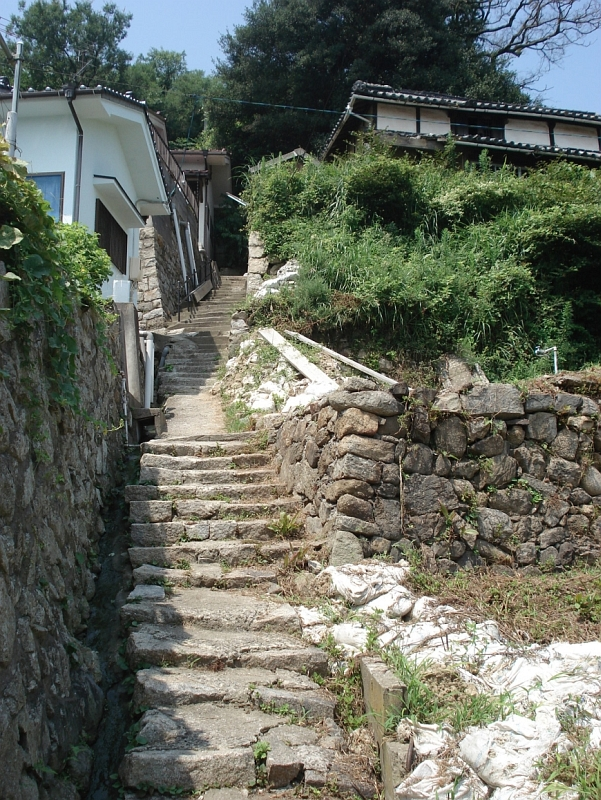
六島の石階段

- 鹿久居島☆ - 10.14 km2。備前♡日生大橋で本土と繋がっている。
- 北木島 - 7.47 km2。
- 長島☆ - 3.51 km2。邑久長島大橋で本土と繋がっている。
- 白石島 - 2.95 km2。
- 井島 - 2.63 km2。直島諸島。島内に香川県との境界線が引かれているが一部境界未定。有人島だが居住者が存在するのは岡山県側のみ。
- 前島 - 2.41 km2。
- 鴻島 - 2.07 km2。
- 真鍋島 - 1.47 km2。
- 高島 - 1.05 km2。笠岡諸島にある。
- 六口島 - 1.03 km2。

その他の島
- 笠岡諸島
  - 飛島 (岡山県)
  - 六島 (岡山県)

- 日生諸島
  - 頭島☆ - 頭島大橋で鹿久居島と繋がっている。
  - 大多府島
  - 取揚島 - 無人島。島内に兵庫県との境界線が引かれている。

- 犬島諸島
  - 犬島★

- 水島諸島
- 大槌島 - 無人島。島内に香川県との境界線が引かれている。
- Category:岡山県の島も参照。

#### 広島県
| 地域   | 国土地理院による 面積1 km2以上の島数 | 海上保安庁による島数 | 海上保安庁による島数    | 海上保安庁による島数 | 備考 | 出典          |
| 広島県 | 26                                   | 142                  | 周囲1 km以上            | 73                   | 0    | [ 19 ] [ 16 ] |
| 広島県 | 26                                   | 142                  | 周囲1 km未満 0.1 km以上 | 69                   |      | [ 19 ] [ 16 ] |

面積1 km2以上の島

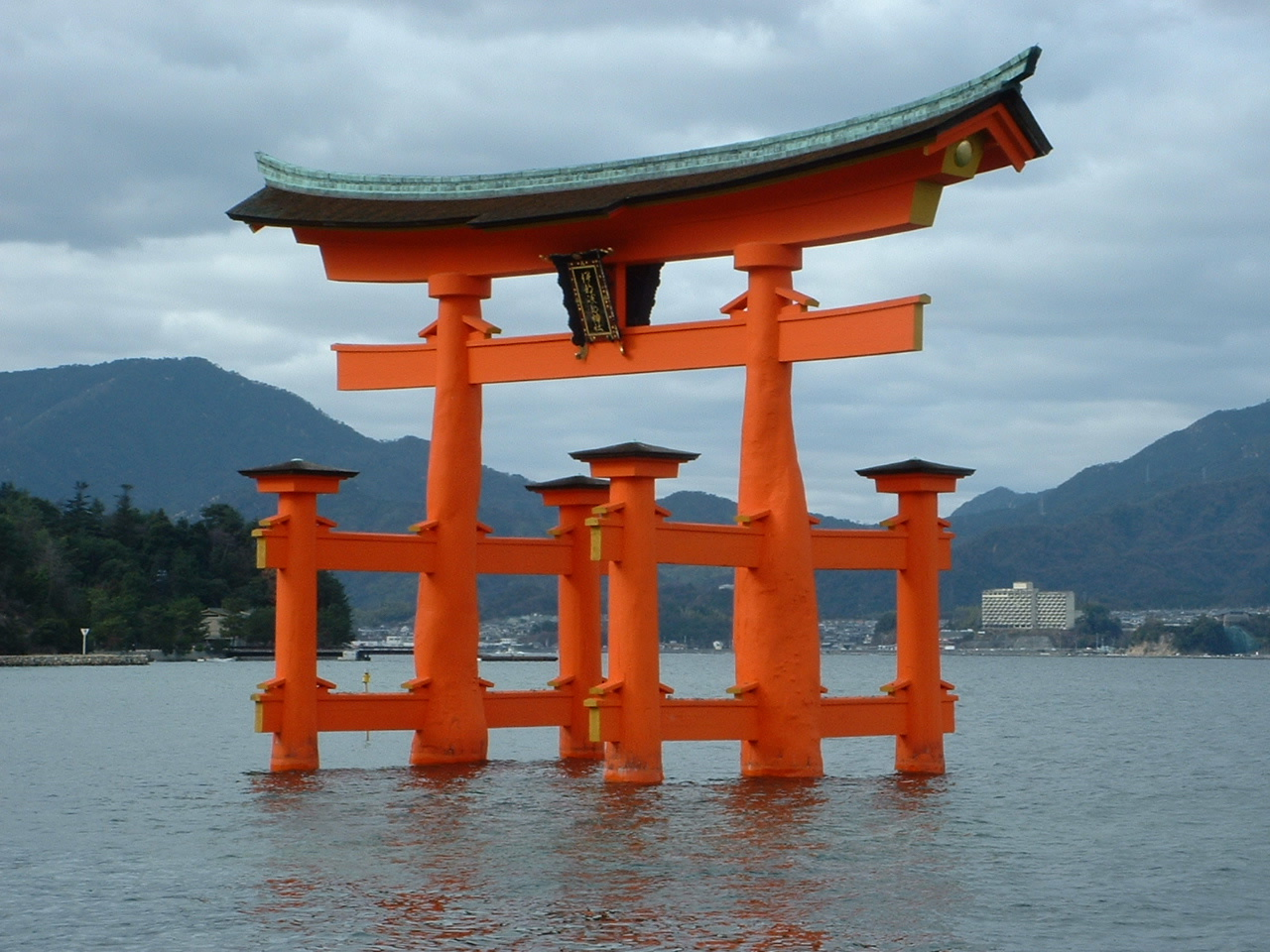
厳島の厳島神社

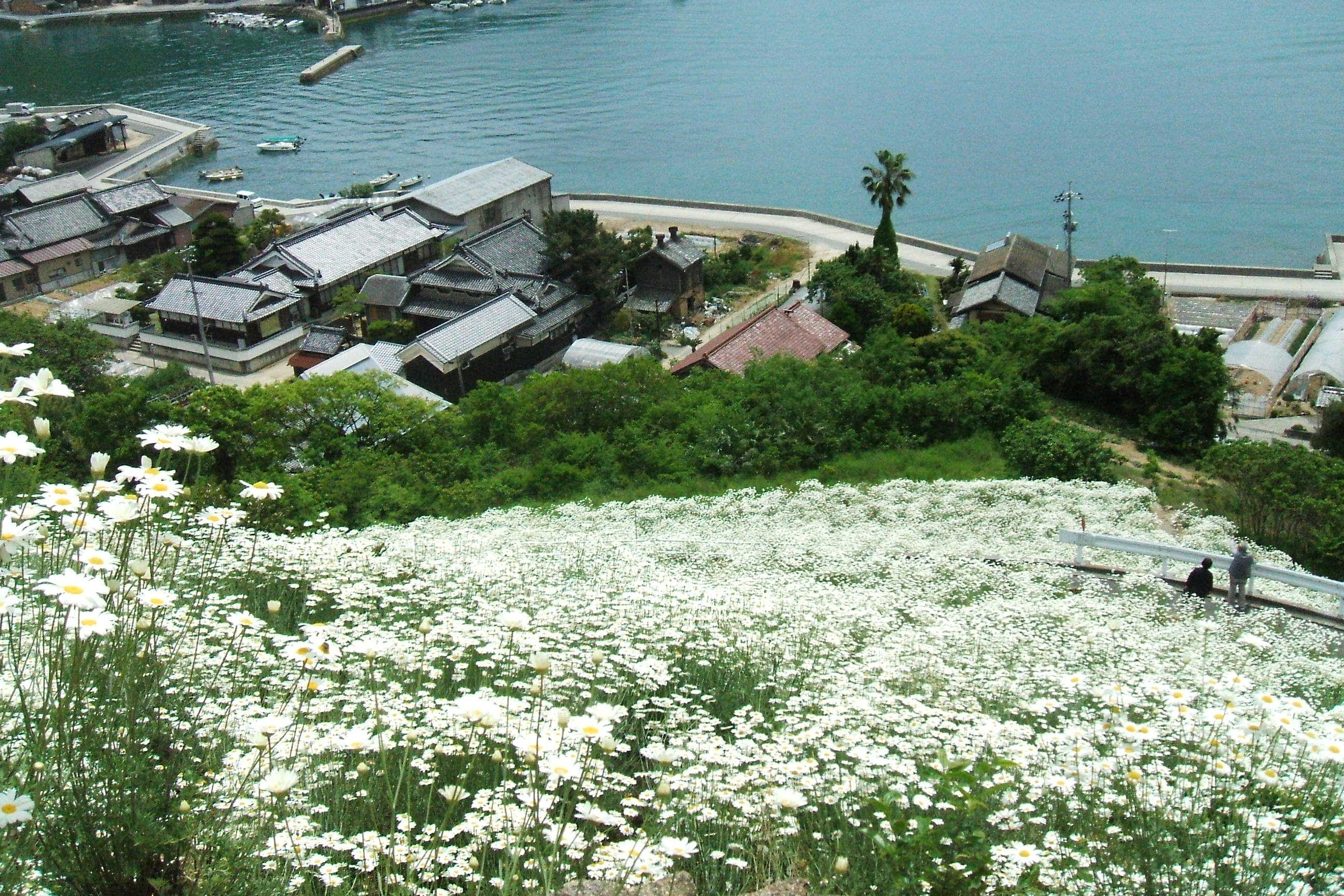
因島の除虫菊の段々畑

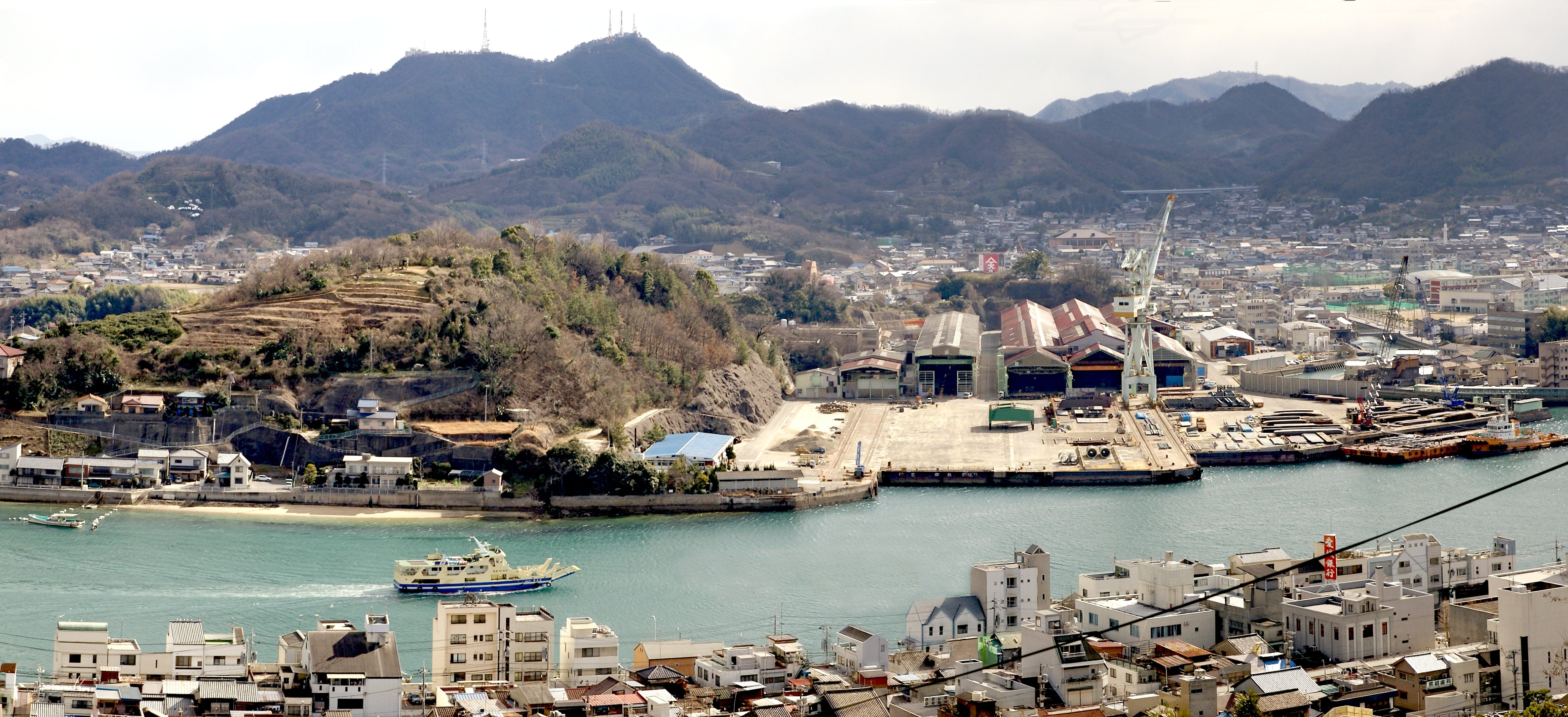
尾道水道と向島

- 江田島・能美島☆ - 91.38 km2。早瀬大橋で倉橋島と繋がっている。
- 倉橋島☆ - 69.46 km2。音戸大橋および第二音戸大橋で本土と繋がっている。
- 大崎上島☆ - 38.27 km2。
- 因島☆ - 35.02 km2。因島大橋で向島と、生口橋で生口島と繋がっている。
- 生口島☆ - 31.19 km2。生口橋で因島と、多々羅大橋で大三島（愛媛県）と繋がっている。
- 厳島 - 30.33 km2。宮島。
- 向島☆ - 22.15 km2。尾道大橋および新尾道大橋で本土と、因島大橋で因島と繋がっている。
- 上蒲刈島☆ - 18.79 km2。蒲刈大橋で下蒲刈島と繋がっている。
- 大崎下島☆ - 17.37 km2。豊浜大橋で豊島と繋がっている。
- 佐木島☆ - 8.71 km2。
- 田島☆ - 8.51 km2。内海大橋で本土と繋がっている。
- 下蒲刈島☆ - 7.98 km2。安芸灘大橋で本土と繋がっている。
- 大黒神島 - 7.22 km2。無人島。
- 豊島☆ - 5.64 km2。豊島大橋で上蒲刈島と繋がっている。
- 高根島☆ - 5.59 km2。高根大橋で生口島と繋がっている。
- 横島☆ - 4.03 km2。睦橋で田島と繋がっている。
- 似島 - 3.84 km2。
- 百島☆ - 3.13 km2。
- 鹿島☆ - 2.63 km2。鹿島大橋で倉橋島と繋がっている。
- 岩子島☆ - 2.42 km2。向島大橋で向島と繋がっている。
- 阿多田島☆ - 2.39 km2。
- 生野島○ - 2.25 km2。
- 走島☆ - 2.11 km2。
- 大芝島 - 1.69 km2。大芝大橋で本土と繋がっている。
- 金輪島 - 1.05 km2。
- 長島☆ - 1.04 km2。長島大橋で大崎上島と繋がっている。

その他の島
- 沖野島 - 沖野島橋で能美島と繋がっている。
- 平羅島☆ - 無人島。平羅橋で大崎下島と繋がっている。
- 中ノ島☆ - 中の瀬戸大橋で平羅島（愛媛県）と繋がっている。
- 仙酔島
- 宇治島 - 無人島。かつては有人島だった。
- 大久野島
- 瓢箪島 - 無人島。島内に愛媛県との境界線が引かれている。
- 情島 (広島県) - 光回線未到達
- 弁天島 (福山市)
- 臼島 - 無人島。本土と長島を結ぶ海上ケーブルの鉄塔がある。
- 契島★
- 細島
- 甲島 - 無人島。島内に山口県との境界線が引かれている。
- 広島県の島の一覧も参照。

#### 山口県
| 地域   | 国土地理院による 面積1 km2以上の島数 | 海上保安庁による島数 | 海上保安庁による島数    | 海上保安庁による島数 | 備考 | 出典          |
| 山口県 | 22                                   | 249                  | 周囲1 km以上            | 81                   | 0    | [ 19 ] [ 16 ] |
| 山口県 | 22                                   | 249                  | 周囲1 km未満 0.1 km以上 | 168                  |      | [ 19 ] [ 16 ] |

面積1 km2以上の島

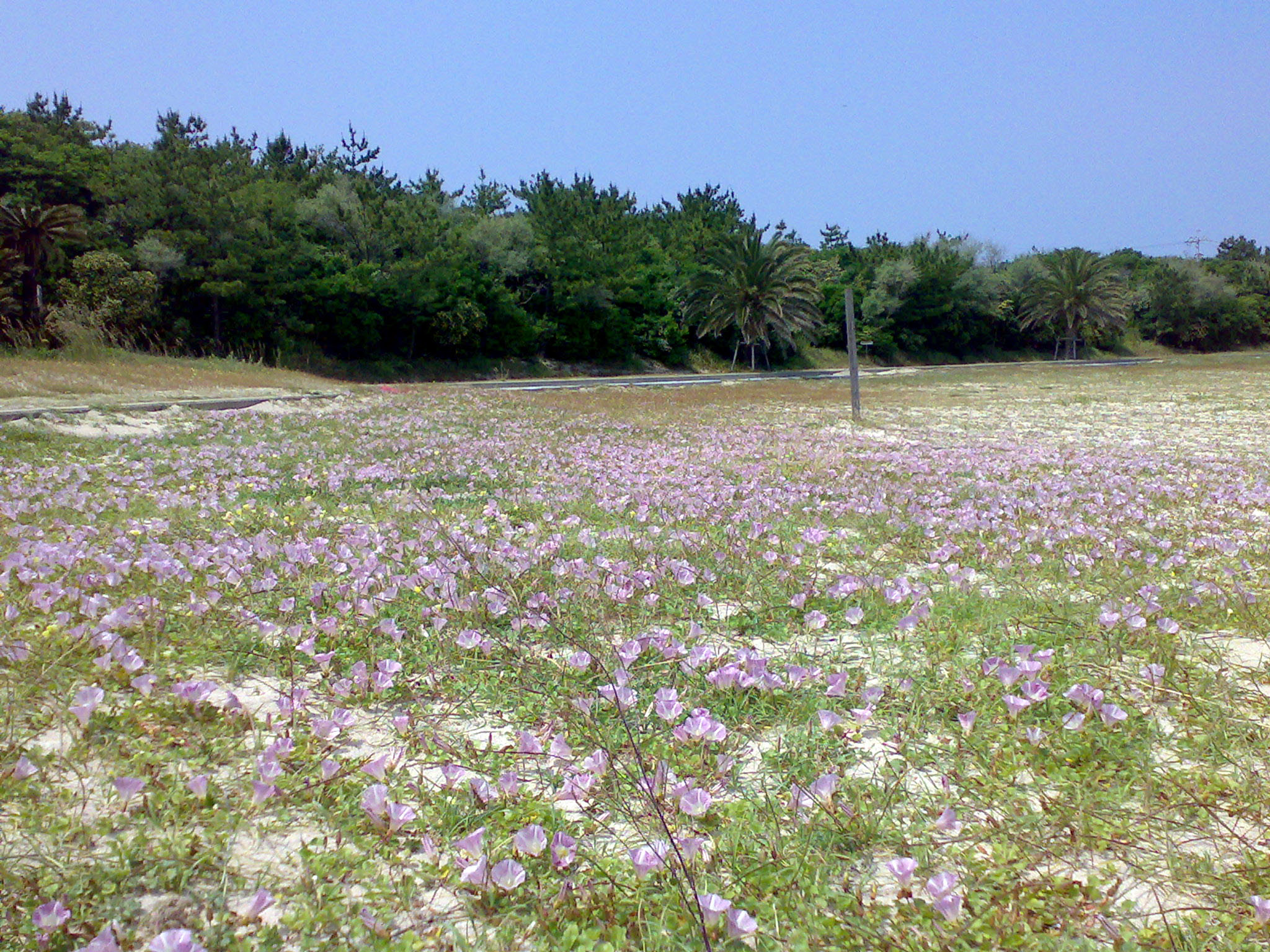
見島のハマヒルガオ

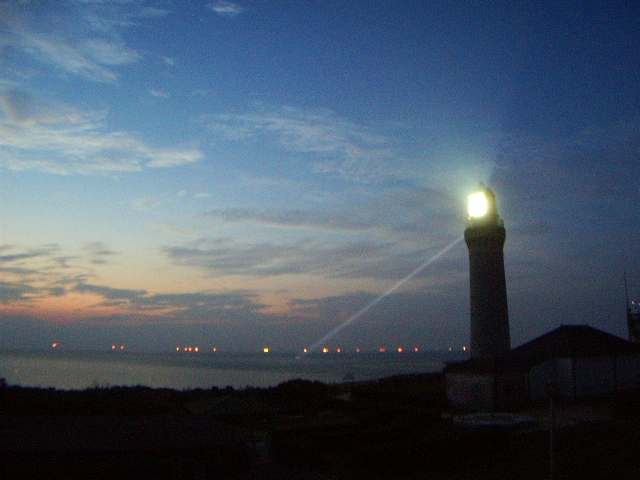
角島の灯台は日本で2基しかない総御影石造・無塗装のもの。

- 屋代島 - 128.49 km2。周防大島。本土と大島大橋で繋がっている。
- 平郡島 - 16.56 km2。
- 青海島 - 14.82 km2。本土と青海大橋で繋がっている。
- 長島 - 13.69 km2。本土と上関大橋で繋がっている。
- 笠戸島 - 11.66 km2。本土と笠戸大橋で繋がっている。
- 彦島 - 10.61 km2。本土と水門橋、関彦橋、彦島大橋などで繋がっている。
- 向島 - 7.99 km2。本土と錦橋で繋がっている。
- 見島☆ - 7.76 km2。
- 祝島 - 7.68 km2。
- 黒髪島・仙島 - 5.36 km2。
- 大津島・馬島 - 4.76 km2。
- 八島 - 4.16 km2。
- 角島 - 3.84 km2。本土と角島大橋で繋がっている。
- 柱島 - 3.13 km2。
- 大島 - 2.99 km2。
- 相島 - 2.37 km2。
- 蓋井島 - 2.33 km2。
- 浮島 - 2.27 km2。
- 牛島 - 1.90 km2。
- 佐合島 - 1.29 km2。
- 前島 - 1.09 km2。
- 情島 - 1.00 km2。

その他の島
- 竹ノ子島 - 彦島と竹ノ子島橋で繋がっている。
- 長州出島 - 本土と長州出島大橋で繋がっている。
- 笠佐島
- 端島 (山口県)
- 沖家室島
- 粭島 - 本土と小瀬戸橋で繋がっている。
- 野島 (山口県)
- 巌流島（船島）- 無人島。
- 六連島
- 櫃島
- 甲島 - 無人島。島内に広島県との境界線が引かれている。
- Category:山口県の島も参照。

### 四国地方

#### 徳島県
| 地域   | 国土地理院による 面積1 km2以上の島数 | 海上保安庁による島数 | 海上保安庁による島数    | 海上保安庁による島数 | 備考 | 出典          |
| 徳島県 | 6                                    | 88                   | 周囲1 km以上            | 17                   | 0    | [ 19 ] [ 16 ] |
| 徳島県 | 6                                    | 88                   | 周囲1 km未満 0.1 km以上 | 71                   |      | [ 19 ] [ 16 ] |

面積1 km2以上の島

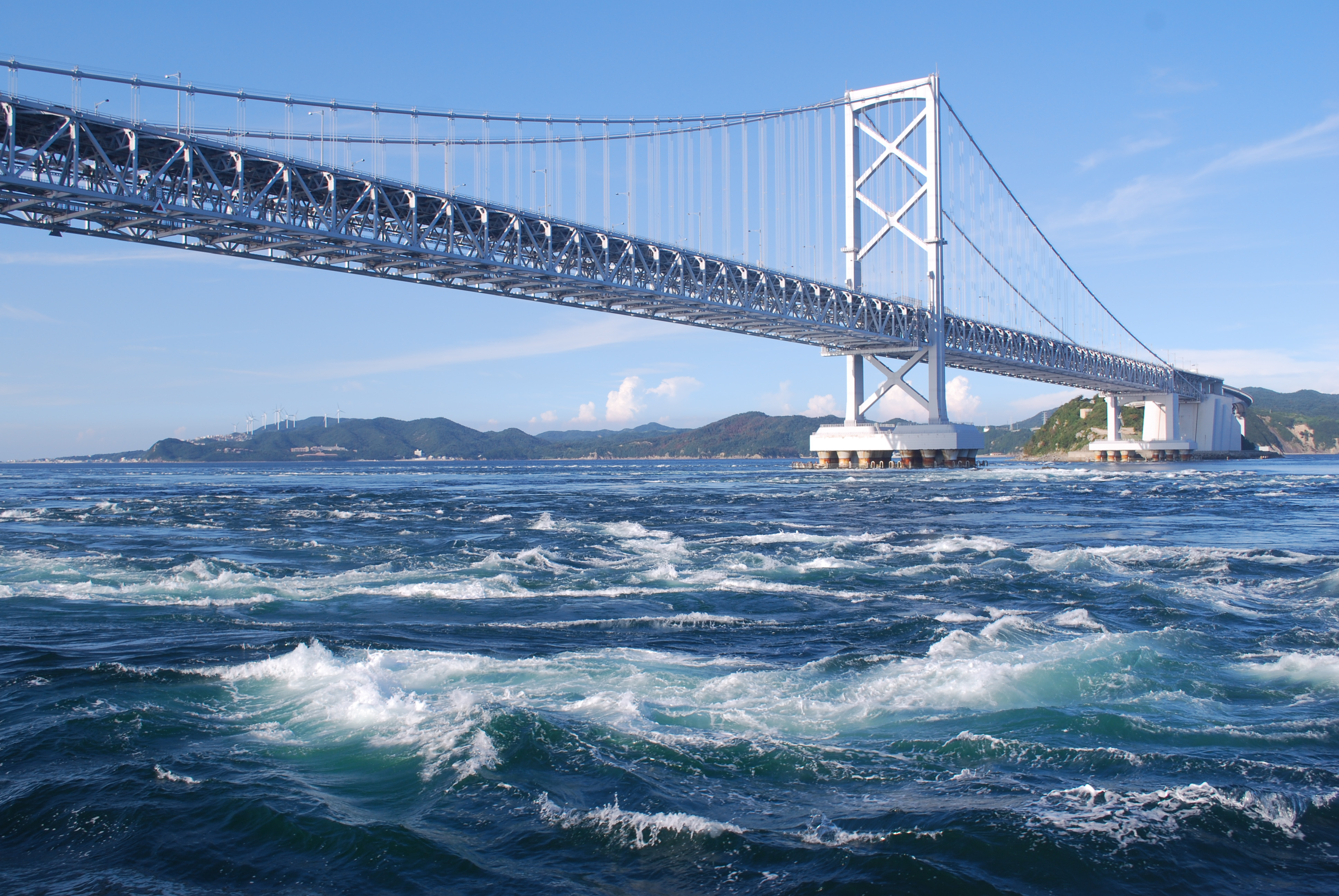
大鳴門橋が架かる大毛島

- 大毛島☆ - 7.31 km2。四国本土と小鳴門橋および撫養橋で、淡路島と大鳴門橋で繋がれている。
- 島田島 - 5.73 km2。四国本土と小鳴門新橋で、大毛島と堀越橋で繋がれている。
- 高島☆ - 2.63 km2。四国本土と小鳴門大橋で、大毛島と多数の橋で繋がれている。
- 大島 - 1.77 km2。無人島。
- 小勝島 - 1.48 km2。四国本土と橘マリンブリッジで繋がれている。
- 伊島 - 1.45 km2。

その他の島
- 出羽島☆
- 竹ヶ島 - 四国本土と竹ヶ島橋で繋がれている。
- 二子島 - 無人島。島内に高知県との境界線が引かれている。
- Category:徳島県の島も参照。

#### 香川県
| 地域   | 国土地理院による 面積1 km2以上の島数 | 海上保安庁による島数 | 海上保安庁による島数    | 海上保安庁による島数 | 備考 | 出典          |
| 香川県 | 14                                   | 112                  | 周囲1 km以上            | 58                   | 0    | [ 19 ] [ 16 ] |
| 香川県 | 14                                   | 112                  | 周囲1 km未満 0.1 km以上 | 54                   |      | [ 19 ] [ 16 ] |

面積1 km2以上の島

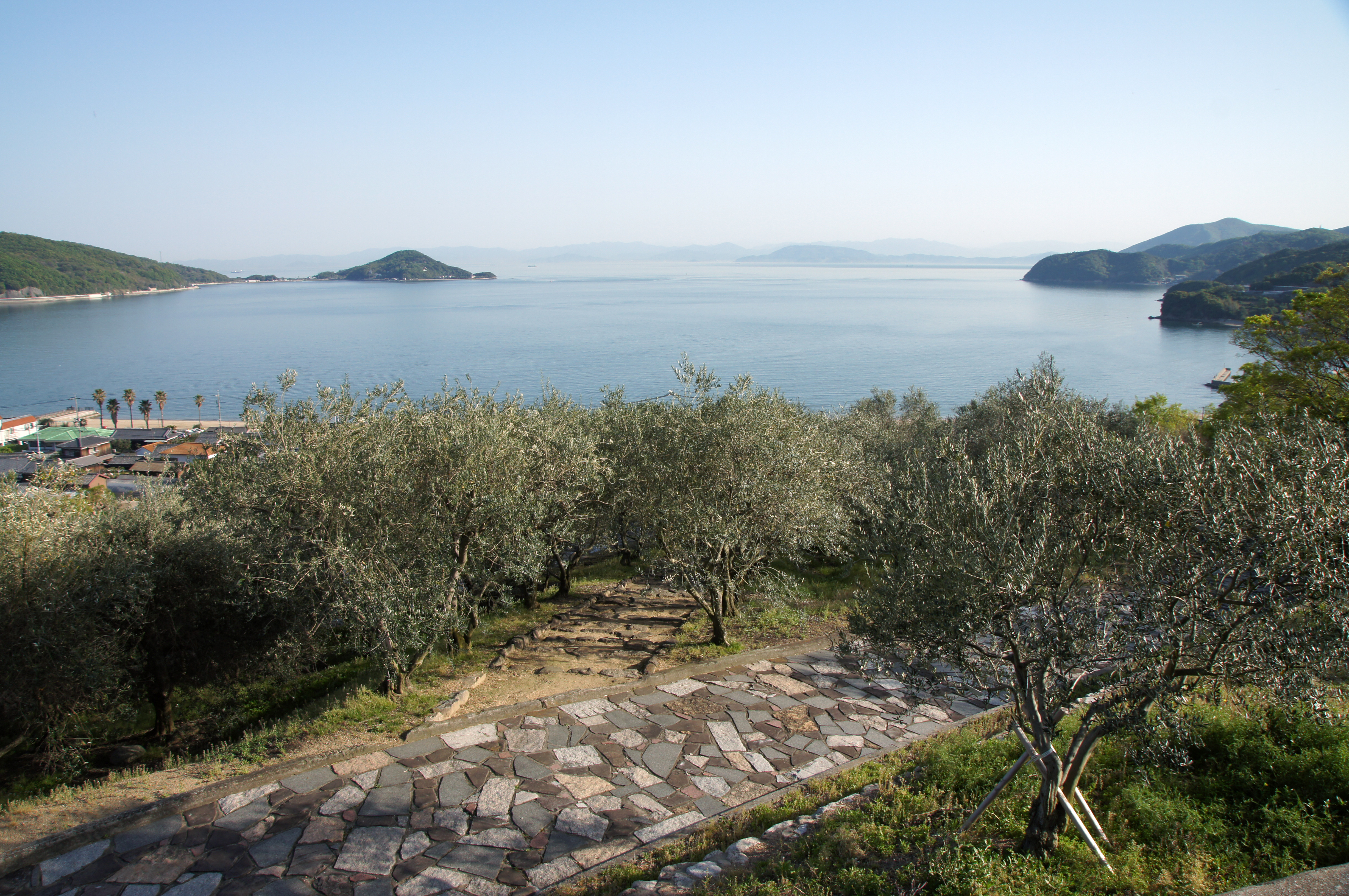
小豆島のオリーブ園

- 小豆島☆ - 153.22 km2。
- 豊島☆ - 14.50 km2。
- 広島 - 11.72 km2。
- 直島 - 7.81 km2。
- 本島 - 6.75 km2。
- 粟島 - 3.72 km2。
- 手島 - 3.41 km2。
- 井島 - 2.63 km2。直島諸島。島内に岡山県との境界線が引かれているが一部境界未定。有人島だが居住者が存在するのは岡山県側のみであり、香川県側は無人。
- 女木島☆ - 2.62 km2。鬼ヶ島。
- 高見島 - 2.36 km2。
- 佐柳島 - 1.83 km2。
- 男木島☆ - 1.34 km2。
- 与島☆ - 1.13 km2。塩飽諸島。与島橋で羽佐島と繋がっている。
- 小豊島 - 1.10 km2。
- 伊吹島 - 1.01 km2。

その他の島
- 直島諸島
- 塩飽諸島
  - 櫃石島☆ - 下津井瀬戸大橋で本土と繋がっている。
  - 岩黒島☆ - 櫃石島橋で櫃石島と繋がっている。
  - 羽佐島 - 無人島。岩黒島橋で岩黒島と繋がっている。
  - 三つ子島 - 無人島。北備讃瀬戸大橋で与島と、南備讃瀬戸大橋で四国本土と繋がっている。
  - 志々島

- 大槌島 - 無人島。島内に岡山県との境界線が引かれている。
- Category:香川県の島も参照。

#### 愛媛県
| 地域   | 国土地理院による 面積1 km2以上の島数 | 海上保安庁による島数 | 海上保安庁による島数    | 海上保安庁による島数 | 備考 | 出典          |
| 愛媛県 | 24                                   | 270                  | 周囲1 km以上            | 085                  | 0    | [ 19 ] [ 16 ] |
| 愛媛県 | 24                                   | 270                  | 周囲1 km未満 0.1 km以上 | 185                  |      | [ 19 ] [ 16 ] |

面積1 km2以上の島

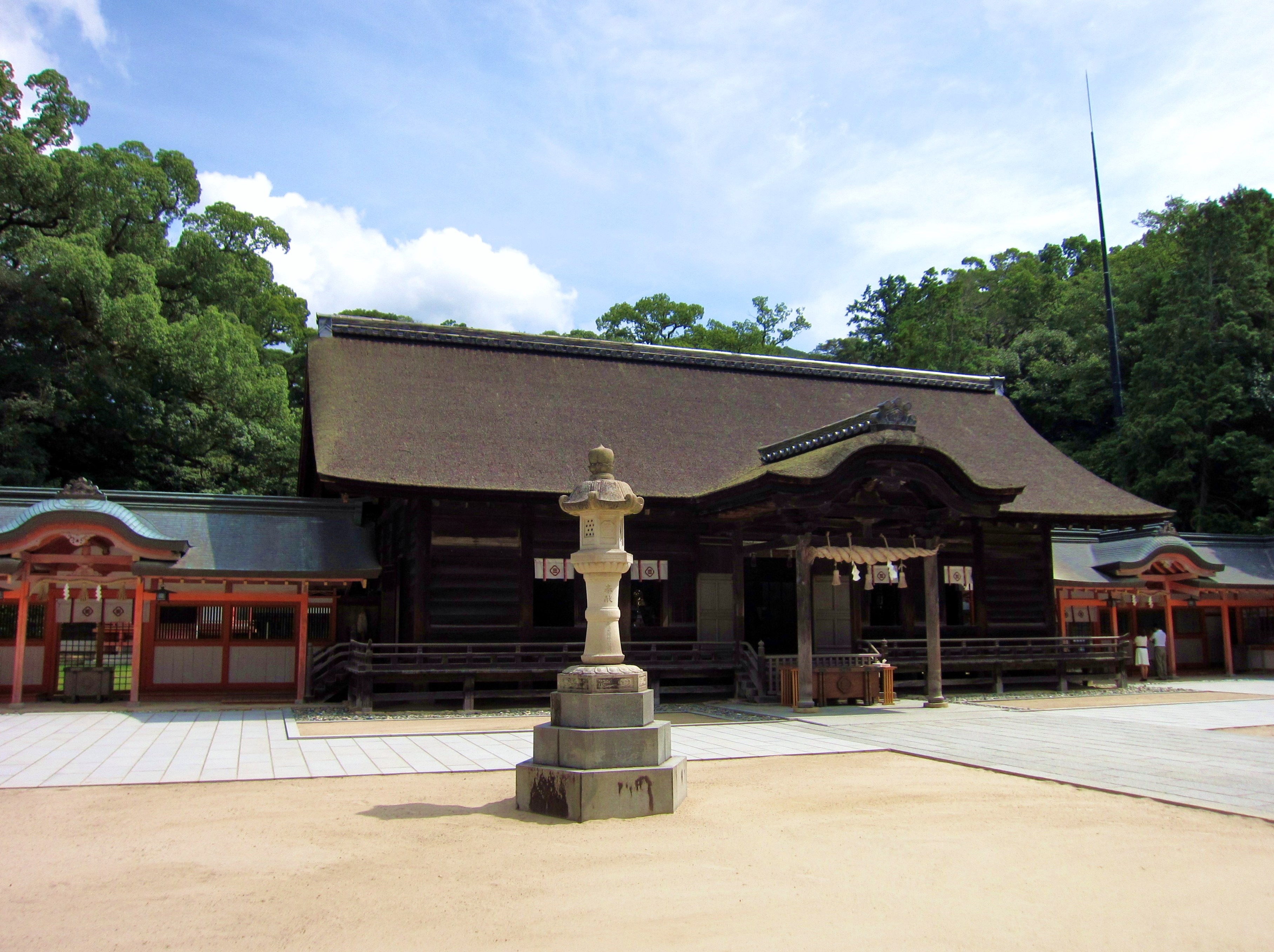
大三島の大山祇神社総本社

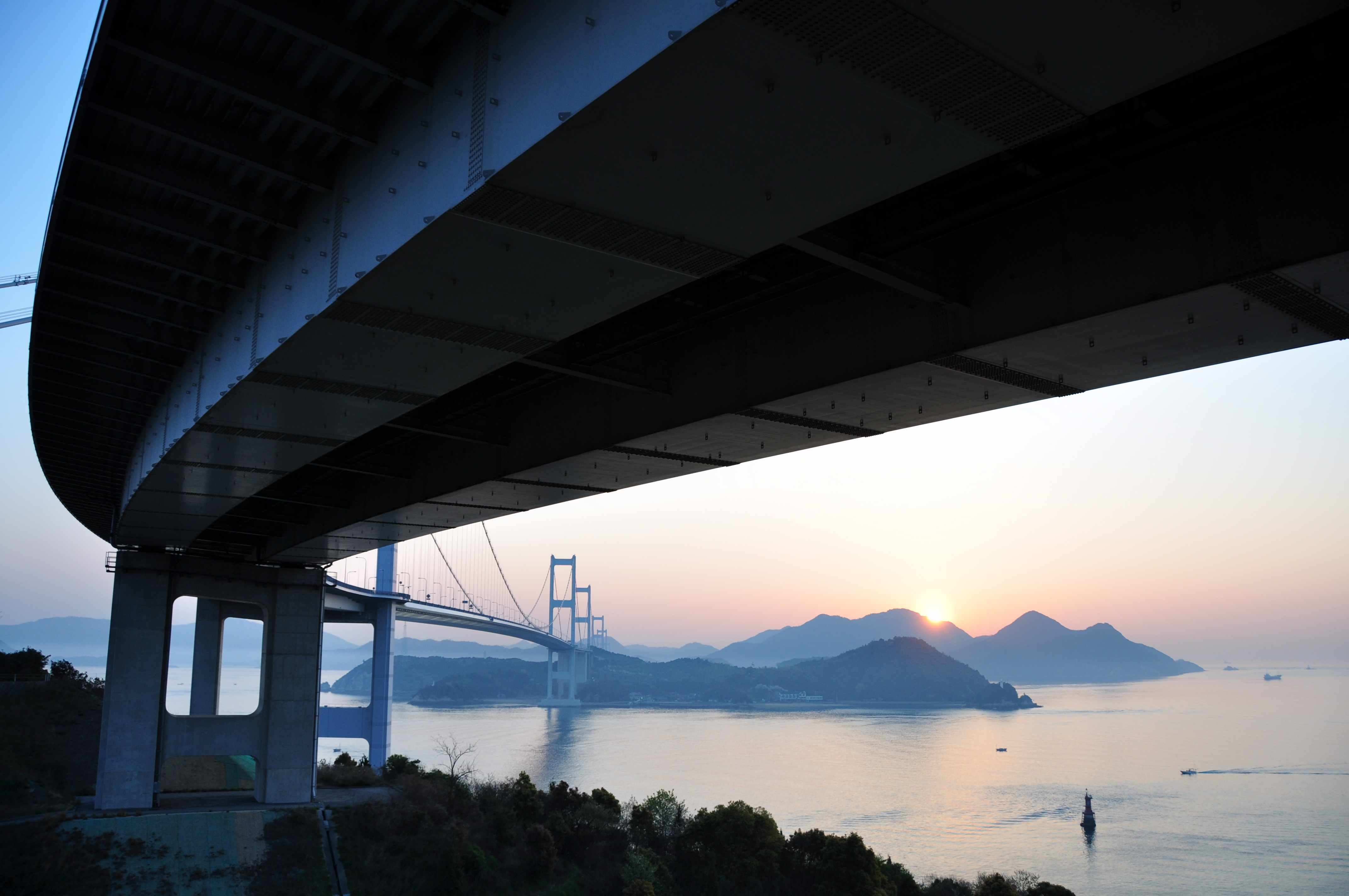
島々を結ぶしまなみ海道

- 大三島☆ - 64.57 km2。大三島橋で伯方島と、多々羅大橋で生口島（広島県）と繋がっている。
- 大島☆ - 41.88 km2。芸予諸島にある。来島海峡第一大橋で武志島と、大島大橋で見近島と繋がっている。
- 中島 - 21.27 km2。中島本島。
- 伯方島☆ - 20.99 km2。伯方橋で見近島と、大三島橋で大三島と繋がっている。
- 岩城島 - 8.95 km2。
- 弓削島 - 8.68 km2。弓削大橋で佐島と繋がっている。
- 興居島 - 8.40 km2。
- 怒和島 - 4.75 km2。
- 睦月島 - 3.81 km2。
- 日振島 - 3.74 km2。
- 生名島 - 3.67 km2。岩城橋で岩城島と繋がっている。
- 九島 - 3.37 km2。九島大橋で四国と繋がっている。
- 岡村島☆ - 3.17 km2。岡村大橋で中ノ島（広島県）と繋がっている。
- 津和地島 - 2.85 km2。
- 戸島 - 2.76 km2。
- 佐島 - 2.68 km2。生名橋で生名島と繋がっている。
- 大島 - 2.14 km2。新居大島。
- 二神島 - 2.13 km2。
- 赤穂根島 - 2.09 km2。
- 大下島 - 1.81 km2。
- 津島 - 1.43 km2。
- 魚島 - 1.36 km2。
- 高井神島 - 1.34 km2。
- 鹿島 - 1.10 km2。

その他の島
- 魚島群島
- 上島諸島
- 四阪島
- 瓢箪島 - 無人島。島内に広島県との境界線が引かれている。
- 馬島 (愛媛県)☆ - 来島海峡第三大橋で四国と、来島海峡第二大橋で武志島と繋がっている。
- 武志島☆ - 無人島。来島海峡第二大橋で馬島と、来島海峡第一大橋で大島と繋がっている。
- 見近島☆ - 無人島。大島大橋で大島と、伯方橋で伯方島と繋がっている
- 関前諸島
  - 大下島

- 北条鹿島
- 安居島
- 釣島
- 忽那諸島
- 青島 (愛媛県)
- 嘉島 (宇和島市)
- 御五神島
- Category:愛媛県の島も参照。

#### 高知県
| 地域   | 国土地理院による 面積1 km2以上の島数 | 海上保安庁による島数 | 海上保安庁による島数    | 海上保安庁による島数 | 備考 | 出典          |
| 高知県 | 3                                    | 159                  | 周囲1 km以上            | 015                  | 0    | [ 19 ] [ 16 ] |
| 高知県 | 3                                    | 159                  | 周囲1 km未満 0.1 km以上 | 144                  |      | [ 19 ] [ 16 ] |

面積1 km2以上の島
- 沖の島 - 10.02 km2。
- 鵜来島 - 1.31 km2。
- 大島 - 1.00 km2。大島橋で本土と繋がっている。

その他の島
- 柏島
- 二子島 - 無人島。島内に徳島県との境界線が引かれている。
- 蒲葵島
- Category:高知県の島も参照。

### 九州・沖縄地方

#### 福岡県

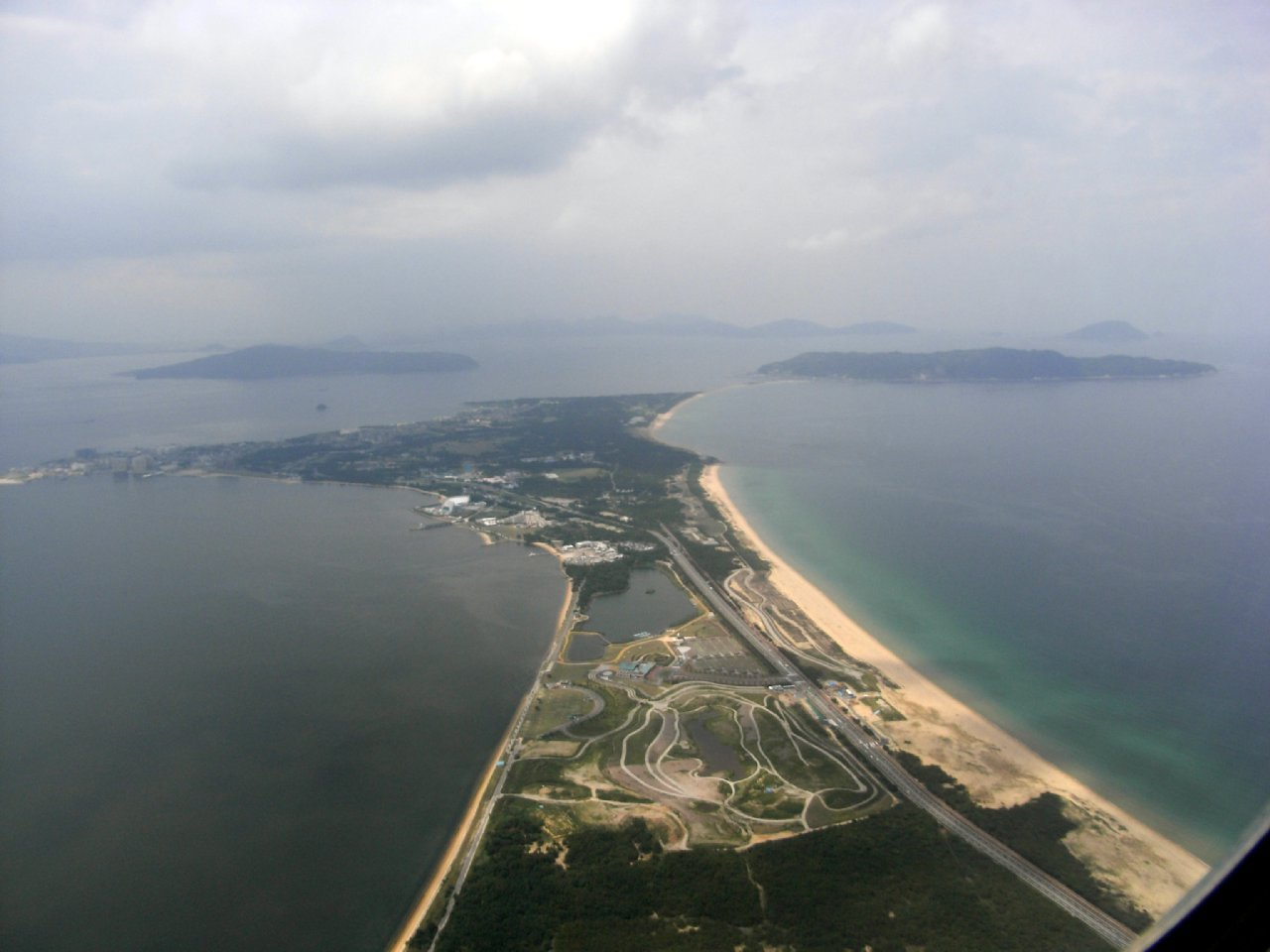
海ノ中道からの志賀島と能古島

| 地域   | 国土地理院による 面積1 km2以上の島数 | 海上保安庁による島数 | 海上保安庁による島数    | 海上保安庁による島数 | 備考 | 出典          |
| 福岡県 | 6                                    | 62                   | 周囲1 km以上            | 16                   | 0    | [ 19 ] [ 16 ] |
| 福岡県 | 6                                    | 62                   | 周囲1 km未満 0.1 km以上 | 46                   |      | [ 19 ] [ 16 ] |

面積1 km2以上の島
- 大島 - 7.19 km2。筑前大島。
- 志賀島 - 5.79 km2。志賀島橋で九州本土と繋がっている。
- 能古島 - 3.92 km2。
- 地島 - 1.63 km2。
- 相島☆ - 1.22 km2。
- 玄界島 - 1.16 km2。

その他の島
- 藍島
- 馬島 (福岡県)
- 沖ノ島
- 小呂島
- 姫島 (福岡県)
- Category:福岡県の島も参照。

#### 佐賀県
| 地域   | 国土地理院による 面積1 km2以上の島数 | 海上保安庁による島数 | 海上保安庁による島数    | 海上保安庁による島数 | 備考 | 出典          |
| 佐賀県 | 4                                    | 55                   | 周囲1 km以上            | 14                   | 0    | [ 19 ] [ 16 ] |
| 佐賀県 | 4                                    | 55                   | 周囲1 km未満 0.1 km以上 | 41                   |      | [ 19 ] [ 16 ] |

面積1 km2以上の島
- 馬渡島☆ - 4.24 km2。玄海諸島。
- 加唐島☆ - 2.83 km2。玄海諸島。
- 加部島 - 2.71 km2。玄海諸島。呼子大橋で九州本土と繋がっている。
- 神集島 - 1.39 km2。玄海諸島。

その他の島
- 玄海諸島
  - 高島 (佐賀県)
  - 小川島☆
  - 松島 (佐賀県)☆
  - 向島 (佐賀県)

- Category:佐賀県の島も参照。

#### 長崎県
| 地域   | 国土地理院による 面積1 km2以上の島数 | 海上保安庁による島数 | 海上保安庁による島数    | 海上保安庁による島数 | 備考 | 出典          |
| 長崎県 | 49                                   | 971                  | 周囲1 km以上            | 215                  | 0    | [ 19 ] [ 16 ] |
| 長崎県 | 49                                   | 971                  | 周囲1 km未満 0.1 km以上 | 756                  |      | [ 19 ] [ 16 ] |

面積1 km2以上の島

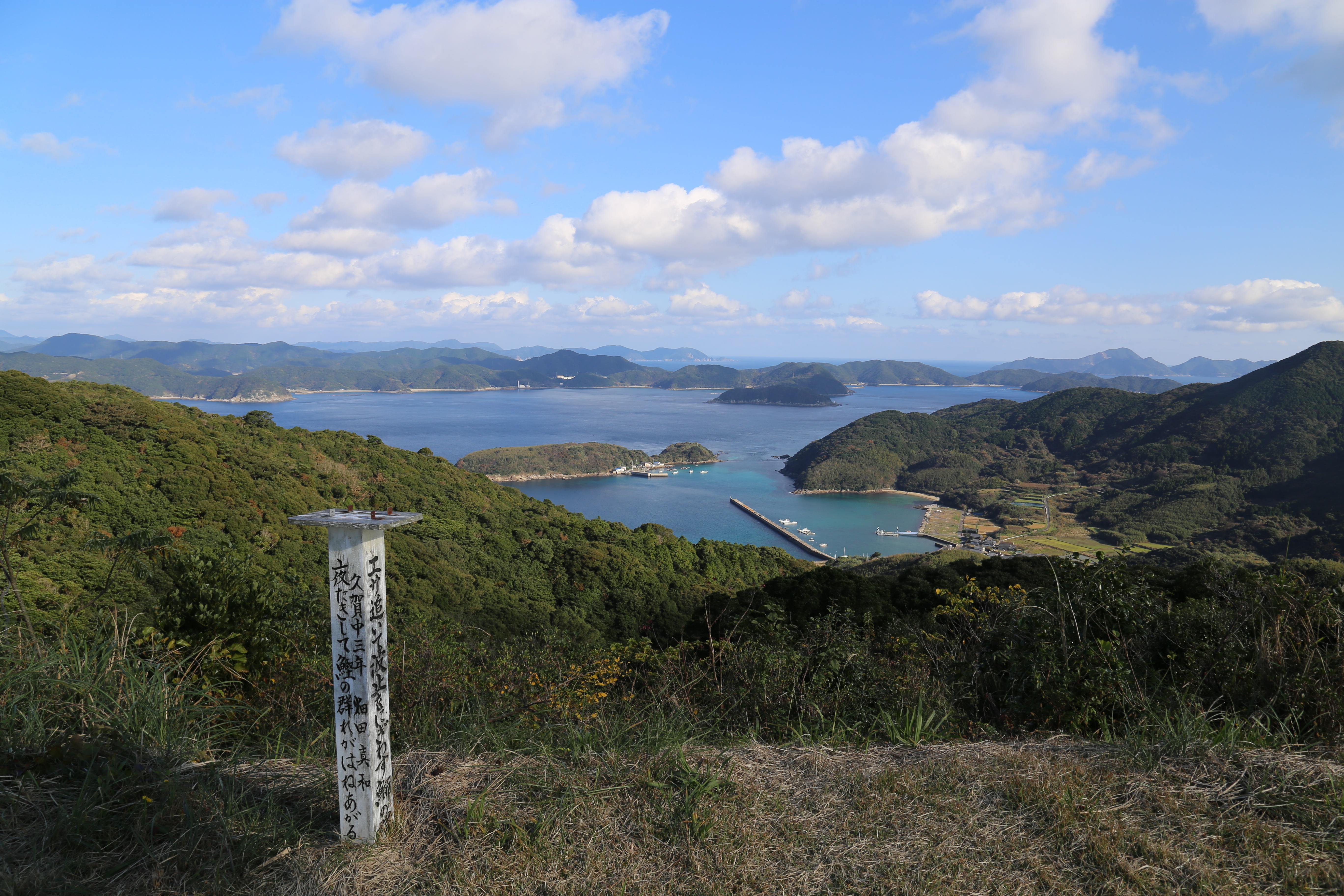
五島列島の風景

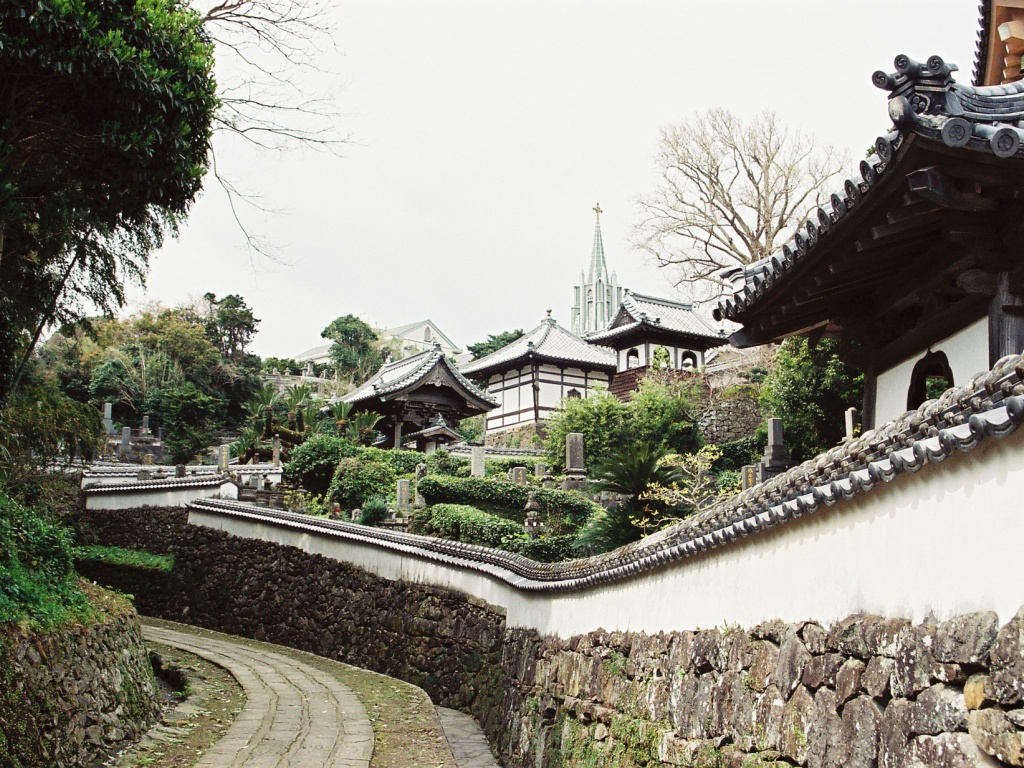
平戸島の教会と寺院

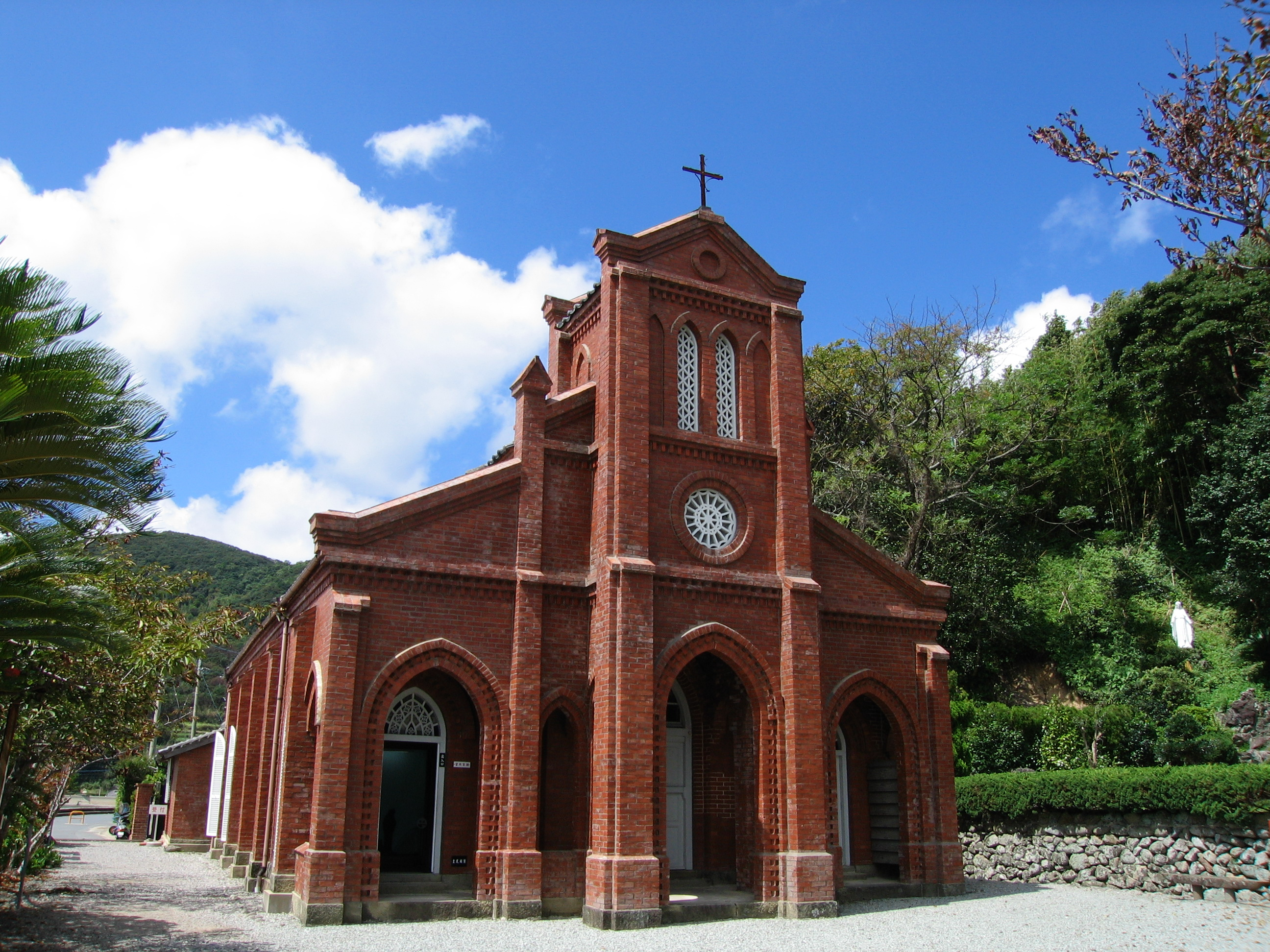
福江島の堂崎天主堂

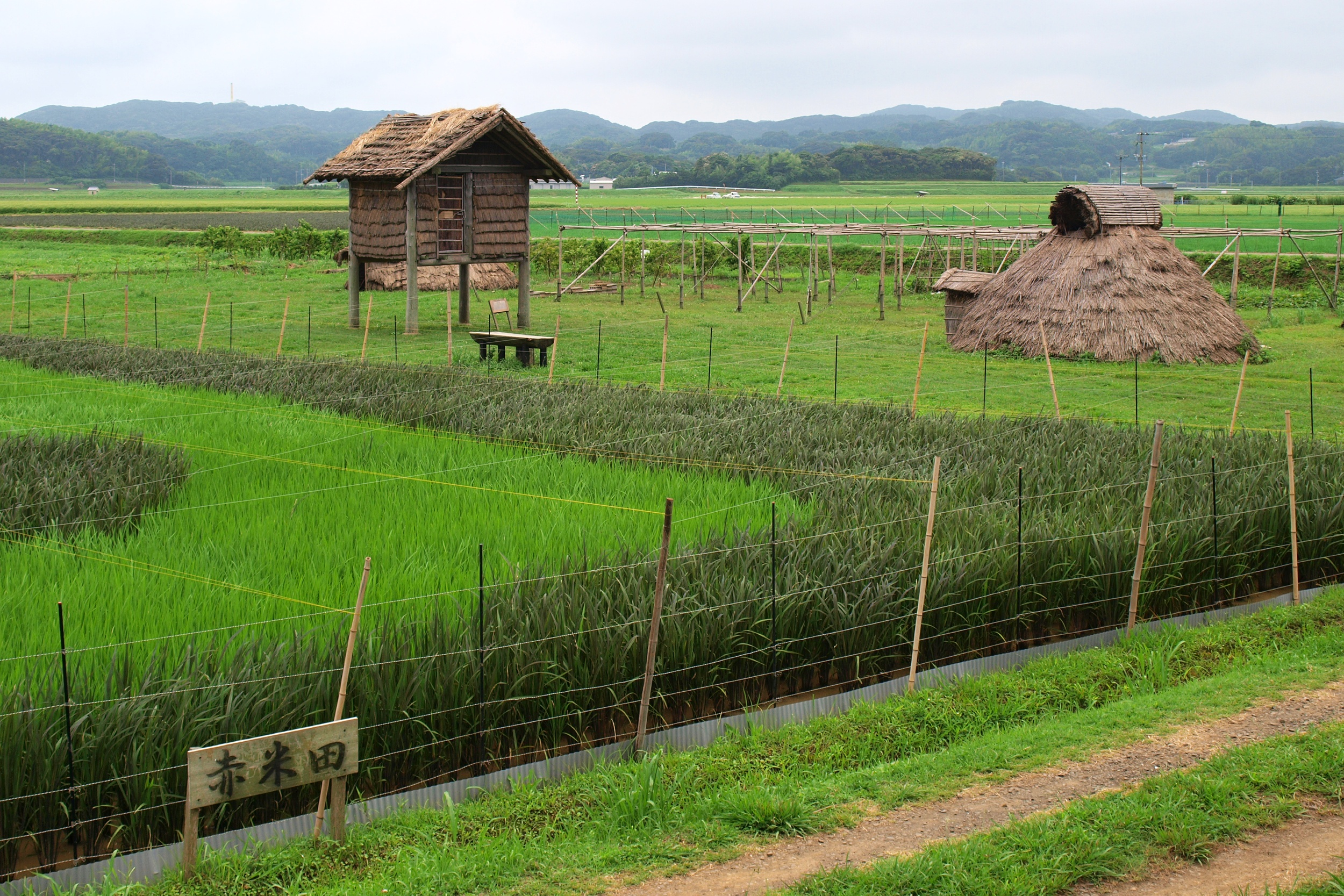
壱岐島の遺跡（赤米田）

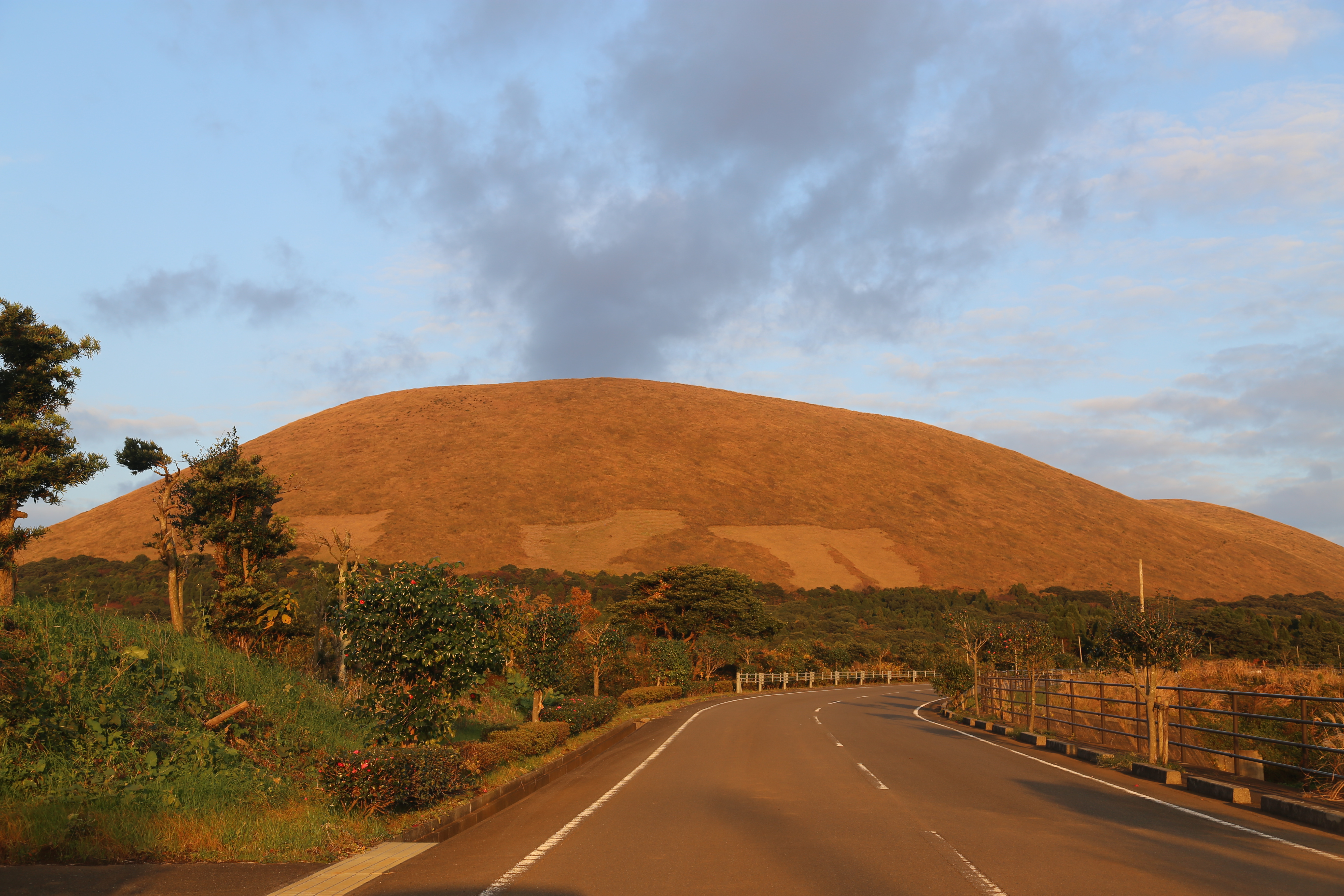
福江島の鬼岳火砕丘

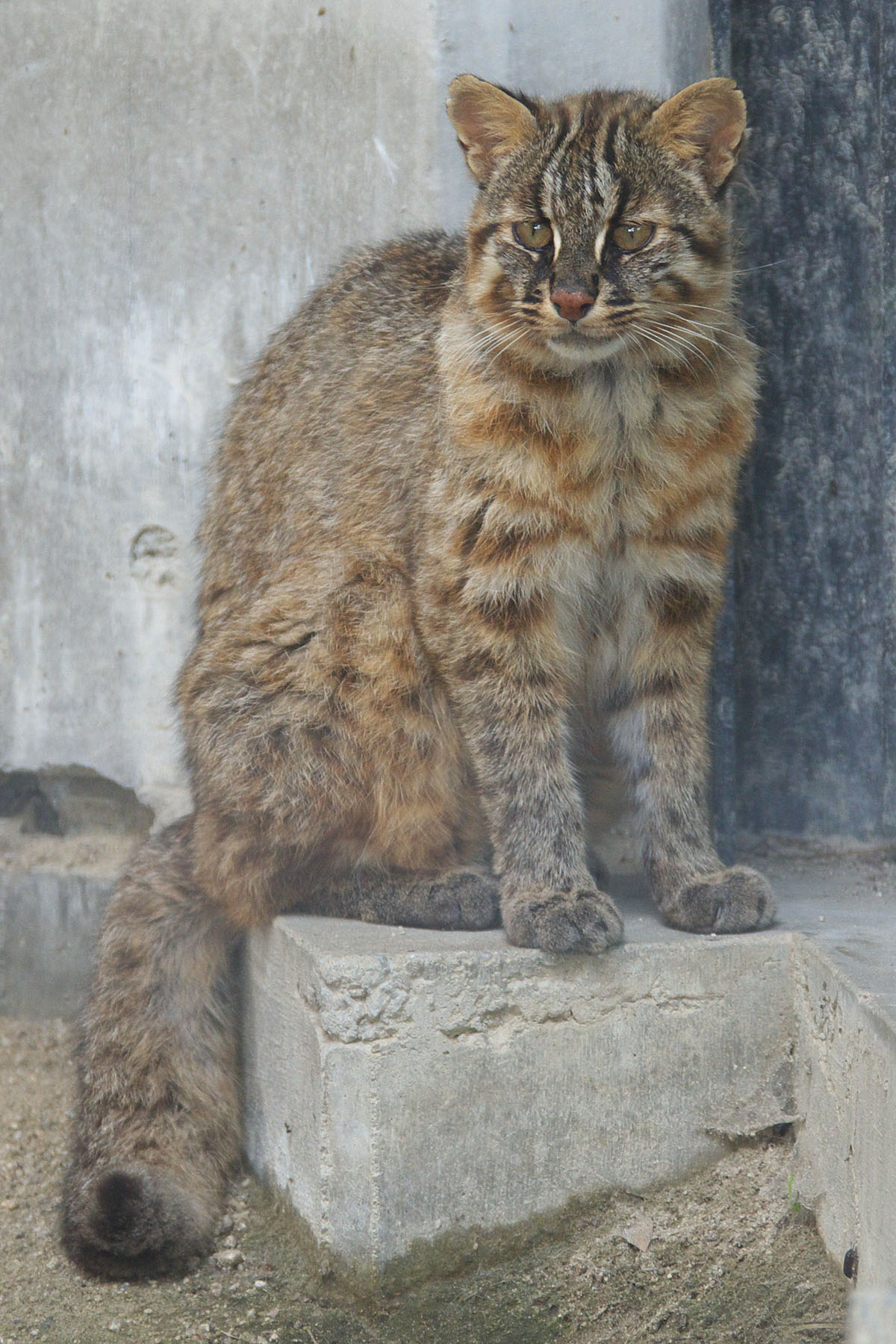
対馬だけに分布するツシマヤマネコ

- 対馬☆ - 695.74 km2。
- 福江島☆ - 326.36 km2。
- 中通島☆ - 168.39 km2。
- 平戸島☆ - 163.44 km2。九州本土と平戸大橋で繋がれている。
- 壱岐島☆ - 134.63 km2。
- 久賀島☆ - 37.24 km2。
- 針尾島☆ - 33.16 km2。九州本土と多数の橋で繋がれている。
- 若松島☆ - 31.14 km2。中通島と若松大橋で繋がれている。
- 宇久島 - 24.90 km2。
- 奈留島☆ - 23.68 km2。
- 福島☆ - 16.94 km2。九州本土と福島大橋で繋がれている。
- 生月島☆ - 16.55 km2。平戸島と生月大橋で繋がれている。
- 鷹島☆ - 16.18 km2。九州本土と鷹島肥前大橋で繋がれている。
- 的山大島 - 15.16 km2。
- 小値賀島 - 12.26 km2。
- 大島☆ - 12.16 km2。西彼大島。寺島と寺島大橋で繋がれている。
- 椛島 - 8.69 km2。
- 野崎島 - 7.11 km2。
- 松島 - 6.35 km2。
- 島山島☆ - 5.50 km2。五島市。玉之浦大橋で福江島と繋がっている。
- 平島 - 5.47 km2。
- 蛎浦島☆ - 4.75 km2。元炭鉱の島。中戸大橋で大島（西彼大島）と繋がっている。
- 島山島 - 4.70 km2。対馬市。対馬島と浅茅パールブリッジで繋がれている。
- 黒島☆ - 4.66 km2。
- 度島 - 3.57 km2。
- 嵯峨ノ島 - 3.16 km2。
- 有福島 - 2.97 km2。漁生浦島と防波堤で繋がれている。
- 高島 - 2.67 km2。佐世保市。
- 沖ノ島 - 2.62 km2。対馬島と住吉大橋で繋がれている。
- 江島 - 2.58 km2。
- 男島 - 2.50 km2。無人島。
- 樺島☆ - 2.31 km2。中島と大漁橋で繋がれている。
- 串島 - 1.94 km2。無人島。
- 頭ヶ島 - 1.86 km2。中通島と頭ヶ島大橋で繋がれている。
- 牧島 - 1.62 km2。九州本土と牧戸橋で繋がれている。
- 斑島 - 1.58 km2。小値賀島と斑大橋で繋がれている。
- ツブラ島 - 1.47 km2。無人島。
- 黄島 - 1.39 km2。
- 日島 - 1.37 km2。有福島と防波堤で繋がれている。
- 寺島 - 1.30 km2。九州本土と大島大橋で繋がれている。
- 祝言島 - 1.28 km2。無人島。
- 女島 - 1.22 km2。無人島。
- 伊王島 - 1.21 km2。沖ノ島と栄橋、賑橋、祝橋で繋がれている。
- 高島 - 1.19 km2。長崎市。元炭鉱の島。
- 大島☆ - 1.17 km2。壱岐市。
- 黒島 - 1.12 km2。五島市。
- 蠑螺島 - 1.09 km2。無人島。※本来の漢字表記は「虫偏に栄」螺島
- 池島 - 1.07 km2。元炭鉱の島。
- 寺島・横島 - 1.00 km2。西海市。

その他の島
- 大島 (長崎県佐世保市) - 針尾島と江上大橋で繋がれている。
- 沖之島 (長崎県) - 九州本土と伊王島大橋で繋がれている。
- 赤島 (長崎県対馬市) - 沖ノ島と赤島大橋で繋がれている。
- 五郎ヶ島 - 無人島。九州本土と松島を結ぶ海上ケーブルの鉄塔がある。
- 海栗島 - 航空自衛隊基地がある。
- 青島 (長崎県)
- 九十九島 (西海国立公園)
- 崎戸島 - 蛎浦島と崎戸橋で繋がっている。
- 端島 (長崎県)（軍艦島） - 元炭鉱の島。世界文化遺産。無人島。
- 九十九島 (島原市)
- 前島 (長崎県時津町)
- 中島 - 無人島。樺島大橋で九州本土と繋がっている。
- 五島列島
  - 黒島 (長崎県小値賀町) - 小値賀島と金比羅大橋で繋がっている。
  - 小黒島 - 無人島。
  - 大島 (長崎県小値賀町)
  - 宇々島 - 無人島。
  - 納島
  - 六島 (長崎県)
  - 折島 - 無人島。柏島と防波堤で繋がっている。上五島国家石油備蓄基地がある。
  - 柏島 - 無人島。折島と防波堤で繋がっている。同上。
  - 桐ノ小島 - 中通島と橋で繋がれている。
  - 漁生浦島 - 若松島と漁生浦大橋で繋がれている。
  - 前島 (長崎県五島市)
  - 前小島 - 福江島と防波堤で繋がれている。
  - 葛島 (長崎県) - 無人島。
  - 蕨小島
  - 赤島 (長崎県五島市)
  - 姫島 (長崎県) - 無人島。
  - 男女群島 - 無人島群。
    - クロキ島（黒木島）
    - 寄島 (長崎県)（中ノ島）
    - 帆立岩
    - ハナグリ島（花栗島）
    - 鮫瀬

  - 鳥島 (長崎県) - 無人島群。

- 渡良三島
  - 長島☆
  - 原島☆

- Category:長崎県の島も参照。

#### 熊本県
| 地域   | 国土地理院による 面積1 km2以上の島数 | 海上保安庁による島数 | 海上保安庁による島数    | 海上保安庁による島数 | 備考 | 出典          |
| 熊本県 | 11                                   | 178                  | 周囲1 km以上            | 048                  | 0    | [ 19 ] [ 16 ] |
| 熊本県 | 11                                   | 178                  | 周囲1 km未満 0.1 km以上 | 130                  |      | [ 19 ] [ 16 ] |

面積1 km2以上の島

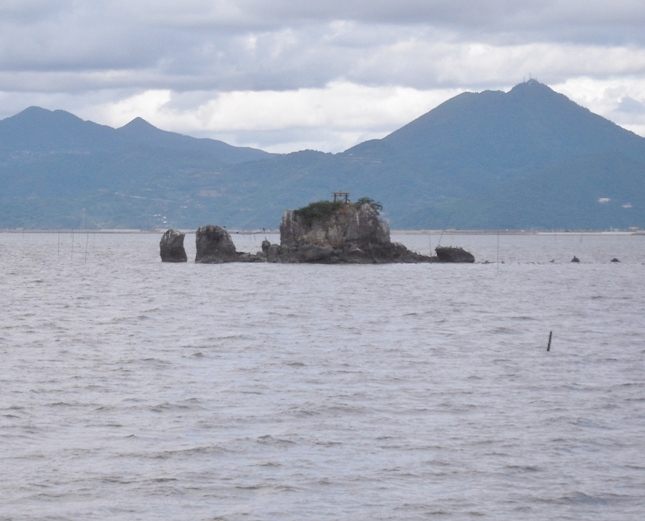
『伊勢物語』『枕草子』『後撰和歌集』で詠まれた風流島

- 天草下島 - 574.95 km2。天草瀬戸大橋で天草上島と繋がっている。
- 天草上島 - 225.85 km2。松島橋で前島と繋がっている。
- 大矢野島 - 30.12 km2。天門橋で九州本土と繋がっている。
- 御所浦島 - 12.54 km2。
- 戸馳島 - 6.95 km2。戸馳大橋で九州本土と繋がっている。
- 維和島 - 6.52 km2。東大維橋で野牛島と繋がっている。
- 牧島 - 5.59 km2。中瀬戸橋で御所浦島と繋がっている。
- 下須島 - 4.50 km2。通天橋及び牛深ハイヤ大橋で天草下島と繋がっている。
- 樋島 - 3.42 km2。樋島大橋で坊主島と繋がっている。
- 産島 - 1.94 km2。
- 横浦島 -1.14 km2。

その他の島
- 天草諸島 - 熊本県と鹿児島県にまたがる。
  - 湯島 (天草諸島)
  - 野釜島 - 野釜大橋で大矢野島と繋がっている。
  - 野牛島 - 西大維橋で大矢野島と繋がっている。
  - 樋合島 - 樋合永浦橋で永浦島と繋がっている。
  - 永浦島 - 大矢野橋で大矢野島と繋がっている。
  - 池島 (熊本県) - 中の橋で永浦島と繋がっている。
  - 前島 (熊本県) - 前島橋で池島と繋がっている。
  - 瀬島 - 無人島。
  - 中島 (熊本県)
  - 高杢島
  - 横島 (熊本県)
  - 通詞島 - 通詞大橋で天草下島と繋がっている。
  - 椚島 - 無人島。椚島橋で天草上島と繋がっている。
  - 坊主島 - 椚島と繋がっている。

- 風流島 - 無人島。
- Category:熊本県の島も参照。

#### 大分県
| 地域   | 国土地理院による 面積1 km2以上の島数 | 海上保安庁による島数 | 海上保安庁による島数    | 海上保安庁による島数 | 備考 | 出典          |
| 大分県 | 4                                    | 109                  | 周囲1 km以上            | 20                   | 0    | [ 19 ] [ 16 ] |
| 大分県 | 4                                    | 109                  | 周囲1 km未満 0.1 km以上 | 89                   |      | [ 19 ] [ 16 ] |

面積1 km2以上の島
- 姫島☆ - 6.98 km2。

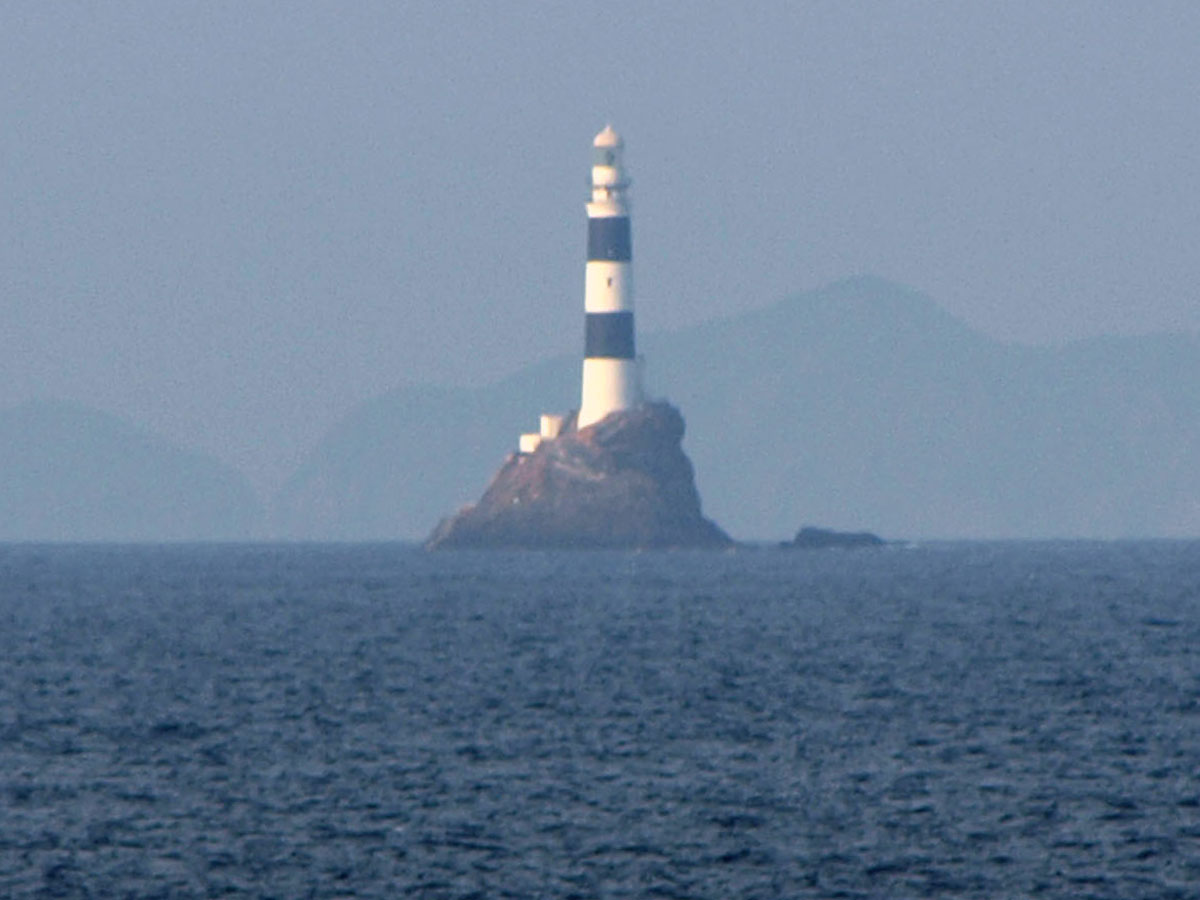
豊後水道に浮かぶ水ノ子島

- 大入島（佐伯市） - 5.64 km2。
- 大島（佐伯市） - 1.61 km2。豊後大島。鶴見。
- 屋形島（佐伯市） - 1.07 km2。蒲江。
- 深島（佐伯市） - 1.1 km2。蒲江。

その他の島
- 豊後諸島
  - 高島 (大分県) - 無人島。観光地。かつての有人島。
  - 黒島 (大分県臼杵市)
  - 津久見島 - 無人島。かつての有人島。
  - 三ッ子島 - 無人島。
  - 黒島 (大分県津久見市) - 無人島。
  - 地無垢島
  - 沖無垢島 - 無人島。
  - 沖吉島 - 無人島。
  - 保戸島☆
  - 八島 (大分県)（佐伯市） - 無人島。鶴見。
  - 彦島 (大分県)（佐伯市） - 無人島。かつての有人島。九州本土と大入島を結ぶ海上ケーブルの鉄塔がある。西上浦。
  - 水ノ子島（佐伯市） - 無人島。水ノ子島灯台がある。
  - 横島 (大分県)（佐伯市） - 無人島。
  - 地黒島（佐伯市） - 無人島。米水津。
  - 沖黒島（佐伯市） - 無人島。米水津。

- Category:大分県の島も参照。

#### 宮崎県
| 地域   | 国土地理院による 面積1 km2以上の島数 | 海上保安庁による島数 | 海上保安庁による島数    | 海上保安庁による島数 | 備考 | 出典          |
| 宮崎県 | 2                                    | 179                  | 周囲1 km以上            | 011                  | 0    | [ 19 ] [ 16 ] |
| 宮崎県 | 2                                    | 179                  | 周囲1 km未満 0.1 km以上 | 168                  |      | [ 19 ] [ 16 ] |

面積1 km2以上の島

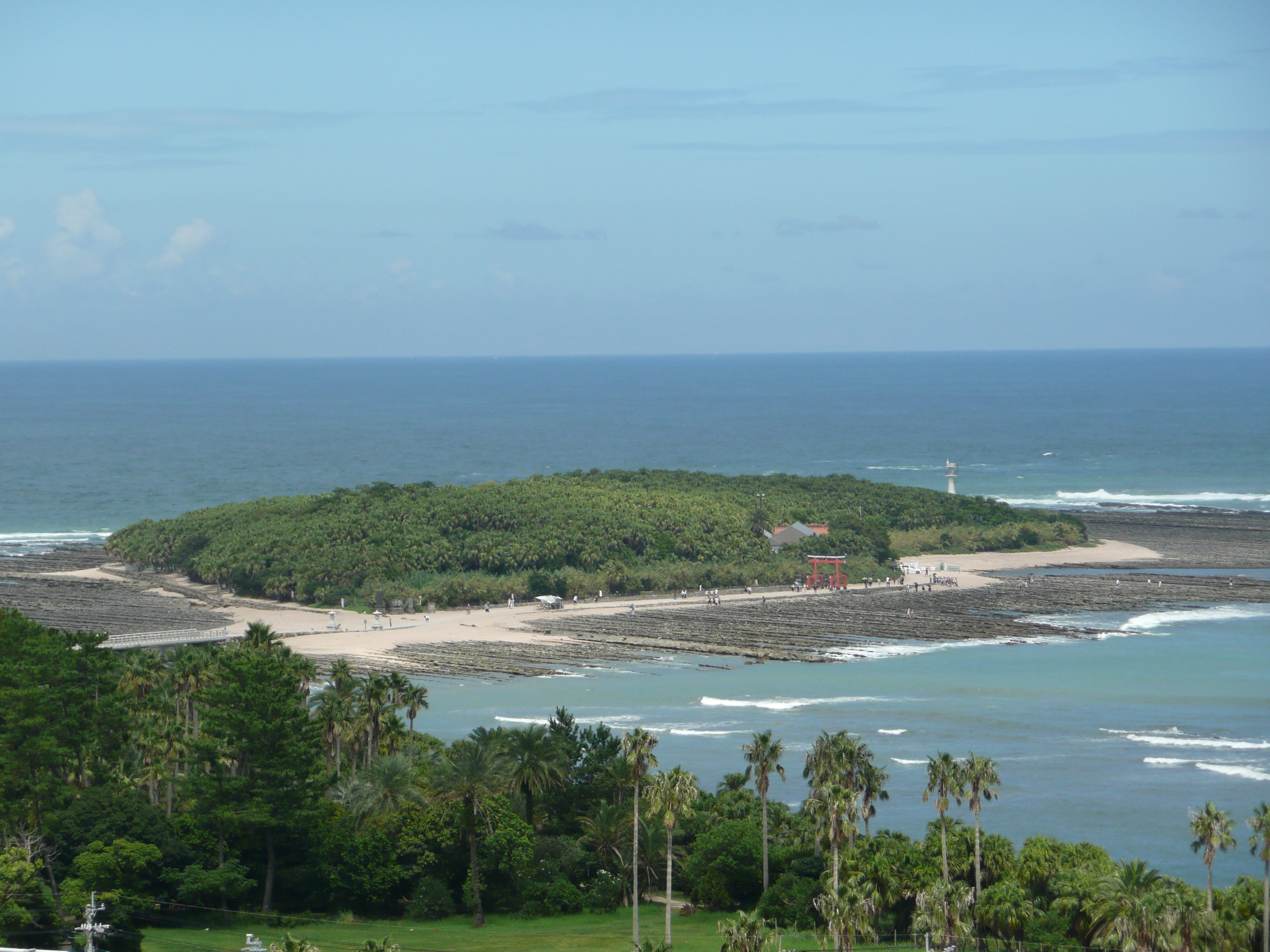
宮崎の代表的な観光地の一つ、青島

- 島浦島☆ - 2.85 km2。
- 大島 - 2.03 km2。日向大島。無人島。かつては有人島だった。

その他の島
- 青島 (宮崎県)☆ - 弥生橋で九州本土と繋がれている。
- 幸島 - 無人島。猿の島。
- Category:宮崎県の島も参照。

#### 鹿児島県
| 地域     | 国土地理院による 面積1 km2以上の島数 | 海上保安庁による島数 | 海上保安庁による島数    | 海上保安庁による島数 | 備考 | 出典          |
| 鹿児島県 | 32                                   | 605                  | 周囲1 km以上            | 074                  | 0    | [ 19 ] [ 16 ] |
| 鹿児島県 | 32                                   | 605                  | 周囲1 km未満 0.1 km以上 | 531                  |      | [ 19 ] [ 16 ] |

面積1 km2以上の島

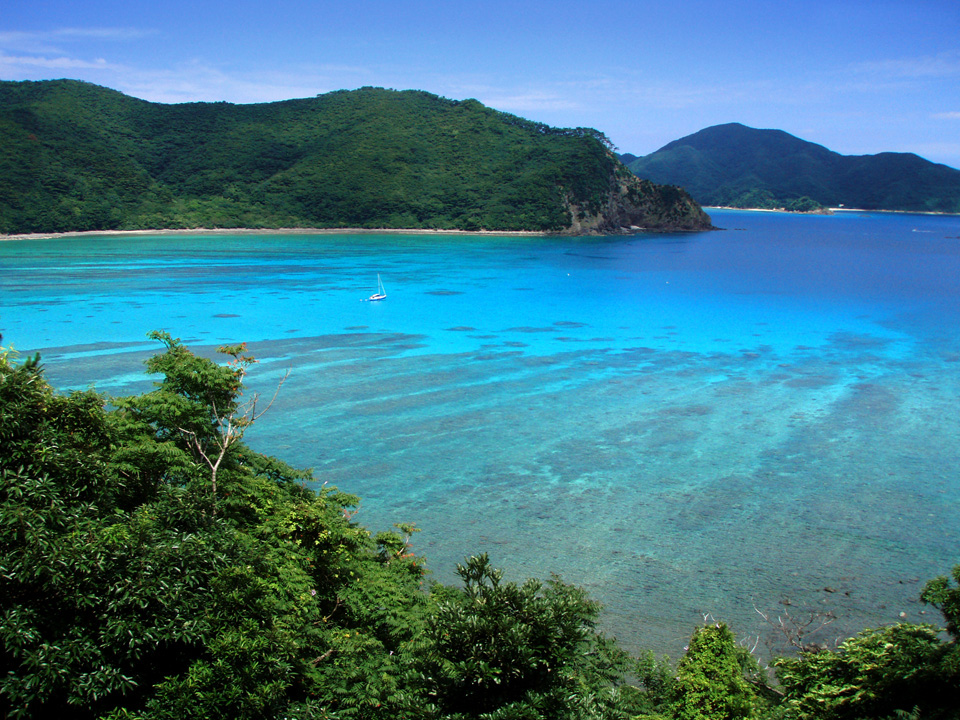
奄美大島のマネン崎

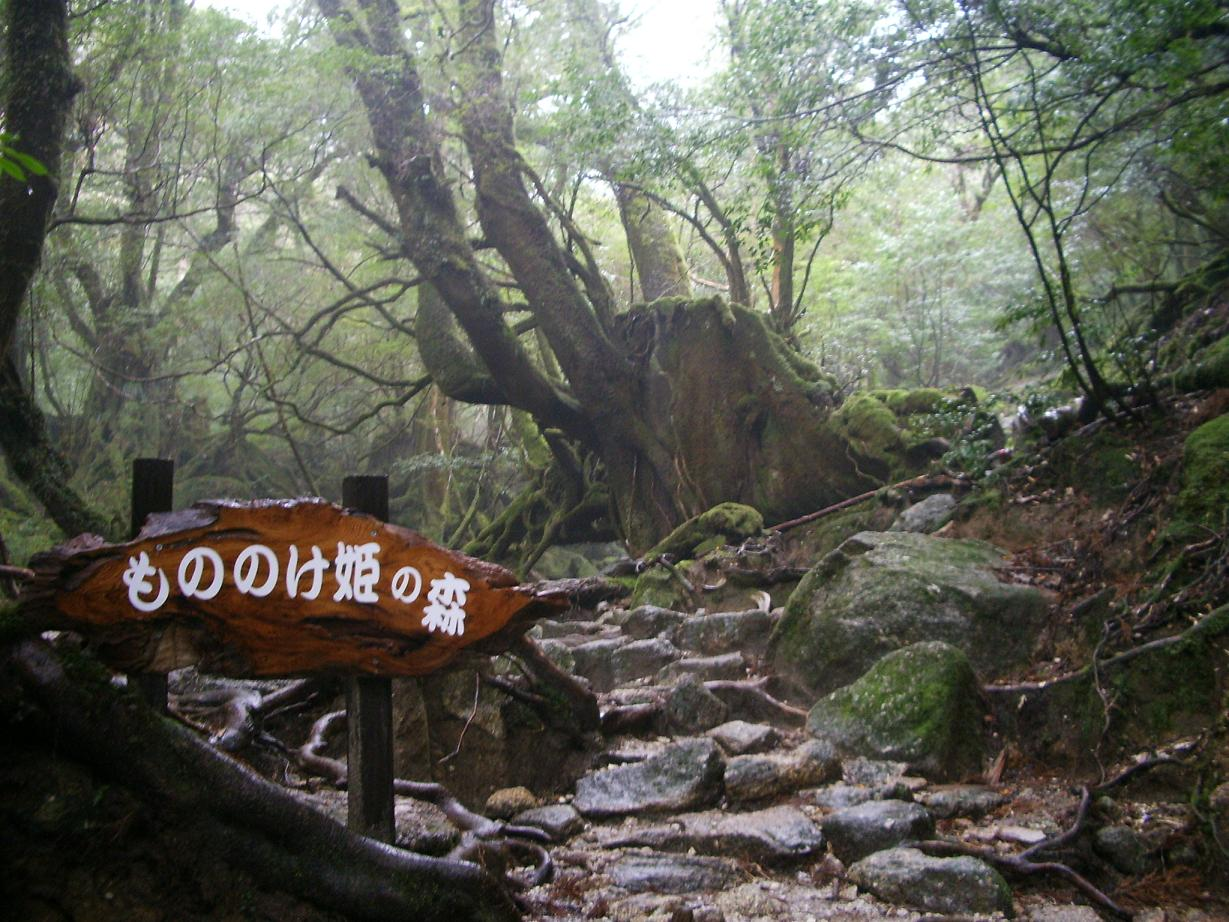
屋久島の森

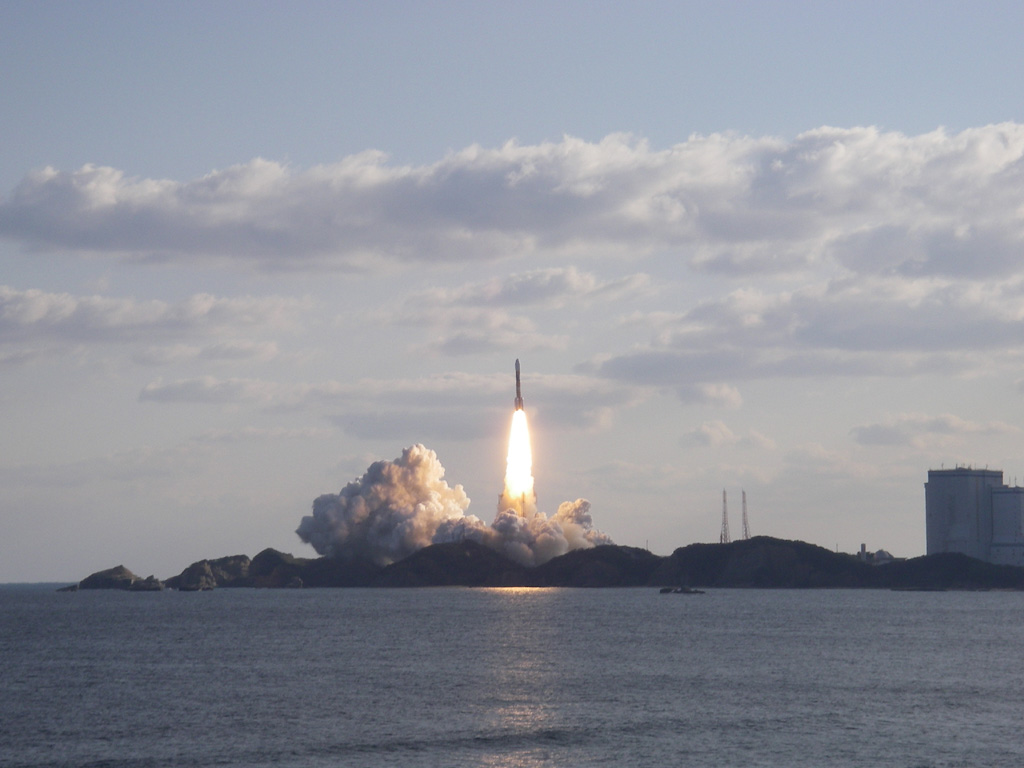
種子島のロケット打ち上げ

- 奄美大島☆ - 712.41 km2。
- 屋久島☆ - 504.25 km2。
- 種子島☆ - 443.67 km2。
- 徳之島☆ - 247.85 km2。
- 沖永良部島☆ - 93.65 km2。
- 長島☆ - 90.67 km2。九州本土と黒之瀬戸大橋で繋がれている。
- 加計呂麻島☆ - 77.25 km2。
- 下甑島☆ - 65.54 km2。中甑島と甑大橋で繋がれている。
- 喜界島☆ - 56.76 km2。
- 上甑島☆ - 44.20 km2。中甑島と鹿の子大橋および甑大明神橋で繋がれている。
- 口永良部島☆ - 35.81 km2。
- 中之島☆ - 34.42 km2。
- 諏訪之瀬島☆ - 27.61 km2。
- 与論島☆ - 20.56 km2。
- 獅子島☆ - 17.06 km2。
- 黒島☆ - 15.39 km2。
- 請島 - 13.34 km2。
- 口之島☆ - 13.33 km2。
- 硫黄島☆ - 11.62 km2。鬼界ヶ島。
- 与路島 - 9.35 km2。
- 馬毛島★ - 8.17 km2。
- 悪石島☆ - 7.49 km2。
- 中甑島☆ - 7.28 km2。上甑島と鹿の子大橋および甑大明神橋で、下甑島と甑大橋で繋がれている。
- 宝島☆ - 7.07 km2。
- 枝手久島 - 5.79 km2。無人島。
- 竹島☆ - 4.22 km2。
- 臥蛇島 - 4.05 km2。無人島。
- 諸浦島☆ - 3.87 km2。長島と乳ノ瀬橋で繋がれている。
- 伊唐島☆ - 3.71 km2。九州本土と伊唐大橋で繋がれている。
- 横当島 - 2.75 km2。無人島。
- 平島☆ - 2.08 km2。
- 宇治向島 - 1.72 km2。無人島。

その他の島
- 天草諸島 - 鹿児島県と熊本県にまたがる。
- 甑島列島 - 上甑島、中甑島、下甑島を除き無人島。
- 宇治群島 - 無人島群。
  - 宇治島 - 無人島。

- 草垣群島 - 無人島群。草垣島灯台がある。
- 新島 (鹿児島県)
- 桜島☆ - 陸繋島。
- 南西諸島 - 鹿児島県と沖縄県にまたがる。
  - 薩南諸島
    - 大隅諸島
    - トカラ列島
      - 小宝島☆

    - 奄美群島

- Category:鹿児島県の島も参照。

#### 沖縄県
| 地域   | 国土地理院による 面積1 km2以上の島数 | 海上保安庁による島数 | 海上保安庁による島数    | 海上保安庁による島数 | 備考 | 出典          |
| 沖縄県 | 46 沖縄本島は含まず                  | 363                  | 周囲1 km以上            | 093                  | 0    | [ 19 ] [ 16 ] |
| 沖縄県 | 46 沖縄本島は含まず                  | 363                  | 周囲1 km未満 0.1 km以上 | 270                  |      | [ 19 ] [ 16 ] |

面積1 km2以上の島

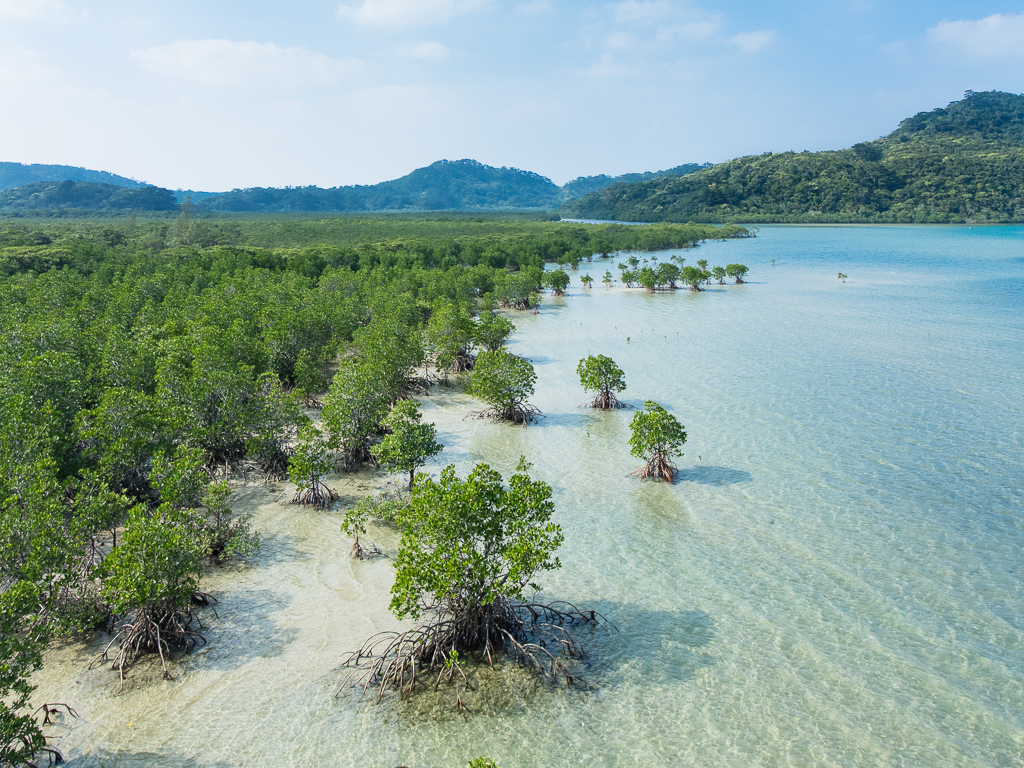
西表島のマングローブ林

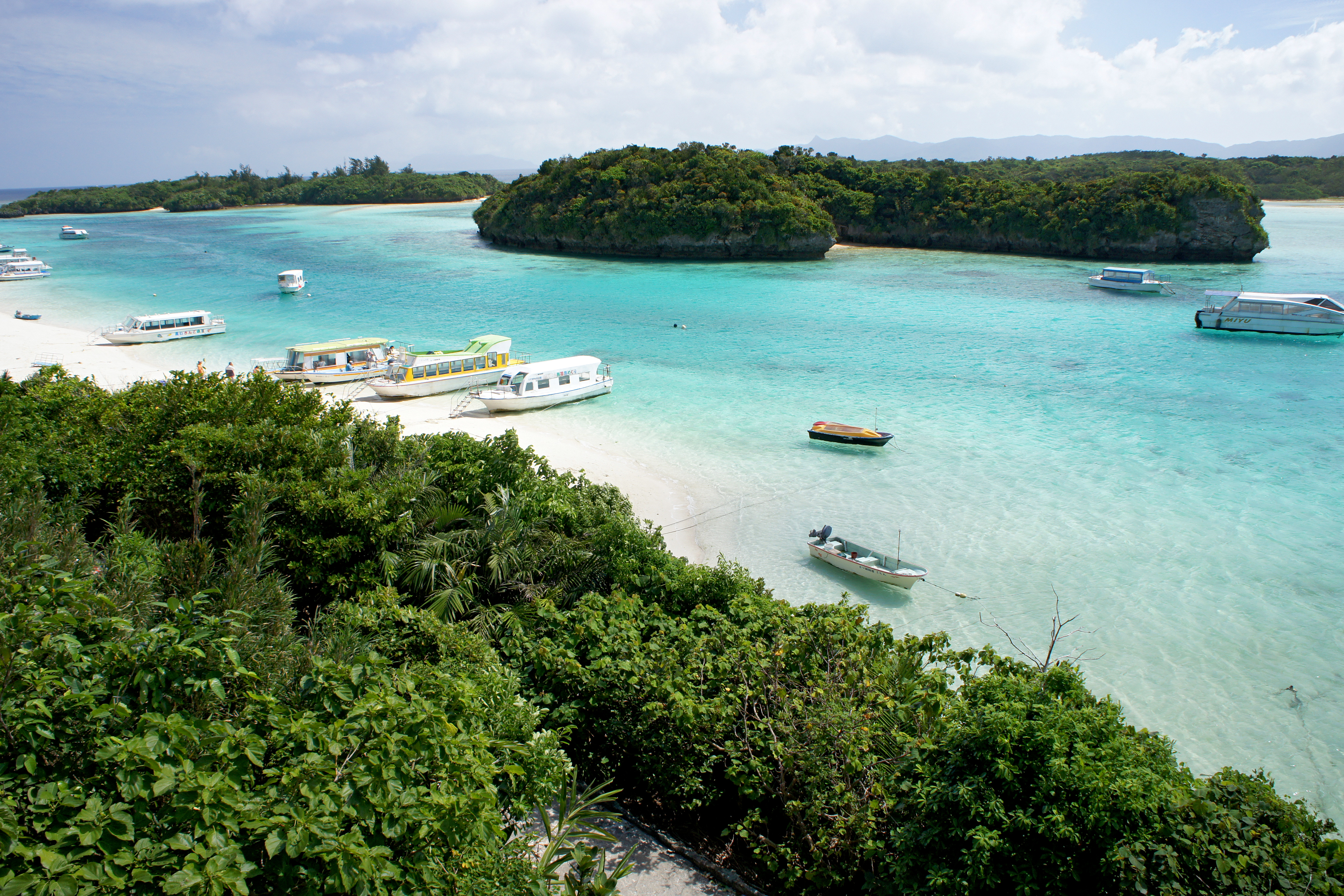
石垣島の川平湾

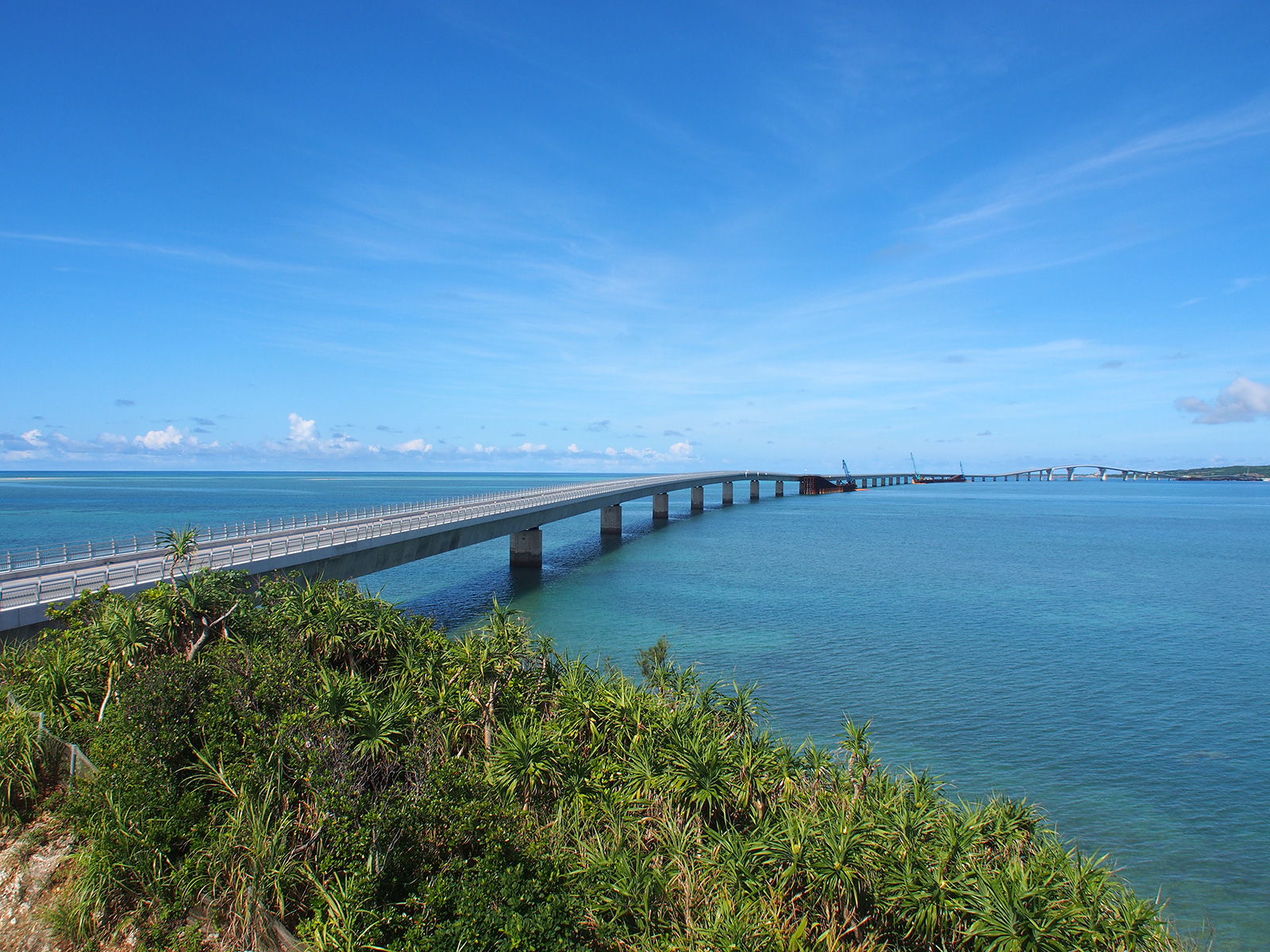
宮古島と伊良部島を結ぶ伊良部大橋

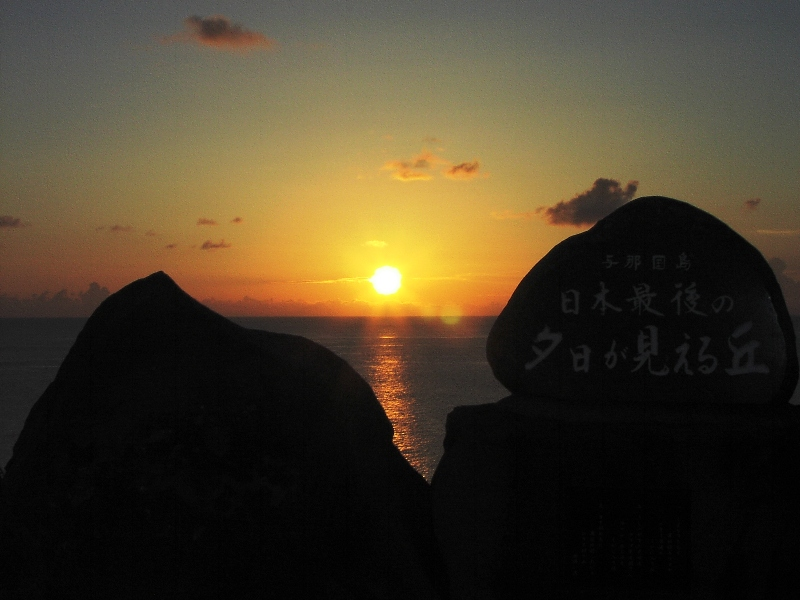
日本最西端の与那国島西崎

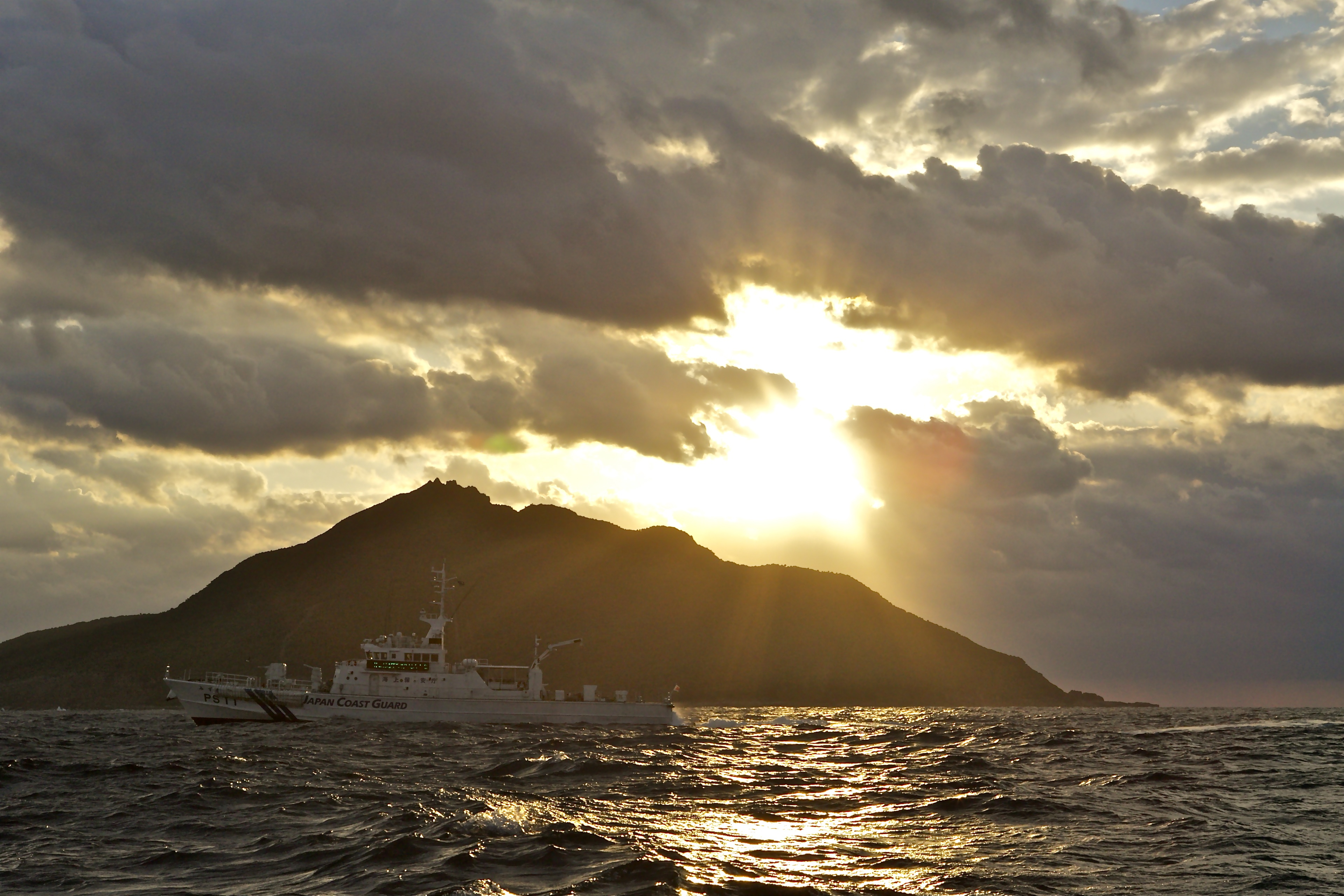
魚釣島近海を航行する海上保安庁の巡視船「みずき」

- 西表島☆ - 289.62 km2。
- 石垣島☆ - 222.24 km2。
- 宮古島☆ - 158.54 km2。
- 久米島☆ - 59.53 km2。
- 南大東島☆ - 30.52 km2。
- 伊良部島☆ - 29.07 km2。宮古島と伊良部大橋で繋がれている。
- 与那国島☆ - 28.82 km2。日本の最西端。
- 伊江島☆ - 22.69 km2。
- 伊平屋島☆ - 20.67 km2。
- 多良間島☆ - 19.81 km2。
- 渡嘉敷島☆ - 15.31 km2。
- 伊是名島☆ - 14.13 km2。
- 波照間島☆ - 12.73 km2。有人島では日本の最南端。
- 北大東島☆ - 11.91 km2。
- 黒島☆ - 10.02 km2。
- 下地島☆ - 9.68 km2。伊良部島と多数の橋で繋がれている。
- 屋我地島☆ - 7.87 km2。沖縄本島とワルミ大橋で、奥武島と屋我地大橋で繋がれている。
- 小浜島☆ - 7.86 km2。
- 粟国島☆ - 7.62 km2。
- 座間味島☆ - 6.70 km2。
- 宮城島☆ - 5.54 km2。与勝諸島。平安座島と桃原橋で繋がれている。
- 平安座島☆ - 5.44 km2。沖縄本島と海中道路で繋がれている。
- 竹富島☆ - 5.43 km2。
- 魚釣島 - 3.81 km2。尖閣諸島。無人島。
- 阿嘉島☆ - 3.80 km2。慶留間島と阿嘉大橋で繋がれている。
- 渡名喜島☆ - 3.58 km2。
- 古宇利島☆ - 3.14 km2。屋我地島と古宇利大橋で繋がれている。
- 瀬底島☆ - 2.99 km2。沖縄本島と瀬底大橋で繋がれている。
- 来間島☆ - 2.82 km2。宮古島と来間大橋で繋がれている。
- 池間島☆ - 2.80 km2。宮古島と池間大橋で繋がれている。
- 硫黄鳥島 - 2.50 km2。無人島。
- 水納島★ - 2.16 km2。宮古列島。
- 内離島★ - 2.10 km2。無人島。
- 浜比嘉島☆ - 2.09 km2。平安座島と浜比嘉大橋で繋がれている。
- 津堅島 - 1.88 km2。
- 新城島（上地）★ - 1.76 km2。
- 伊計島☆ - 1.72 km2。宮城島と伊計大橋で繋がれている。
- 前島 - 1.59 km2。
- 新城島（下地）★ - 1.57 km2。
- 久場島 - 1.54 km2。慶良間諸島。無人島。
- 久高島 - 1.36 km2。
- 外離島 - 1.32 km2。無人島。
- 屋嘉比島 - 1.25 km2。無人島。
- 慶留間島☆ - 1.15 km2。阿嘉島と阿嘉大橋で繋がれている。
- 沖大東島 - 1.15 km2。ラサ島。無人島。
- 野甫島 - 1.08 km2。

その他の島
- 南西諸島 - 鹿児島県と沖縄県にまたがる。
  - 琉球諸島
    - 沖縄諸島
      - 安田ヶ島 - 無人島
      - 宮城島 (沖縄県大宜味村)☆ - 塩屋大橋および宮城橋で沖縄本島と繋がっている。
      - 奥武島 (沖縄県名護市) - 無人島。奥武橋で沖縄本島と繋がっている。
      - 水納島 (沖縄県本部町)
      - 藪地島 - 藪地大橋で沖縄本島と繋がっている。無人島。
      - 浮原島 - 無人島
      - 南浮原島 - 無人島
      - 瀬長島☆ - 瀬長島海中道路で沖縄本島と繋がっている。
      - 奥武島 (沖縄県南城市)☆ - 奥武橋で沖縄本島と繋がっている。
      - 伊平屋伊是名諸島
        - 具志川島 - 無人島
        - 屋那覇島 - 無人島
        - 降神島 - 無人島

      - 慶良間諸島
        - 慶伊瀬島
          - 神山島 - 無人島
          - クエフ島 - 無人島。リゾート地。
          - ナガンヌ島 - 無人島。リゾート地。

        - 儀志布島 - 無人島。
        - ウン島 - 無人島。
        - 中島 - 無人島。
        - ハテ島 - 無人島。
        - 城島 - 無人島
        - 離島 - 無人島
        - 地自津留島 - 無人島。
        - 外自津留島 - 無人島。
        - 外地島 - 空港のある無人島。慶留間橋で慶留間島と繋がっている。
        - 安室島 - 無人島。
        - 嘉比島 - 無人島。
        - 安慶名敷島 - 無人島。
        - 砂白島 - 無人島。
        - 奥武島 (沖縄県座間味村) - 無人島
        - アチラーネ岩 - 無人島
        - モカラク島 - 無人島
        - 積城島 - 無人島
        - 伊釈迦釈島 - 無人島
        - 佐久原の鼻 - 無人島
        - ふかかね瀬 - 無人島
        - くば岩 - 無人島
        - ゆぶ岩 - 無人島
        - なか岩 - 無人島

      - 入砂島 - 無人島。射爆撃場。
      - 奥武島 (沖縄県久米島町)☆ - 新奥武橋で久米島と繋がっている。
      - オーハ島 - 無人島。
      - 鳥島 (沖縄県) - 無人島。射爆撃場。

    - 先島諸島
      - 宮古列島
        - 大神島
        - フデ岩 - 無人島

      - 八重山列島
        - 川平湾小島 - 無人島
        - マジパナリ - 無人島
        - ムクパナリ - 無人島
        - ユミパナリ - 無人島
        - マヤパナリ - 無人島
        - サイパナリ - 無人島
        - クバパナリ - 無人島
        - キダパナリ - 無人島
        - チャバンチキパナリ - 無人島
        - 大地離島 - 無人島
        - 平離島 - 無人島
        - 鳩間島☆
        - 由布島 - 西表島との間で水牛車が運行されている。
        - 嘉弥真島
        - 仲御神島 - 無人島
        - ウ離島 - 無人島
        - 鳩離島 - 無人島
        - 赤離島 - 無人島
        - 祖納地崎 - 無人島。波多橋で与那国島と結ばれている。

      - 尖閣諸島
        - 久場島 (沖縄県石垣市) - 無人島。射爆撃場。
        - 大正島 - 無人島。射爆撃場。
        - 北小島 - 無人島。
        - 南小島 - 無人島。
        - 沖の北岩 - 無人島。
        - 沖の南岩 - 無人島。
        - 飛瀬 - 無人島。
        - 北西小島 - 無人島。
        - 北小島 (沖縄県石垣市久場島付近) - 無人島。
        - 北東小島 - 無人島。
        - 北小島 (沖縄県石垣市大正島付近) - 無人島。

  - 大東諸島

- Category:沖縄県の島も参照。

### 帰属未定
- 南樺太 - 樺太（サハリン）北緯50度線を境に、北樺太と南樺太に分けられる。日本政府としては、北樺太はロシア連邦に所属し、南樺太については「帰属は未定」という立場である。2016年8月現在、樺太全体がロシア連邦の実効支配下にある。
- 北方領土を除く千島列島 - 千島列島は北から、北千島（占守島・阿頼度島・幌筵島・志林規島など）、中部千島（磨勘留島から得撫島まで）、南千島（択捉島、国後島など）に分けられる。日本政府としては、北千島および中部千島の島々については「帰属は未定」という立場である。